# よんチャンTV
『よんチャンTV』（よんチャンテレビ、以下「平日夕方版」）は、毎日放送（MBS）が2021年3月29日から毎週月曜日 - 金曜日の15:40 - 19:00（JST）に関西ローカルで放送中の報道・情報バラエティ番組。大半の時間帯に、MBS本社M館2階の「ライブセンター」（情報フロア）から生放送を実施している。
番組タイトルのよんチャンは、MBSテレビのリモコンキーIDである4と、毎日放送のステーションキャラクターに起用されている「らいよんチャン」に由来。「らいよんチャン」は、当番組の開始決定を機に、当番組のマスコットキャラクターも兼ねている。
本項では、2021年4月10日から2022年3月26日まで土曜日の13:54 - 17:00（JST）にレギュラーで放送されていた関西ローカル番組『土曜のよんチャンTV』（どようのよんチャンテレビ、以下「土曜版」）、2024年6月24日（月曜日）から同年7月12日（金曜日）までの平日に『THE TIME,』（TBSテレビが制作する全国ネット向けの生放送番組）内（6:10 - 6:50）で関西ローカル向けに放送していた『よんチャンTVモーニング in THE TIME,』（よんチャンテレビモーニング・イン・ザ・タイム、以下「平日早朝版」）および、平日夕方版・土曜版から派生した特別番組についても述べる。

## 放送開始までの経緯
毎日放送では、1999年10月11日から平日の午後に『ちちんぷいぷい』（生放送の情報番組）、2000年10月2日（いずれも月曜日）から平日の夕方に『VOICE』（関西ローカル向けの報道番組）を編成。『ちちんぷいぷい』については、関西地区で2003年度の上半期から15年半連続で放送時間帯の平均視聴率でトップに立っていたほか、一時はJNN（TBS系列）加盟局の一部でも同時ネットを実施していた。
『ちちんぷいぷい』では、毎日放送報道局社会部デスク→制作局エグゼクティブ（いずれも当時）の石田英司が、「ニュースのおっちゃん」と称して番組開始当初から2017年9月29日（金曜日）放送分までニュース解説を担当。第2代メインパーソナリティ（総合司会）の西靖（毎日放送アナウンサー）が2014年4月から『VOICE』のメインキャスターを兼務した（後にニュースキャスターとしての活動へ事実上専念した）りするなど、放送を重ねるにつれて（『ちちんぷいぷい』担当の）制作局と（『VOICE』担当の）報道局（組織名はいずれも当時）の間で連携が進んでいた。テレビ放送事業（MBSテレビ）の開始から60周年を迎えた2018年度には、このような連携を強化すべく、本社M館2階のギャラクシースタジオを「ライブセンター」（生放送・生中継対応型のスタジオ）に改装。2019年1月28日（月曜日）放送分の『ちちんぷいぷい』から、「ライブセンター」の運用を開始した。
MBSテレビの2019年4月改編では、「ライブセンター」の機能を最大限に生かすべく、「平日14時 - 19時（の時間帯）をトータルに捉える」という方向で当該時間帯の自社制作番組を大幅に変更。『ちちんぷいぷい』の放送時間を3時間55分から1時間54分に短縮したほか、『VOICE』を終了させたうえで、全国ニュース（TBSテレビ制作『Nスタ』平日版のJNN全国ニュースパート）・関西ローカルニュース（「Newsミント!」）を内包した関西ローカル向けの総合情報番組『ミント!』を『ちちんぷいぷい』の後枠で新たに編成した。
『ミント!』では、「Newsミント!」を除く関西ローカルパート（本編）の生放送で「ライブセンター」を使用するなど、『ちちんぷいぷい』との連携を重視。『ちちんぷいぷい』の主な視聴者層より若い世代（いわゆる「子育て世代」など）を意識しつつ、「全国ニュースと関西ローカルニュースを平日夕方の情報番組に内包する」というMBSテレビ史上初の編成を取り入れていた。ところが、『ちちんぷいぷい』はこの改編を境に、関西地区での放送の時間帯における平均視聴率トップの座から陥落。平均視聴率は以降も同地区で5 - 6%台を常時記録していたものの、ネット局が『ちちんぷいぷい』から『ゴゴスマ -GO GO!Smile!-』（CBCテレビの制作で同じ時間帯に放送されている情報番組）へ切り替える事態が相次いだ結果、2020年4月改編から関西ローカル番組としての編成を5年半ぶりに再開した。また、『ミント!』の視聴率も、『VOICE』時代の後期に続いて『かんさい情報ネットten.』（読売テレビが同じ時間帯で2009年3月30日から関西ローカル向けに放送している報道・情報番組）などの後塵を拝し続けていた。
さらに毎日放送では、2020年初頭からの新型コロナウイルス感染拡大の影響で、収益が急速に悪化。収益構造改善策の一環として、『ミント!』を2021年3月5日・『ちちんぷいぷい』を12日（いずれも金曜日）で終了させたうえで、両番組の制作体制を当番組へ集約させる方針を打ち出した。実際には、「（毎日放送単体での）収益の改善よりも（TBSテレビ）系列の強化につながる」との理由で、3月15日（月曜日）から『ちちんぷいぷい』の放送枠を『ゴゴスマ』の同時ネット枠へ転換。「ライブセンター」と別のフロアにある「ニューススタジオ」から放送してきた「Newsミント!」（西が『VOICE』に続いてメインキャスターを担当）については、『ミント!』本編終了の翌週（8日）以降も、かつて『VOICE』を放送していた時間帯で、単独番組として26日（金曜日）まで放送を続けていた。
毎日放送が『ミント!』の本編終了後も「Newsミント!」を3週間にわたって放送したのは、当番組で「ライブセンター」を使用することを前提に、当該期間を「当番組のスタートに向けた準備期間」と想定したことによる。実際には、番組間の連動性を確保する目的で「ライブセンター」に並置されていた『ちちんぷいぷい』用と『ミント!』用のスタジオセットを、この期間中に撤去。「ライブセンター」の中央に逆U字型のテーブル（アクリルボード付きで最大5名までの同時使用が可能）と横長の大型モニターを設置したほか、画面から向かって左側（『ちちんぷいぷい』用のセット跡地）を他コーナー用の進行ブース、右側（『ミント!』用のセット跡地）をニュース関連コーナー用の進行ブースに充て直した。『Nスタ』の全国ニュースパートも、この期間には単独番組として編成されている。その一方で、『ミント!』関西ローカルパートの前半に充てられていた時間帯（15:49 -  17:50）では、3月8日から12日まで「ちちんぷいぷい フィナーレウィーク」として自社制作番組の生放送を継続。翌週（15日）から26日までは、『Nスタ』同時ネットの時間帯を、臨時ネット扱いで全国ニュースより前のパート（第0部・第1部）にも拡大していた。
その一方で、当番組では『ちちんぷいぷい』・『ミント!』から一転して、土曜日の午後枠にスピンオフ番組として『土曜のよんチャンTV』（土曜版）をレギュラーで編成。土曜版の初回（2021年4月10日）には、『ゴゴスマ』MCの石井亮次（大阪府東大阪市・中部日本放送→CBCテレビ出身のフリーアナウンサー）をゲストに迎えた。

### 『ちちんぷいぷい』・『ミント!』との関係
毎日放送では平日夕方版の開始に際して、『ミント!』全編の放送枠（15:49 - 19:00）と『ちちんぷいぷい』最終放送枠の一部（13:55 - 15:49）を組み合わせることによって、全体で200分（関西ローカルパートで175分）の放送枠を確保。（NHK大阪放送局を含む）在阪局が平日の夕方に編成する関西ローカル向けの報道・情報番組としては、最も早い時間から放送を開始する。このような事情から、2021年3月15日から『ちちんぷいぷい』の最終放送枠（13:55 - 15:49）で開始した『ゴゴスマ』のフルネットを、26日（金曜日）放送分で終了。当番組の放送初日（同月29日）からは、『ゴゴスマ』の同時ネットを15:40で切り上げている。
出演者については、「MBSアナウンサーの総力戦」と銘打って、放送終了時点での『ちちんぷいぷい』・『ミント!』レギュラーアナウンサー（いずれも毎日放送所属）から中堅・若手世代（20代前半 - 40代中盤）のアナウンサーの一部が事実上続投。『ちちんぷいぷい』最終MC（木・金曜日担当）の河田を初代の「メインパーソナリティ」（総合司会）、『ミント!』MCの大吉洋平を初代の「ニュース担当」（ニュースキャスター）に起用した。さらに、『ミント!』アシスタント（月・火曜日担当）の野嶋紗己子とニュースキャスター（木・金曜日担当）の玉巻映美が「スタジオ担当」（スタジオアシスタント）を分担するほか、『ちちんぷいぷい』最終MC（月 - 水曜日担当）の山中真などもレギュラーで出演。「Newsミント!」のメインキャスターだった西靖がアナウンス職のまま木曜日、西の同期（1994年入社の元・アナウンサー）で『VOICE』初期のメインキャスターだった三澤肇（毎日放送報道情報局解説委員）が金曜日に「ニュース解説」を担当する。土曜版では、『ちちんぷいぷい』に長らくレギュラーで出演していた福島暢啓をMCに起用。『ちちんぷいぷい』放送終了時点のレギュラーアナウンサーで、全国ネット番組の『サタデープラス』にも出演している清水麻椰がアシスタントを務める一方で、2人より上の世代のベテランアナウンサーも「コメンテーター」やリポーターとして随時登場する。なお、福島は月曜日・清水は木曜日にもレギュラーで出演。『ちちんぷいぷい』で長らくアシスタントを務めていた古川圭子・松本麻衣子、『ミント!』の全期間にわたって大吉のアシスタントを担当した西村麻子、「Newsミント!」月 - 水曜日のサブキャスターだった上田悦子などが平日夕方版のナレーションを分担していた。
アナウンサー以外の出演者では、放送終了時点での『ミント!』に続いて、広瀬駿（毎日放送報道情報局気象情報部所属の気象予報士）が平日夕方版の全曜日で天気予報を担当する。また、『ちちんぷいぷい』『ミント!』のレギュラー陣から一部の人物（ロザン、シャンプーハット、ナジャ・グランディーバ、沢松奈生子、中間淳太、野々村友紀子、立岩陽一郎、中野雅至、山口真由など）を事実上続投させる一方で、非レギュラーや未出演だった人物・コンビもレギュラーや準レギュラーに起用。ミルクボーイが毎週月曜日、チュートリアル（いずれも「M-1グランプリ」で優勝した経験を持つ吉本興業所属のお笑いコンビ）が毎週木曜日に出演するほか、中間以外にもジャニーズ事務所から複数のタレントが随時登場している。
平日夕方版メインパーソナリティの河田は、当番組のスタートに際して、「『ちちんぷいぷい』は（視聴者から）良い意味で『関西っぽい』『ゆるい』と言っていただいた。その精神を持ちながら、『よんチャンTV』で新しい形を作っていきたい」「日々の生活が楽しくなる情報や、『見て得した』と思えるような情報を届けながら、ニュースを徹底的に取材したうえで（視聴者の）皆さんにしっかりとお伝えしたい」との抱負を述べている。
平日夕方版にレギュラーで放送するコーナー・企画の一部は、（タイトル変更分を含めて）『ちちんぷいぷい』と『ミント!』から継承（詳細後述）。『ちちんぷいぷい』で2017年6月1日（木曜日）から全曜日に編成されていた「ジャパネットたかた生放送ショッピング」（基本として15:40から3分間挿入）については、同社側で収録した映像の放送だけに切り替えながらも、同社がスポンサーに付く時間帯（17:25頃）に放送枠を移した（後に16時台の前半へ変更したうえで「生放送ショッピング」を編成）。その一方で、『ミント!』で開設していたTwitter上の公式アカウントは、2021年3月27日から当番組で継承している。
毎日放送に「新人」（新卒または他局からの経験者採用扱い）のアナウンサーが入社した年に2000年（西村・上田悦子・上田崇順を新卒扱いで採用）から『ちちんぷいぷい』で実施してきた「新人アナウンサー」のお披露目企画は、2021年から当番組の平日夕方版で継続。2021年には、新卒扱いで4月1日に採用されていた大村浩士・中野広大・前田春香が、7月6日（火曜日）の当番組で初めて披露された。
なお、毎日放送では2000年6月25日執行の第42回衆議院議員総選挙から、国政選挙投・開票日の夜間にTBSテレビ系列で開票特別番組を放送するたびに、『VOICE』×『ちちんぷいぷい』→『ミント!』がベースの関西ローカルパートを編成。第24回参議院議員通常選挙（2016年7月10日執行）以降のローカルパートでは、「家族で見られる開票特別番組」というコンセプトの下で、開票状況をカードゲーム風に紹介する演出（国会カードバトル）を導入してきた（当該項で詳述）。2021年10月31日投開票の第49回衆議院議員総選挙からは、このパートを当番組からの派生番組として制作する体制へ移行している。

## 放送開始後の主な動き
毎日放送ではテレビ単営局への移行を機に、テレビ放送のコールサインを2021年4月1日（木曜日）の0:00に「JOOR-DTV」から「JOOY-DTV」に変更したため、2021年3月31日（水曜日）の23:59:45から4月1日の0:00:15（いずれもJST）まで『らいよんチャンネル』（本来は番宣番組）を特別に放送。平日夕方版の初代メインパーソナリティ（総合司会）である河田が、当番組のスタジオセットで収録された映像を通じて、コールサインの変更を「らいよんチャン」の着ぐるみと共に伝えた。
平日夕方版・土曜版とも新型コロナウイルスの感染拡大傾向に収束が見込めない状況で放送を開始したことから、毎日放送では生放送に際して、感染拡大予防策を可能な限り講じている。しかし、平日夕方版では開始の2か月後（2021年6月第2週）に河田とナジャの感染が確認されたため、出演者の配置を一時的に変更した。さらに、河田の復帰翌週（同年7月12日放送分）から、関西ローカルパートのリニューアルに着手。10月第2週（4日放送分）から、「6時台（18:15以降の関西ローカルパート）はニュースに全力!」と銘打って再リニューアルを実施している。
その一方で、番組のスタート前から、エースコックとのコラボレーション企画を水面下で始動。2021年10月25日（月曜日）からは、番組初のコラボレーション商品として、「よんチャンTV×ワンタンメン　4種の海鮮だし塩ラーメン 5食パック」（袋麺の5食パック）「よんチャンTV×ワンタンメンどんぶり　4種の海鮮だし塩ラーメン」（カップ麺）を関西地方限定で発売している（詳細後述）。
なお、土曜版は2022年3月26日放送分で終了。平日夕方版では、同月28日（月曜日）放送分からスタジオセットや企画のリニューアルに踏み切った。その一方で、4月29日（金曜日・昭和の日）に放送された万博記念公園内イベント会場（大阪府吹田市）からの生中継を皮切りに、「らいよん号」（「らいよんチャン」の顔がボディーの前面に描かれた毎日放送所有のルノー・カングー）を生中継やロケ企画で随時運用している。
また、平日夕方版では2022年の初頭に、フルマラソン未経験の河田を大阪マラソン・フルマラソンの部に出場させる企画を立ち上げていた。この年の大阪マラソンは「第10回大阪マラソン・第77回びわ湖毎日マラソン統合大会」として2月27日（日曜日）に開催されたものの、新型コロナウイルスへの感染が再び拡大していたことから、河田が参加を予定していた一般の部は開催の直前に中止された。しかし、2023年の第11回大会（2月26日開催）から一般ランナーの参加が2019年（第9回大会）以来4年ぶりに認められたことを受けて、河田の挑戦企画を同年の1月末から再開（詳細後述）。平日の全曜日に当番組の関西ローカルパートを1日につき3時間近く進行しながら練習に取り組んでいたため、実際の練習では最長で13kmまでしか走れなかったものの、第11回大会では48歳にして5時間44分18秒というタイムで完走している。
その一方で、毎日放送では2021年10月1日（金曜日）から、平日の早朝に『THE TIME,』（TBSテレビ制作の全国ネット向け生放送番組）の同時ネットを実施。TBSテレビ系列の各局が持ち回りで制作する番組内の「列島リアルタイム中継」では、福島が番組の開始当初から毎日放送制作分（近畿広域圏・徳島県から）の中継キャスターに起用されている。もっとも、2024年6月24日（月曜日）から同年7月12日（金曜日）までは、平日夕方版の生放送と並行しながら『よんチャンTVモーニング in THE TIME,』（平日早朝版）を『THE TIME,』内の6:10 - 6:50で試験的に編成している。毎日放送において、平日に同時ネットを常時実施しているTBS（テレビ）制作の全国ネット向け生放送番組から（通常のローカル差し替え枠を含めた）一部の時間帯を関西ローカル向けの生放送番組に充てる事例は、河田などの出演で2004年3月29日（月曜日）から2005年3月25日（金曜日）まで放送していた『あん!』（『ウォッチ!』の後半を差し替えた情報番組）以来である。ただし、河田は海渡未来（後輩アナウンサー）と共に平日早朝版のMCを任されていたため、早朝版の放送期間中には夕方版の生放送へ出演しなかった。また、『THE TIME,』が6時台のローカル差し替え枠を40分間に拡大したのはこの期間のみで、期間の終了後に毎日放送が平日早朝版をレギュラーで編成するまでに至っていない。

## 平日夕方版（『よんチャンTV』）

### 概要
前述した『ちちんぷいぷい』と『ミント!』の後継番組という扱いで、「全国ニュースと関西ローカルニュースを内包する」という構成を『ミント!』から継承している。
コンセプトは「関西に暮らす全ての皆さんの『明日のために!』ささやかでも幸せになるヒントを届ける3時間」、キャッチフレーズは「いま気になる疑問をきょうのうちに解決! みなさんと一緒につくる生放送」。放送開始の時点では、報道・気象関連を除く全てのコーナーのベースを「関西人の今日の感情・気分」に置く。また、生放送ならではの雰囲気を重視しながら視聴者とのコミュニケーションを強く意識することによって、同じ時間帯に在阪他局が関西ローカル向けに放送している報道・情報番組と一線を画す方針を示している。
ニュースについては、『ミント!』に続いて、『Nスタ』の全国ニュースパート（17:50 - 18:15）のみ同時ネットを実施。全国ニュースパートの前に、関西ローカルニュースパート『4chanニュース』を配置している。さらに、視聴者の意向や意見を反映させたローカルニュースを、特別編成時や緊急時を除いて18時台の後半に放送する。
電子番組表（EPG）や毎日放送の公式サイトに掲載されている週間番組表では、放送初日のみ、『ミント!』のレギュラー編成日と同様に（全国ニュースを含めた）全編を1つの番組として表示していた。2日目（3月30日）以降のレギュラー編成日には、第1部（15:40 - 17:50）・全国ニュース（『Nスタ』）・第2部（18:15 - 19:00）の3部構成番組（『Nスタ』を単独番組）として扱っている。これに対して、新聞などに掲載されるテレビ番組表では、引き続き全編を1つの番組として紹介している。
なお、1959年3月1日からテレビ・ラジオ放送事業を兼営してきた毎日放送では、ラジオ放送事業の分社化（株式会社MBSラジオによる事業承継）に伴って、当番組の放送開始4日目（2021年4月1日＝木曜日）からテレビ単営局へ移行。さらに、2021年4月1日付の社内組織改編によって、『ちちんぷいぷい』・『ミント!』の制作に携わっていた制作局・報道局・スポーツ局が「報道情報局」と「制作スポーツ局」に再編された。このような事情から、平日夕方版はテレビ単営局としての毎日放送および、「報道情報局」が初めてレギュラーで制作する報道・情報番組にも当たる。

#### 2021年度
当初は、『VOICE』時代の後期→『ミント!』時代（詳細前述）に続いて第2部（18時台）の平均視聴率で苦戦を強いられていた。開始の3か月後（6月）に毎日放送の代表取締役社長へ就任した虫明洋一は、就任後初の会見（7月30日）で、当番組を始めた経緯と開始後の実情を説明。「全盛期の『ちちんぷいぷい』を上回る数字（視聴率）を目指せるものではないことを承知しつつも、どこかで（平日午後 - 夕方帯のタイムテーブルに）手を入れないと、（番組の編成面における）経年劣化に対処できなかった。そこで、思い切って『ゴゴスマ』のネット受けへ踏み切るとともに、『ミント!』を終了させたうえで当番組を始めた。当番組の視聴率は（会見の時点で）当初の想定通りには推移していないが、番組自体を『成長の途上』と考えながら、『ちちんぷいぷい』の全盛期を目標にさまざまな試行を繰り返している。（社長の立場で）注視しているのは第2部で、『どのくらい数字を上げた状態で（19 - 22時台の）プライムタイムにバトンを渡せるか』という点を意識しながら、どうにか踏ん張ってプライムタイムの入り口の扉を広げることが責務」と述べている。
現に、会見の2週間前から敢行しているリニューアルでは、第2部を中心にコーナーのゾーン設定を大幅に刷新。8月9日（月曜日）から27日（金曜日）までの3週間は、「はじめてだらけの夏休みウィーク」と称して、特別企画（大村・中野・前田が16時台に日替わりで進行する視聴者プレゼント企画「新人アナウンサーの幸せつなぎたい」など）を連日放送していた。この時期から、第2部の視聴率が徐々に上昇。在阪他局で18時台に放送されている関西ローカル向けの報道・情報番組のうち、『報道ランナー』（関西テレビ）や『ニュースほっと関西』（NHK総合）を上回るようになった。もっとも、『かんさい情報ネットten.』と『キャスト』（朝日放送テレビ）には依然として18時台の視聴率で後塵を拝していることから、10月第2週に「6時台はニュースに全力!」と銘打って再リニューアルを敢行。第2部は、ニュース・天気予報・報道系の取材企画に特化することによって、『VOICE』時代に近い構成へ改められた。
このような放送初年度の状況について、虫明は2022年1月19日の社長記者会見で、「『スマホ（が生活の中心になっている若い）世代』にも御覧いただけるように意識した番組づくりを心掛けたことで、従来（『ちちんぷいぷい』や『VOICE』を）御覧いただいていた方々（中高年の視聴者）が離れていった可能性がある」との分析を披露。そのうえで、「今後は、大人も若者も楽しめるように、『（ニュースなど）今起きていること』にこだわりながら、MBSらしく『関西』にこだわる番組にしていきたい」との表現で決意を新たにしている。

#### 2022年度

##### 上半期（2022年4月 - 9月）
毎日放送では3月21日（月曜日・春分の日）以降も、平日夕方版の放送と『ゴゴスマ』の部分ネットを継続。当番組では、翌週（28日放送分）から大幅なリニューアルに踏み切った。その一方で、朝日放送テレビでは2011年10月3日から10年半にわたって放送してきた『キャスト』に代わって、4月4日（月曜日）から『news おかえり』を開始。NHK総合テレビでは、18:10から放送されていた『ニュースほっと関西』を3月28日から『ほっと関西』へ改称するとともに、18:00からの放送に繰り上げた。テレビ大阪で2018年4月2日から平日の夕方に放送されている『やさしいニュース』でも、4月4日（月曜日）から第1部（同局のみで放送するパート）の放送時間を16:44から16:29に繰り上げることによって、第1部の放送枠を15分拡大している。
平日夕方版のリニューアルに際しては、2021年度に編成していた『4chanニュース』を解体したうえで、関西ローカル向けのニュース・報道系企画の放送枠を第2部にほぼ集約。第1部では、「きょうの4（よん）現場」（放送日のニュース・話題から4つの項目を深く掘り下げながら伝える企画）を新設したうえで、MCの河田と「スタジオ担当」の野嶋／玉巻が全編にわたって進行するようになった。「きょうの4現場」には、生中継企画、スタジオでの解説企画、「河田の毎朝街頭インタビュー」（MCの河田が放送日の午前中に関西地方の街頭で「街の声」を集めに行くロケ企画）を内包。その一方で、第2部の冒頭には、ニュースの「その先」（今後の展望）まで視野に入れた「トップニュース#その先へ」を新たに編成している。また、2021年度は「アナおび」（毎日放送のアナウンサーによる日替わりロケ企画パート）と「バラおび」（タレントや芸人によるバラエティ系の日替わりロケ企画パート）に分かれていたロケ企画枠を統合したうえで、17時台の後半に「よんチャンバラエティー」というパートを新設。「ニュース担当」の大吉は、主に第2部を進行する一方で、第1部では基本として「5時ニュース」（17時台の前半にライブセンター内の『MBSニュース』用スタジオセットから伝える4項目のストレートニュース枠）を担当するだけになった。さらに、平日夕方版の初回から3月19日の土曜版まで共用していた横並び式・一体型のメインテーブルを、21日放送分から撤去。MC・「スタジオ担当」・「ニュース解説者」・パネラー1名につき1人掛けの椅子とサイドテーブルを1脚ずつ割り当てることによって、上記の出演者の座席を人数に応じてM字（またはW字）状に配置するようになった（土曜版でも26日の最終回で以上の配置を採用）。
水上スキーなどのマリンアクティビティを紹介する目的で6月1日（水曜日）に琵琶湖（滋賀県）から放送した生中継には、立教大学在学中の2020年に第65回桂宮杯全日本学生水上スキー選手権大会・女子トリックの部で優勝した経験を持つ海渡未来（毎日放送が2022年に新卒扱いでただ1人採用したアナウンサーで小型船舶操縦免許証の保持者）をリポーターに抜擢。海渡は放送の当日に総合編成局のアナウンスセンターへ配属されたばかりで、アナウンス研修を受けていないにもかかわらず、毎日放送が新卒で採用したアナウンサーとしては「異例」とされる早さで事実上の番組デビューを果たした。さらに、アナウンス研修を7月中に満了したことを受けて、8月1日（月曜日）から26日（水曜日）までの4週間限定で「きょうのきおんチャン」（関西地方の各地から「今日の気温」を伝えるオープニングパート内の生中継）のリポートを任された。
その一方で、現役のアナウンサーながら当番組の開始以来「解説委員」として木曜日に出演してきた西靖は、毎日放送社内の人事異動に伴って7月1日付で総合編成局のアナウンスセンター長に就任。就任後も「毎日放送アナウンサー」としての活動を続けているが、センター長としての管理業務を優先すべく、同月28日放送分で当番組の「解説委員」を退いた。西は『VOICE』メインキャスターへの就任以来（2021年に3か月間取得した育児休業をはさんで）平日夕方の報道番組へのレギュラー出演を8年近く続けてきたが、「解説委員」からの勇退を機に当番組も卒業したため、翌週（4日）以降は立岩や三澤が木曜日にもニュース解説を担当している。

##### 下半期（2022年10月 - 2023年3月）
大吉が9月30日（金曜日）放送分で「ニュース担当」を退いたことに伴って、大吉が担当していた時間帯（主に第2部）の報道・情報系コーナーを10月3日（月曜日）放送分からリニューアル。「きょうの4現場」については、第2部への拡大と取り上げる項目数の増加（4項目→6項目）に伴って「きょうの現場」に改称するとともに、第2部で放送していた報道系の特集を最終（第6）項目へ組み込んだ。また、第2部のストレートニュースを「6時ニュース」に改めた一方で、番組の開始から大吉が1年半携わってきた「ニュース担当」のポストを廃止。大吉が主に担当していた「5時ニュース」（3月29日から午後5時前後に放送しているストレートニュース）については、『ちちんぷいぷい』や『ミント!』へのレギュラー出演を経て、当番組の開始を機にニュース・報道系特集のナレーターへ事実上専念していたアナウンサー（『ミント!』のアシスタントだった西村、『ちちんぷいぷい』最終アシスタントの1人だった松川浩子、金曜日に一時「きょうの4現場」のリポーターを兼務していた河本光正）が顔出しで分担するようになった。さらに、『VOICE』や「Newsミント!」のサブキャスターだった上田悦子を、金曜日の「スタジオ担当」へ新たに起用。番組開始の当初から出演している野嶋（月・火曜日担当）／玉巻（水・木曜日担当）との3人体制へ移行した。
11月28日（月曜日）からは、「よんチャンバラエティー」の放送枠を第2部の後半（18時台の後半）に移動する一方で、第2部の後半に放送していた報道系特集を『Nスタ』全国ニュースパートの直前（旧「よんチャンバラエティー」枠）に編成している。その一方で、玉巻は第1子の懐妊に伴う産前産後休暇入りを前に、当番組を2023年2月2日（木曜日）放送分でいったん降板。翌週（同月第2週）からは、野嶋のスタジオ担当日を月 - 水曜日に戻す一方で、上田が木曜日も担当している。
なお、毎日放送では2023年2月2日に、高井美紀（2021年度に土曜版へ不定期で出演していたチーフアナウンサー）が1月25日に55歳で急逝していたことを公表。当番組では2月3日（金曜日）の冒頭で高井の訃報を伝えるとともに、後輩アナウンサーの河田・上田や、アナウンサー時代に『MBSナウ』（『VOICE』の前身番組）で高井とキャスターを務めていた三澤が高井の人柄を偲んだ。
2月26日（日曜日）には、当番組の出演者から初めて、河田が大阪マラソン（第11回大会のフルマラソン・一般の部）に参加。5時間44分18秒というタイムで完走を果たした。当番組では、フルマラソン初挑戦の河田に対する密着取材企画「河田直也のWell Be（ウェルビー）ランニング!」を、同月限定で毎週月曜日の16時台に放送。河田はこの企画で、現役のボディビルダーでもある駒場と一緒にスポーツジムでトレーニングに臨んだほか、野口みずき（放送の時点では女子フルマラソンの日本記録保持者）からランニングの指導を受けていた。本人によれば、「新型コロナウイルスへの感染（中等症と肺炎の併発）に伴う2021年の療養から当番組へ復帰してからも、呼吸が苦しく感じられるような状況がしばらく続いていた」とのことで、2年越しの挑戦に際して「昨年（2022年）は（体調が万全でなかったので、一般の部が開催の直前で）中止になったこと（詳細前述）で安心した。今年（2023年）は（昨年ほど自分の）体調に不安がないが、自分の周囲にも新型コロナウイルス感染の後遺症でしんどい思いをされている方が結構いるので、そのような人々に対して『感染しても元気になる』というエールを贈るつもりで走りたい」と述べていた。ちなみに、この大会の開催に際しては、毎日放送と読売テレビがフルマラソン・一般の部を主体に関西ローカル向け中継の制作を分担した関係でコラボレーション企画を展開。一部の企画には、当番組や河田も関与していた（詳細後述）。また、大会翌日（27日）の「Well Beランニング!」では、スタート3時間前から完走直後の河田の姿に焦点を当てたダイジェスト映像を放送。この企画とは別に、フルマラソン・一般の部へ参加していた立岩も完走していたことが明かされた。
その一方で、2016年10月の『ちちんぷいぷい』から毎日放送制作の番組で気象キャスターを務めてきた広瀬は、同月の最終週（27日）から『Nスタ』の平日版でも（通常は毎日放送で流れない第0部・第1部と関東ローカル向けの第3部を中心に）気象キャスターを担当している。広瀬の担当開始は『Nスタ』平日版リニューアルの一環だが、実際には基本として週の前半（月・火曜日）にしか担当しないことから、当番組にも木・金曜日に限って出演を続けている。
27日からは、上記の事情を踏まえて、月 - 水曜日の天気予報を前田智宏がレギュラーで担当。番組開始以来初めてオープニングタイトルのアニメーション映像を変更したほか、『Nスタ』平日版のリニューアルに合わせてテロップの字体を刷新する一方で、2022年度に撤去していたメインテーブルをスタジオセットへ再び設置した。「きょうの現場」については、第1部で放送を続けながらも、「河田のギモン（疑問）」を基に背景・事情・今後予想される事態をスタジオで解説する構成に変更。また、第2部に組まれていた「きょうの現場」を「関西の現場」（「河田のギモン」を交えた報道系の取材・解説企画）として独立させている。
ちなみに、平日夕方版開始時点での近畿広域圏における裏番組のうち、『報道ランナー』が31日（金曜日）で放送を終了した。

#### 2023年度

##### 上半期（2023年4月 - 9月）
4月3日（月曜日）放送分からは、「スタジオ担当」を「サブキャスター」へ改称する一方で、前田を木曜日の「サブキャスター」に起用（月 - 水曜日には野嶋／金曜日には上田が引き続き担当）。「フィールドキャスター」というポストを正式に設置したうえで、月・火曜分を前田春香が務めるほか、大吉が水・木曜日の「フィールドキャスター」としてレギュラー出演を半年振りに再開した。また、第1部の生中継を担当するリポーターを「フィールドキャスター」と区別するとともに、山中の担当曜日を月 - 水曜日に変更。木曜日には清水が毎週、金曜日にはスポーツアナウンサーとしての活動に軸足を置く川地に代わって、山崎香佳（2022年度まで「アナおび」→「よんチャンバラエティー」の水曜枠を担当していた毎日放送アナウンサー）と海渡を隔週交代で起用している。また、番組開始以来月に1 - 2回のペースで月曜日に登場してきた小山慶一郎（NEWS）の出演曜日を（出演のペースを変えずに）木曜日へ変更するなど、スタジオパネラーの一部を異動。木曜日にはチュートリアルもパネラーを引き続き務めているが、徳井義実と福田充徳がスタジオに揃って登場していた2022年度までとは一転して、徳井と福田が隔週交代で出演する体制に移行した。また、金曜日ではテンダラーがスタジオパネラーを揃って卒業。これを機に、他曜日と違ってレギュラー（毎週出演）扱いのパネラーを置かず、準レギュラー（隔週や月1回の出演）扱いのパネラー（番組の開始当初から出演している中間淳太以外は女性）を主体にゲストをスタジオへ随時迎えることで対応している。
5月8日（月曜日）放送分から、「5時ニュース」と「6時ニュース」をリニューアル。前週（5日）まで「報道フロア」内のニューススタジオからストレートニュースだけを報じていた「5時ニュース」では、放送時間を30分程度にまで延ばしたうえで、当日の「サブキャスター」が背景の解説を交えながらライブセンター内のスタジオセットから伝えるようになった。
その一方で、当番組への出演と並行しながら毎日放送の東京支社で解説委員と報道部長を兼務していた三澤は、7月1日付で同局からMBSメディアホールディングスへ総務部長として出向。出向の前日（6月30日）は当番組へのレギュラー出演日（金曜日）であったため、当日の放送で当番組を卒業するとともに、アナウンサー時代から26年余りにわたって携わってきた報道の現場を退いている。
7月4日（火曜日）からは、第2部前半のコーナーを再リニューアル。「関西の現場」に代わって「かんさい人の生活目線」（MBSテレビのLINE公式アカウント内で放送前に実施するアンケートと連動した生活情報系企画）を開始したほか、「6時ニュース」を「今日の総まとめニュース」に改題している（いずれも当初は火 - 金曜日のみ→8月21日以降は月曜日にも放送）。
また、毎日放送では（ステーションキャラクターとしてのデビューから6月2日に20周年を迎えていた）「らいよんチャン20周年フェス」を本社M館1階のロビーで8月5日（土曜日）から同月18日（金曜日）まで開催するとともに、この期間を「MBSテレビ　夏のスペシャルウイーク」に設定。感染症関連の国内法における新型コロナウイルスの分類が5月8日（月曜日）付で（季節性インフルエンザなどと同等の）「五類感染症」へ移行したことを背景に、「夏にやってみたくても『コロナ禍』で4年間自重せざるを得なかったことをやってみる」との強い意思を関西弁混じりで表したフレーズ（「やってみたかってん!!4年ぶりの夏」）を「夏のスペシャルウイーク」のテーマに掲げた。当番組でも、このフレーズを8月7日（月曜日）から11日（金曜日＝山の日）および、8月14日（月曜日）から18日までの10日間限定でサブタイトルに使用。第1部では、通常の生中継を「（山中や清水などの）リポーターがかねてから個人的に『やってみたかってん!!』と思っていたことへの挑戦企画」に充てた。さらに、「らいよんチャン20周年フェス」会場からの生中継や、当番組の公式サイトで7月下旬に募集していた「視聴者が『やってみたかってん!!』と思っていたこと」の一部をレギュラー陣の協力で実現させる「夏のチャレンジ企画」などを連日放送している。
なお、番組開始当初からのレギュラーアナウンサーだった野嶋は、「サブキャスター」を担当していた9月27日（水曜日）の放送をもって当番組を卒業。卒業後も他番組でアナウンス業務を続けていたが、「MC兼コンテンツプランナー」という肩書で株式会社PIVOT（東京都に本社を置くビジネス関連の動画制作会社）へ参画することに伴って、毎日放送を12月31日付で退社した。

##### 下半期（2023年10月 - 2024年3月）
月 - 水曜日を中心にサブキャスターを務めてきた野嶋の卒業を受けて、10月2日（月曜日）放送分から、サブキャスターとフィールドキャスターの担当者を変更。野嶋と同期入社の清水が、木曜日の生中継リポーターを続けたまま、火・水曜日のサブキャスターを新たに兼務している。また、前田春香が木曜日に加えて月曜日にもサブキャスターを務めることに伴って、月曜日のフィールドキャスターに海渡を起用。山崎と海渡が隔週交代でリポートを担当していた金曜日の生中継には、山崎が毎週出演するようになった。アナウンサー以外では、TBSテレビ報道局への在籍中から不定期で出演していた武田一顕（同年7月からフリージャーナリストへ転身）が、「ニュース解説者」扱いで金曜日のレギュラー陣に加わっている。
同年11月5日（日曜日）には、阪神タイガースが「A.R.E」（Aim!Respect!Empower!）というスローガンの下で、9月のセントラル・リーグ（セ・リーグ）優勝に続いて日本シリーズの制覇を達成。当番組では、このような快挙を記念した特別編成を3度にわたって実施した（当該項で詳述）。
また、同年の11月には、毎日放送の放送対象外地域である能登半島（石川県）からの生中継企画を13日（月曜日）から15日（水曜日）にかけて編成。山中はこの企画で、朝市通りの店舗や白米千枚田（いずれも輪島市）などを取材していた。しかし、翌2024年1月1日（月曜日）の16:10頃（毎日放送では2023年内に収録していた『お正月よんチャンTV』の放送中）に最大震度7の令和6年能登半島地震が発生。山中が取材していた上記の地域に、甚大な被害をもたらした。この事態を受けて、当番組ではレギュラー放送を5日（金曜日）に再開してから、河田・山中・大吉を能登半島内の被災地域へ交互に派遣。山中が前年11月に取材した後で、能登半島地震の発生によって避難生活や取材先だった店舗の休業を余儀なくされている地元住民への追跡取材を兼ねて、被災地域からの生中継を関西ローカル向けに第1部でたびたび放送している。
その一方で、2024年に入ってからは、「よんチャンTV　WE ARE連覇へかるた」（阪神によるセ・リーグと日本シリーズでの2連覇達成への期待を込めて番組オリジナルのいろはかるたを作る企画）を春季キャンプ序盤の2月上旬から通年で実施。阪神の首脳陣・選手や阪神OBの野球解説者を生中継やロケ取材へ招くたびに、（「ん」を除く）平仮名の70字から1つの文字を選ばせたうえで、選んだ文字から始まる句をかるた風のフリップへ書かせることによって連覇への目標や意気込みなどを発表させている。また、2月25日（日曜日）に組まれていた大阪マラソンには、当番組のレギュラー陣から前田春香が参加。「未経験だった」というフルマラソンを、5時間10分28秒というタイムで完走した。
同年の3月には、番組開始の当初から隔週交代で月曜日に放送されてきた福島暢啓担当のロケ企画（「福島暢啓の京都のれん探偵」）・ミルクボーイ担当のロケ企画（「なんかエエことありました?」「オカンに感謝言えてますか?」）が相次いで終了。当番組とともに始まったレギュラーのロケ企画が、「ロザンの2025年万博まで道案内しよ!」（『ちちんぷいぷい』の火曜日から継承した企画）を除いて完全に消滅した。このような事情から、同月25日（月曜日）からのリニューアル（後述）では、バラエティ系ロケ企画の放送日を週3日（月 - 水曜日）に限定。放送上は同日から、「よんチャンバラエティー」というレーベル名を一切使用しなくなった。また、サブキャスター陣のうち、上田悦子が同月22日（金曜日）放送分をもって担当を終了。山中は、当番組の開始以来担当してきた生中継企画のリポーターを、同月20日（水曜日・春分の日）放送分の生中継で退いた。

#### 2024年度

##### 上半期（2024年3月第4週 - 9月第4週）
2024年3月25日（月曜日）からは、「TALK&DIG!（しゃべって掘る）」というコンセプトを新たに打ち出すとともに、関西ローカルパートの第2部を「直近のニュースに基づくトークショー」へリニューアル。番組のタイトルロゴやスタジオセットの配置を一新したほか、「ニュースプレゼンター」というポストを新設したうえで、山中を月 - 水曜日の担当に据えた（木・金曜日の担当は大吉）。また、2023年の春に第一子を出産した後に、2024年の初頭まで育児休暇を取得していた玉巻が火曜日の「進行」担当（サブキャスターから再び改称）としてレギュラー出演を再開。これに伴って、前田春香が（火・木曜日のフィールドキャスターとの兼務扱いで）月・金曜日の「進行」へ異動したほか、清水が水・木曜日の「進行」に専念している。さらに、福島が月曜日の生中継リポーターへ転身するとともに、生中継企画へ日替わりのタイトルを付与。月曜日では「月（Gets!）よんスポ」（野球を初めとするスポーツ関連の解説企画）と「ミルクボーイのおかんの代わりに学校行ってみました」（ミルクボーイによる学校訪問ロケ企画）を開始したため、阪神タイガースOBの野球解説者（掛布雅之・矢野燿大・能見篤史）を週替わり出演のスタジオパネラーへ正式に迎える一方で、番組開始の当初からスタジオパネラーとロケ企画（前述）のリポーターを兼務していたミルクボーイが「おかんの代わりに学校行ってみました」のみの出演へ移行した。なお、宇野実彩子（AAA）との結婚を3月14日（木曜日）の当番組（関西ローカルパート第1部の冒頭）でいち早く報告していた小山は木曜日、中間淳太は金曜日のスタジオパネラーとして出演を継続。前述した「WE ARE連覇へかるた」も、掛布・矢野・能見が「月（Gets!）よんスポ」で解説を担当する際などに実施されている。
その一方で、毎日放送では2024年4月1日付で、河西美帆をアナウンサーとして採用。河西は、新人研修期間中（アナウンスセンターへの配属翌日）の5月28日（火曜日）に当番組で放送された「4ったかワード」（同年4月改編でのリニューアルで17時台に新設されたパート）の特別編（大阪府泉佐野市の犬鳴山における葛城修験道の体験ロケ）で、事実上の「番組デビュー」を果たした。河西は、新人研修の満了とMBSラジオでの番組デビュー（7月12日）などを経て、同月30日（火曜日）から当番組の「フィールドキャスター」を随時担当している。
フランス国内におけるパリオリンピックの開催（7月26日 - 8月11日）に際しては、前田春香が当番組向けに一部の競技会場での「周辺取材」を8月2日（金曜日）放送分まで担当。開始以来阪神タイガース関連のトピックスを主に取り上げてきた「月よんスポ」や「よんスポ」（火 - 金曜日のスポーツ関連パート）でも、オリンピック開幕の前週（7月第3週）から閉幕の直後までは、オリンピックに関するトピックス（番組側で注目した出場選手など）の紹介や企画の放送を優先していた。

##### 下半期（2024年9月最終週以降）
当番組の視聴率が好調を維持していることなどを背景に、毎日放送が総放送時間に対する番組の改編率を最小限（8.4%）にとどめたことから、当番組も上半期の構成や企画をほぼ踏襲した。その一方で、木曜日では、一部のコーナーで企画の内容や放送時間を変更。2024年10月2日以降の水曜日には、大吉に代わって、河西がフィールドキャスターをレギュラーで務めている。
2024年内最後の生放送（12月27日=金曜日）に際しては、「バンド」（当番組で8月に公募していたバンド未経験の高校生と当番組のレギュラーメンバーによるライブステージ）・「ダンス」（京都明徳高等学校のダンス部員が保護者と共演するステージ）・「演劇」（大阪府立河南高等学校の演劇部員が脚本の作成から携わる吉本新喜劇とのコラボレーションステージ）の3部構成による番組初の主催イベント「よんチャンTV大初表会〜初めてやってみたかったよんSP」と題してイベント会場（大阪市中央区のCOOL JAPAN PARK OSAKA TTホール）から生中継を実施した。
- バンド「UNITY PULSE」
  - 高校生10名と番組から玉巻、中野、海渡が参加。
  - オープニングも含め3曲披露した。
    - 大石昌良「嗚呼、素晴らしき日常」
    - Hump Back「拝啓、少年よ」
    - ゆず「栄光の架橋」

- 吉本新喜劇
  - 河南高校演劇部によるオリジナル脚本。
  - 高校生7名のほか、出演者は下記の通り。
    - すっちー
    - 浅香あき恵
    - 青野敏行
    - 中條健一
    - 千葉公平
    - ボンざわーるど
    - チュートリアル
    - 小山慶一郎
    - 吉田朱里
    - 前田春香

- 親子ダンス
  - 京都明徳高校ダンス部の親子と番組から清水、山崎、川地、河西が参加。
  - 司会（MC）河田直也、ミルクボーイ。
  - 楽屋中継はシャンプーハット。
  - 高校生の発表には参加しなかったが、ロザンと沢松奈生子も出演した。

### 放送時間
- 毎週月曜日 - 金曜日 15:40 - 19:00（JST）[1][2][3][4][5]
  - 17:50 - 18:15には、TBSテレビから『Nスタ・第2部』の全国ネット枠（全国ニュース）を放送している。ただし、『ミント!』まで実施していたリアルタイム字幕放送は、『Nスタ』の全国ニュースパートを除いて廃止。在阪テレビ局が平日の夕方に放送する報道・情報番組では唯一、2023年6月までローカルニュースで字幕放送を実施していなかった。翌7月から、ストレートニュースパートの「5時ニュース」限定で字幕放送を実施。2025年3月31日から全ての時間帯でリアルタイム字幕放送を実施している。
  - 2021年10月の再リニューアルから本編のオープニングパートを基本として15:44（2022年2月から15:43）以降に設定しているが、「在阪の民放テレビ局が平日の夕方に関西ローカルで放送する報道・情報番組としては最も早い時間から放送を始める」という体制自体は変わっていない。もっとも、2023年10月2日（月曜日）以降は、『newsおかえり』（朝日放送テレビにおける2022年4月4日以降の裏番組）も、放送開始時刻を15:45から15:40まで繰り上げている。
  - 放送初年度の2021年度のみ、関西ローカルニュースパートの「4chanニュース」を、第1部の以下の時間帯で放送していた。
    - 2021年3月29日（月曜日） - 4月2日（金曜日）および7月12日（月曜日） - 10月1日（金曜日）＝16:30 - 17:30頃（「Newsミント!」とほぼ同じ時間帯）
    - 2021年4月5日（月曜日） - 7月9日（金曜日）＝16:50 - 17:40頃
    - 2021年10月4日（月曜日） - 2022年2月4日（金曜日）＝16:50 - 17:25頃（大吉の取材企画「大吉チョイス」を第2部へ移動させることに伴って短縮）
    - 2022年2月7日（月曜日） -  3月25日（金曜日）＝16:35 - 17:25頃

  - 『ミント!』に続いて、CM以外の放送中に時刻を表示。放送の初年度には、時刻を示す数字を「らいよんチャン」の顔と両耳の輪郭で囲むとともに、英語による番組のタイトルロゴ（「4chan TV」）を輪郭の顎の部分に組み込んでいた。2022年3月21日（月曜日・春分の日）からのリニューアルではこのような輪郭を出さず、時刻の右横に「4chan TV」のロゴを2行にわたって表示（上の行が「4chan」・下の行が「TV」）。ロゴの字体や色調も変更している。
    - 放送の初年度から、『Nスタ』を放送する17:50 - 18:15の時間帯のみ、TBSテレビから送出される同番組のロゴCGをそのまま表示している。
    - 『Nスタ』全国ニュース以降の時間帯には、関西地方における放送翌日の天気予報を、地域単位のループ方式で時刻表示の右横に併記している。
      - 時刻表示のデザインについては、2021年5月5日（水曜日・こどもの日）まで全編で統一されていた。同月5月6日（木曜日）から「4chanニュース」関連コーナーのみ専用のデザインに変更していたが、2022年3月21日のリニューアルを機に再び統一している。

#### 特別編成
特別番組の編成などによる放送の休止・内容・時間変更の措置は以下の通り。
- TBSテレビ制作の全国ネット向け特別番組が当番組第2部の時間帯から放送される日には、以下のように対応。バラエティ系のロケ企画を第2部にレギュラーで編成している日に対応する場合には、この企画を休止するか、第1部の中で放送している。
  - 全国ネット向けの特別番組を18:00から編成している日
    - 第1部の放送時間を15:40 - 17:20、第2部を17:45 - 18:00に設定。『Nスタ』全国ニュースパートの放送枠が完全スライド方式で17:20 - 17:45に繰り上げられることに伴う設定で、第1部・第2部とも、通常編成より放送時間を30分短縮している。

  - 全国ネット向けの特別番組を18:30から編成している日
    - 『Nスタ』全国ニュースパートの放送枠が17:20 - 17:45に設定される（通常編成より30分繰り上げられる）場合
      - 第1部の放送時間を15:40 - 17:20、第2部の放送時間を17:45 - 18:30に短縮。

    - 『Nスタ』全国ニュースパートの放送枠が通常と同じ時間帯（17:50 - 18:15）に設定される場合
      - 基本として、第2部の放送時間を18:15 - 18:30に設定（通常編成より30分短縮）。
- TBSテレビでは2024年6月から、「TBSバラエティ　ハッピーアワー」（本来は平日の19:00から放送している音楽・バラエティ番組の開始時間を18:30に統一する期間限定の特別編成）を関東ローカル向けに随時実施している。この期間にも『Nスタ』の全国ニュースパートは（重大ニュースの発生時を除いて）通常の時間帯で放送されるため、当番組では、「ハッピーアワー」の対象番組に応じて第2部の放送時間を以下のように変えている。
  - 毎日放送東京支社の制作で木曜日に全国ネットで放送されている『プレバト!!』（2022年3月までは玉巻→同年4月以降は清水がアシスタントを務めている東京での収録番組）のスペシャル版や、TBSテレビが全国ネット向けに制作する生放送番組（主に月曜日の『CDTV ライブ!ライブ!』）が対象番組に定められている日：第2部を18:30で切り上げた後に、18:30から対象番組を放送。
  - TBSテレビの制作による収録番組が対象番組に定められている日：第2部を通常どおり19:00まで放送した後に、基本として19:00からの飛び乗り方式で対象番組を同時ネット。このような対応は、「ハッピーアワー」導入前の2024年5月3日（金曜日・憲法記念日）にも、『最強スポーツ男子頂上決戦2024』（毎日放送を除く5局で18:30から放送されていたTBSテレビ制作の特別番組）で為されていた。
    - TBSテレビ系列の通常編成では水曜日の19 - 21時台がローカルセールス枠に設定されているため、水曜日の対象番組については、毎日放送が全編か一部の時間帯を関西ローカル向けの自社制作番組（河田が当番組の開始直前までロケ企画を進行していた『水野真紀の魔法のレストラン』など）に差し替えることが多い。また、『プレバト!!』のレギュラー版（木曜日の19:00 - 20:00に放送）は対象から外れているため、レギュラー版が編成される日には全局一斉に19:00から放送を始めている。
- プロ野球シーズン中に阪神タイガース戦の中継を放送する場合には、以下のように対応している。
  - ナイトゲームを18:15から中継する場合には、『ミント!』と同じパターンで17:50までの短縮放送を実施。試合会場（球場）からの直前中継を組み込んだうえで、『Nスタ』（TBSテレビ制作の平日版）の第2部（JNN全国ニュースパート）をはさんで中継を始めている。
    - 2022年までは、当番組を17:50で終了させることを前提に、「MBSプロ野球中継」（放送上のタイトルは『タイガース全力応援宣言　MBSベースボールパーク』）としての放送枠を18:15以降に編成。2021年のみ、阪神戦の中継が関西ローカル放送の場合に、当番組のスタジオセットから毎日放送のYouTube公式チャンネルを通じて「よんチャンTV延長戦」（地上波での中継と連動した動画のライブ配信企画）を随時実施していた（当該項に詳述）。
    - 2023年からは、「MBSプロ野球中継」としての放送枠を19:00以降に編成する一方で、18時台の中継を「当番組の第2部」として扱っている。第2部の中継には河田も当番組のスタジオセットから出演しているが、実際には大半の時間帯を中継に充てている。

  - 祝日と重なる平日（主に月曜日）に組まれているデーゲームを13:55から中継する場合には、試合の時間帯と重なる『ゴゴスマ』（CBCテレビ制作）の同時ネットを臨時に返上するとともに、当番組の第1部をあらかじめ休止。試合の展開に応じて、『Nスタ』第2部直前の17:49まで中継を続ける体制を講じている。なお、中継を予定していたデーゲームの中止が中継の前に決まった場合には、『ゴゴスマ』の同時ネットを含めて通常編成に復帰。
    - 2024年9月16日（月曜日・敬老の日）には、当番組を全編にわたって休止した。毎日放送が阪神対東京ヤクルトスワローズ（阪神甲子園球場）デーゲームの関西ローカル向け中継枠を13:55 - 17:50に編成したことや、『今夜復活「8時だョ!全員集合」不適切だけど笑っちゃうドリフ伝説コントBEST20』（TBSテレビの制作による特別番組）を18:30から放送することによる。このため、『Nスタ』のJNN全国ニュースパートを単独番組として編成したほか、本来は平日に当番組内で伝える関西ローカル向けのニュース・気象情報を『MBS NEWS』扱いで18:15 - 18:30に放送した。なお、実際には阪神戦が開催されたため、毎日放送では『ゴゴスマ』の同時ネットを臨時に返上。『MBS NEWS』では、当番組からフィールドキャスターの中野広大（同局アナウンサー）がローカルニュース、前田智宏が気象情報を伝えていた。
- プロ野球ドラフト会議の開催日（2021年のみ10月の第2月曜日→2022年以降は10月の第4木曜日）には、TBSテレビ制作の中継番組を夕方に放送（同局が2009年から開催日に『Nスタ・第1部』を差し替えた[注 17]うえで全国ネット向けに中継）する関係で、以下のように対応している。
  - 2022年までの開催日には、当番組の第1部を16:50で終了したうえで、中継の同時ネットを17:50まで実施。『Nスタ』（TBSテレビ制作）の全国ニュースパートをはさんで、第2部を放送していた。さらに、藤川球児（当時は阪神タイガースのスペシャルアシスタントで元・投手）をスタジオへ迎えるとともに、第1部・第2部を通じて「藤川球児×ドラフト会議スペシャル」を中心に構成。地元球団（阪神とオリックス・バファローズ）の指名速報や他球団の上位指名速報に加えて、関西地方の高校・大学の硬式野球部や社会人野球チームへ所属する選手や関西地方出身の有力選手を中心に、指名が予想される選手の特集や、実際に指名された選手の記者会見の生中継を放送している。
  - 2023年からは、TBSテレビがドラフト会議の中継体制を大幅に変更。ドラフト会議の中継を『ドラフト会議　THE運命の1日』（毎日放送では2022年まで当番組の第2部に続いて生放送）と組み合わせたうえで、中継の開始時刻を16:40に設定するとともに、中継の対象を2巡目の指名にまで拡大している[46]。このような変更を受けて、毎日放送では会議の開催日に、『ゴゴスマ』の同時ネットを臨時に返上。当番組を13:55から放送するとともに、2022年まで4シーズンにわたって阪神の一軍監督を務めていた矢野が、藤川に代わって取材とスタジオ解説を担当している。実際には「ドラフト会議スペシャル」を15時過ぎから放送しているが、上記の中継番組には、全国ニュースと関西ローカルニュースが以下のように挿入されている。
    - 2023年（10月26日）には、『Nスタ』全国ニュースパートの放送枠が中継の前（16:20 - 16:40）と後（18:10 - 18:15）に設定されていたため、当番組を13:55 - 16:20の時間帯に編成。関西ローカル向けのニュース・気象情報については、中継後の『Nスタ』内（18:15 - 18:25）で放送された。
    - 2024年（10月24日）には、全国ニュースの放送枠が『JNN NEWS』として18:10 - 18:15に設定されていたため、当番組を13:55 - 16:40の時間帯に編成。関西ローカル向けのニュース・気象情報については、『JNN NEWS』に続いて18:15 - 18:25に放送された。ちなみに、藤川はこの年のドラフト会議前に阪神の一軍監督へ就任していて、会議にも阪神の一員として参加していた。
- TBSテレビ系列が放映権を獲得したプロ野球日本シリーズのナイトゲーム（18:00開始）が平日に組まれていて、この試合を18:00から全国ネットで中継する場合（当番組の開始後は2023年が該当）には、TBSテレビが『Nスタ』全国ニュースパートの放送枠を16:40 - 17:15に繰り上げる関係で、当番組の放送枠を15:40 - 18:00に短縮している。
  - 2023年の日本シリーズでは、TBSテレビ系列が第3戦（セントラル・リーグからの進出球団の本拠地球場で開催されるナイトゲーム）の放映権を取得していたことに加えて、シリーズ史上初めて阪神とオリックスが対戦することが決定。その結果、両球団の地元局である毎日放送が、第3戦（10月31日＝火曜日に甲子園球場で開催）の全国ネット向けテレビ中継を「実況：金山泉、解説：槙原寛己・能見篤史・糸井嘉男、阪神側ベンチリポート：三ツ廣政輝、オリックス側ベンチリポート：森本栄浩」（金山・三ツ廣・森本は同局のスポーツアナンサー）という陣容で制作することになった。この日の当番組では、甲子園球場からの直前中継を関西ローカルパートの第2部（17:15 - 18:00）に組み込んだほか、山中による場外からの生中継リポートを放送。『Nスタ』でも、金山・槙原・能見の出演による甲子園球場放送席からの直前中継を全国ニュースパートの終盤で実施した。
- 毎日放送がラジオとの兼営局時代から毎年1月の上旬に東大阪市花園ラグビー場から（基本として関西ローカル向けに）中継している全国高校ラグビーの準決勝が平日と重なる場合には、試合の時間帯と重なる『ゴゴスマ』の同時ネットを臨時に返上。『ゴゴスマ』のフルネット枠（13:55 - 15:49）を準決勝2試合の中継やダイジェスト放送に充てることから、当番組では放送開始時間を15:49（通常より9分遅れ）に設定する措置を講じている。
  - 毎日放送がラジオとの兼営局時代から（基本として関西ローカルに向けて）テレビ中継を実施している選抜高等学校野球大会（毎年3月下旬 - 4月上旬）の決勝（阪神甲子園球場で基本として12:30に開始）が平日と重なる場合には、当番組および『ゴゴスマ』（CBCテレビ制作）の同時ネットを開始した直後（2021年の第93回大会）から、『ゴゴスマ』（CBCテレビ制作）のネットを臨時に返上したうえで決勝の基本中継枠を12:00 - 14:30に設定。通常は10:25 - 13:55のフルネットで放送している『ひるおび』（TBSテレビ制作）についても、11:55以降の「午後枠」のネットを臨時に返上している。当番組はこの場合にも基本として15:40から放送するため、決勝が15時台の前半までに終了した場合には、試合後の閉会式を途中まで（早く終了した場合には完全に）中継したうえで（時間帯によってはフィラー番組をはさんで）当番組に切り替えている。なお、決勝が15:40以降も続いている場合には、試合・閉会式の進行状況に応じて当番組の開始時刻を繰り下げ。決勝が中止になった場合には、通常の編成に戻している。
- 2011年に東日本大震災が発災した3月11日が平日の場合には、『ゴゴスマ』（CBCテレビ制作）のフルネット枠に震災関連の特別番組を『Nスタスペシャル』（TBSテレビ制作）として編成したうえで[注 18]TBSテレビ系列の全局向けに15:49まで生放送。当番組については、全国高校ラグビー準決勝の中継を平日に放送する場合と同様に、15:49から放送を開始する。ただし2024年は震災特番が3月10日に組まれたため、通常の編成で放送される。
- キリンカップサッカー（例年は5 - 6月に開催）および、キリンチャレンジカップ（いずれも日本国内のスタジアムで実施されるサッカー日本代表の国際親善試合）のうち、TBSテレビが地上波での放送権を保有する平日のナイトマッチをTBSテレビ系列の全局に向けて18:30から中継する場合には、関西ローカルパートの放送時間を短縮することで対応している。この場合には同局が『Nスタ』全国ニュースパートの時間帯を17:20 - 17:45に繰り上げることから、当番組では関西ローカルパートの第1部を15:40 - 17:20、第2部を17:45 - 18:30の時間帯に編成している。

#### 年末年始期間の対応
- 夕方帯でのレギュラー放送を休止する代わりに、15分間の単独番組として『MBS NEWS』を17時台に編成するか、『Nスタ』の年末年始短縮版に関西ローカルパートを設ける。
  - 2021年度は、2021年12月27日（月曜日）から2022年1月3日（月曜日）までが年末年始期間に該当。
    - 2021年12月27・28日（火曜日）には、15:49までの『ゴゴスマ』臨時フルネットと『Nスタ』（TBSテレビ制作）第0・1部の臨時ネット（15:49 - 17:20）を実施したうえで、『Nスタ』（TBSテレビ制作）のJNN全国ニュースパート（17:20 - 17:45＝通常時より放送枠を30分繰り上げ）に続いて『MBS NEWS』を17:45 - 18:00に放送した（両日ともローカルニュースを野嶋・気象情報を広瀬が担当）。12月29日（水曜日）以降は、『Nスタ』短縮版（放送枠や放送時間は日によって変動）の後半に関西ローカルパートを編成。2019年・2020年の12月31日に『ミント!スペシャル　真相R特別編』として放送されていた事前収録の報道特別番組は、『竹山デスクの調査報道班　あなたのそばに悪いヤツ!』（2020年の『ミント!スペシャル』にも出演していた竹山隆範が「調査報道班のデスク」に扮する詐欺師への直撃取材番組）として同日の17:00 - 18:30に放送した（当番組からは火曜パネラーの吉田朱里が「見習い記者」として出演）。
    - 2022年には、1月2日（日曜日）の8:00 - 11:54と、翌3日（月曜日）の8:00 - 10:00に『お正月のよんチャンTV』（土曜版と合わせた新春特別番組）を生放送。土曜版MCコンビの福島・清水による進行で、生中継を随時挿入したほか、10分に1回のペースで視聴者向けのプレゼント企画を実施した。なお、3日の夕方には、『Nスタ』（TBSテレビ制作）短縮版（16:00 - 17:00）の後半に関西ローカルパートを編成。4日（火曜日）から、18時台での放送を再開した[注 19]。1月5日（水曜日）に『Nスタ』（TBSテレビ制作）17:50の全国ニュースパートより前の時間帯での放送を再開したが、全国高校ラグビー準決勝中継との兼ね合いで、当日のみ15:49から放送を開始（詳細前述）。翌6日（木曜日）から、レギュラー放送を本格的に再開した。

  - 2022年度は、2022年12月26日（月曜日）から2023年1月3日（火曜日）までが年末年始期間に該当。
    - 2022年12月26日 - 28日（水曜日）には、15:49までの『ゴゴスマ』（CBCテレビ制作）の臨時フルネットを実施。26日のみ、「なんかエエことありました?」（「よんチャンバラエティー」枠で隔週月曜日に放送されているミルクボーイのロケ企画）の総集編を、『よんチャンTV特別編　なんかエエことありました?スペシャル』というタイトルで15:49 - 17:20に放送した。総集編には河田の進行によるスタジオパートを設けていて、月曜日のレギュラーパネラーからミルクボーイ、ナジャ・グランディーバ、小山、『水野真紀の魔法のレストラン』（河田が当番組を開始するまでロケ企画の進行役を担当）から水野真紀を当番組のスタジオセットに迎えていた。
      - この期間には、『Nスタ』（TBSテレビ制作）JNN全国ニュースパートの放送枠が17:20 - 17:45に繰り上がることを受けて、『Nスタ』（日曜版）仕様のテロップを使用した『MBS NEWS』を17:45 - 18:00に編成（ニュースの担当は26日：玉巻・27日：清水・28日：西村、天気予報では全期間を通じて広瀬が担当）。18:00以降は、JNN系列向けの年末特別番組を同時ネットで放送する。なお、27日（火曜日）と28日には、前年に続いて15:49 - 17:20に『Nスタ』第0・1部の臨時ネットを実施。29日（木曜日）と30日（金曜日）には、『Nスタ』の短縮版が16:15 - 16:30に編成されることに伴って、同番組内に関西ローカルニュースのパートを設けていた。

    - 2022年12月30日には、『よんチャンTV特別編　特命取材班　スクープ～狙われる若者たち～』（水曜日の報道系特集「特命取材班　スクープ」から派生した特別番組）を15:40 - 17:30に放送。本編は竹山などを迎えて同月の中旬に当番組のスタジオセットで収録されたが、『Nスタ』の短縮版を上記の時間帯で内包する関係で、放送に際しては2部構成を採用している。
    - 2023年1月3日には、『池上彰のどーなる?ジャーナル』（2014年から2021年まで年始に編成していた年末収録の特別番組）の放送を、『よんチャンTV特別編　池上彰のどーなる?ジャーナル2023』というタイトルで2年ぶりに再開。当番組のスタジオセットに池上を迎えて2022年の12月に収録した映像を、12:00から3時間にわたって放送した。その一方で、16:00 - 17:00に同時ネットを実施した『Nスタ 新春スペシャル』には、TBSテレビ制作の全国ネット番組でありながら広瀬が「気象キャスター」としてTBS放送センター前からの中継[注 20]に出演。毎日放送からは、関西ローカル向けのニュース・気象情報パートを終盤に挿入した（担当は清水）。
    - 2023年のレギュラー放送については、1月4日（水曜日）に第2部（18時台）限定で開始した。第1部については、同日のみ『魔法のレストラン』の再放送枠などに充てたうえで、翌5日（木曜日）から放送。1月5日には第102回全国高等学校ラグビーフットボール大会の準決勝2試合が午後に組まれていたため、『ゴゴスマ』（CBCテレビ制作）の同時ネット枠を第1試合のダイジェストと第2試合の生中継に振り替えて放送した後に、15:49から当番組の第1部に切り替えている。

  - 2023年度は、2023年12月29日（金曜日）から2024年1月4日（木曜日）までが年末年始期間に該当。2024年1月1日（月曜日）には、『お正月よんチャンTV　池上彰もびっくり!!2024関西アレの次はコレが来る』を14:30 - 16:30に編成していた。平日の夕方帯における関西ローカル向けのニュース・気象情報については、『Nスタ』の短縮版（2023年12月29日は16:30 - 16:45／2024年1月1日・2日は16:30 - 17:00）および、2024年1月3日の『Nスタ　新春スペシャル』（15:49 - 17:00）に関西ローカルニュースのパートを設けることで対応。2024年1月4日のみ、『Nスタ』（同年最初の平日レギュラー版）のJNN全国ニュースパートに続いて、『MBS NEWS』を単独番組扱いで18:15 - 18:30に放送した（関西ローカル向けのニュースを上田悦子・気象情報を広瀬が担当）。
    - 『お正月よんチャンTV』は『池上彰のどーなる?ジャーナル』を事実上引き継いでいるが、『どーなる?ジャーナル』や2022年に放送された『正月のよんチャンTV』（前述）と違って、「スタジオやロケでの収録パート」と「元日午後の生中継パート」で構成。2023年の12月に収録された前者のパートには、ゲストに池上と石井亮次を迎えたほか、（放送の時点で）水曜以外の曜日へ定期的に出演しているパネラー陣からナジャ・グランディーバ（月曜日）、吉田朱里（火曜日）、チュートリアルの徳井（木曜日）、鈴木紗理奈（2023年10月から金曜日に月1回のペースで出演）がスタジオで一堂に会していた。また、石井は出身地（東大阪市）に所在する工場へのロケ取材、河田は関西地方の上空を飛行するヘリコプターからの生中継リポートを担当。2023年度における河田以外のレギュラーアナウンサーから、大吉と前田春香が出演していた。しかし、番組終盤（取材ロケ映像を放送中）の16:10頃に、石川県の能登地方で最大震度7の地震（令和6年能登半島地震）が発生。毎日放送の放送対象地域である近畿地方の一部にも緊急地震速報・大津波警報・津波警報が出されたほか、地震の発生を受けて『JNN報道特別番組』（TBSテレビ制作）を急遽編成した。この事態を受けて、毎日放送では『お正月よんチャンTV』の放送を中断したまま、16:13から翌2日の1:25（1日の25:25）まで『JNN報道特別番組』の同時ネットに切り替えている。また、『お正月よんチャンTV』については、1月10日（日曜日）の15:00 - 16:30に改めて放送。

#### 年末年始以外の期間での対応
週末の夕方ニュースに関して、TBS系列の通常編成では、土曜は17時30分から18時50分の『報道特集』、日曜は17時30分から18時の『Nスタ』（日曜版）の中で全国向けのニュースと関西地区のローカルニュースをそれぞれ放送することで対応している。
上記以外の特別編成や重大ニュース・異常気象の発生に伴って、放送休止の措置や、放送内容・時間の変更措置を以下のように講じたこともある。
2021年
- 2020東京オリンピック開催期間中（7月21日 - 8月8日）の平日には、TBSテレビ系列全体の特別編成との兼ね合いで、以下の対応を講じる日があった。
  - 7月26日（月曜日）・27日（火曜日）・29日（木曜日）および8月3日（火曜日）・5日（木曜日）・6日（金曜日）
    - 『Nスタ』（TBSテレビ制作）に東京オリンピック関連のニュース・競技ハイライトを組み込む関係で、『Nスタ』（TBSテレビ制作）の全国ニュースパートが17:40 - 18:15に拡大されることから、『Nスタ』までの関西ローカルパート（第1部）を17:40で終了（同パートの第2部は通常編成で対応）。

  - 7月28日（水曜日）・30日（金曜日）
    - 午前中からほぼ終日にわたって競技中継を編成したため、当番組と『Nスタ』を全編にわたって休止。両番組の代替として中継の合間（17時前）に「JNNニュース」内で、TBSテレビ発の全国ニュースに続いて、報道フロアのニューススタジオから関西ローカル向けのニュースと気象情報を放送した。

  - 8月2日（月曜日）
    - 野球競技準々決勝（日本対アメリカ戦＝横浜スタジアム）の全国ネット向け中継枠が18:30から組まれていることに伴って、『Nスタ』の全国ニュースパートが17:10 - 17:45に設定されたため、当番組の第1部を15:40 -  17:15（通常より放送時間を35分短縮＝2021年7月のリニューアルから17時台の後半に編成している「バラおび」枠を休止）・第2部を17:45 - 18:30（放送時間は通常と同じく45分間）に編成。
    - 第2部内の「4chanニュース　きょうココまで」の冒頭には、『Nスタ』（TBSテレビ制作）の全国ニュースパートに続いて、横浜スタジアムのスタンドからの直前生中継を関西ローカル向けに実施した。この中継には、上原浩治（TBSテレビ系列の東京オリンピック中継アスリートコメンテーター）と日比麻音子[注 21]（TBSテレビアナウンサー）に加えて、『Nスタ』内の中継には登場していなかった中居正広も出演。メインパーソナリティの河田や、スタジオパネラーのミルクボーイが上原・中居とクロストークを展開する一幕もあった。

  - 8月4日（水曜日）
    - 関西ローカルパートを第2部の時間帯（18:15 - 19:00）にのみ放送。第1部の時間帯を『ゴゴスマ』（CBCテレビ制作）の臨時フルネット（15:49まで）と『Nスタ』（TBSテレビ制作）第0・1部の臨時ネット（15:49 - 17:40）に充てたため、2021年7月のリニューアルから第2部の冒頭に設けられている「アナおび」枠を休止したうえで、本来は第1部で放送する「4chanニュース」を同枠に組み込んだ。また、通常は水曜日の「4chanニュース」でニュース解説を担当する立岩に加えて、2020年度に『ミント!』の火曜日でパネラーを随時務めていた竹下佳江がゲストパネラーとして同席した（その他のスタジオパネラーは休演）。
    - 第1部の放送を休止したのは、バレーボール日本女子代表チームが女子インドア競技の準々決勝まで勝ち残った場合に、TBSテレビ系列で16:30から準々決勝・日本戦の生中継を予定していたことによる。しかし、実際には8月2日に1次リーグでの敗退が決まったため、生中継の編成は見送られた。
- 自民党総裁選挙の投・開票（自由民主党本部）と「歌ネタ王決定戦2021 FINAL」（毎日放送が2013年から年に1回開催）の決勝が重なった9月29日（水曜日）には、当番組の放送開始時間を15:49まで繰り下げた一方で、第1部の「バラおび」枠を「歌ネタ王決定戦2021」の敗者復活戦（3組による「敗者復活ネタバトル」）中継に充てている。
  - 当番組の放送開始時間を15:49にまで繰り下げたのは、自民党総裁選挙の投・開票に伴ってが『ゴゴスマ』（CBCテレビ制作）の放送を（フルネット局を含めて）15:20で切り上げたうえで、TBSテレビが15:20から『Nスタスペシャル　"次の総理"は誰に?』（報道特別番組）を15:49まで放送したことによる。
  - テレビの生中継と連動させながら決勝を水曜日の夜間（20:00以降）に開催してきた「歌ネタ王決定戦」では、2018年から、辞退組と決勝進出組を除いた準決勝の上位10組を対象に「敗者復活枠」を1組分設定。同年のみ『ちちんぷいぷい』、2019・2020年に『ミント!』の放送枠内で「敗者復活ネタバトル」の生中継を実施した後に、敗者復活枠で決勝に進出できる1組（「敗者復活芸人」）をエンディングで発表していた。2021年の「敗者復活ネタバトル」では、「敗者復活芸人」を決める投票を、当番組の放送中（17:50 - 18:30）にMBSテレビ公式LINEアカウントの登録者限定で実施。「歌ネタ王決定戦」司会の小籔千豊（『ちちんぷいぷい』→『ミント!』の元・レギュラー）と後藤輝基（フットボールアワー、『ちちんぷいぷい』の元・レギュラー）が、エンディングで「敗者復活芸人」（ラブレターズ）を発表した。
  - 再リニューアルの初日（10月4日）にも、15:49から放送を開始した。自民党総裁選挙の決選投票で総裁に選ばれた岸田文雄が第205回国会・衆議院・参議院本会議の首班指名選挙で第100代内閣総理大臣に選出されたことを受けて、『ゴゴスマ』が『Nスタ』との合同特別番組扱いで放送時間を15:49まで延長したことによる。

2022年
- 2022年北京オリンピック開催期間中（2月3日 - 2月20日）のうち、2月7日（月曜日）から18日（金曜日）までの平日には、『Nスタ』（TBSテレビ制作）の全国ニュースパートが前年の東京オリンピック期間中と同様の構成で17:40 - 18:15に拡大されることに伴って、『Nスタ』（TBSテレビ制作）までの関西ローカルパート（第1部）を17:40で終了。第1部でオリンピック関連の話題・速報を伝える時間帯には、日本代表の選手時代に冬季オリンピックで活躍した岡部孝信・清水宏保・安藤美姫[注 22]が、当日取り上げる種目・競技に応じて毎日放送東京本社からのリモート出演（または競技会場からの生中継）で解説を担当している。
  - 2月9日（水曜日）には、第1部を15:30[注 23]から17:40まで放送した。当日に開催される北京オリンピック・スノーボード男子ハーフパイプ競技の予選をTBSテレビ系列で13:00から15:20まで中継することを前提に、『ゴゴスマ』（CBCテレビ制作）の放送を全編にわたって休止する措置をあらかじめ講じたことによる。
  - 2月は（阪神・オリックスを含む）NPB球団の春季キャンプ期間にも当たることから、「ビッグボス（BIG BOSS）」こと阪神出身の新庄剛志監督（この年から就任）が指揮する北海道日本ハムファイターズと矢野燿大監督率いる阪神の練習試合が組まれていた2月11日（金曜日・建国記念の日）には、『よんチャンTV超拡大スペシャル～中継 矢野阪神 vs ビッグボス日本ハム～』というタイトルで第1部の放送枠を13:55 - 17:40に拡大。15:45頃までの時間帯を名護市営球場（沖縄県）からの関西ローカル向け練習試合中継[注 24][注 25]、以降の時間帯を通常どおりの生放送に充てた。毎日放送では『ゴゴスマ』（CBCテレビ制作）のネットを臨時に返上した一方で、上記の中継を実況：金山泉、解説：亀山つとむ（新庄が阪神に在籍していた時期のチームメイト）・井川慶（阪神OB）、リポーター：三ツ廣政輝（金山と三ツ廣は同局のスポーツアナウンサー）という陣容でGAORAの協力を受けて制作するとともに、前年に千葉ロッテマリーンズで現役を引退した阪神OBの鳥谷敬をゲストとしてスタジオに迎えている。
- 7月8日（金曜日）には、毎日放送の放送対象地域内（奈良市の近鉄大和西大寺駅前）で午前中に安倍晋三（岸田の2代前の内閣総理大臣）への銃撃事件が発生したことを受けて、『ゴゴスマ』（CBCテレビ制作）の同時ネットを15:49まで延長した。さらに、『Nスタ』（TBSテレビ制作）の全国ニュースパートが「JNN報道特別番組」扱いで15:49 - 18:15に拡大されたため、当番組は第2部（18:15 - 19:00）のみの放送に急遽変更。『Nスタ』（TBSテレビ制作）の放送中（17時過ぎ）に安倍の死亡が搬送先の奈良県立医科大学附属病院で確認されたため、当番組に切り替わってからは、広瀬が担当する天気予報以外の時間帯を事件関連の報道（同病院での記者会見の生中継など）とスタジオでの解説に充てた。
  - 9月27日（火曜日）には安倍に対する国葬議が日本武道館（東京都千代田区）で14:04頃から4時間にわたって執り行われたため、TBSテレビとCBCテレビでは、『ゴゴスマ』と『Nスタ』を「『ゴゴスマ』×『Nスタ』」（全国ネット向けの特別番組）として編成した。毎日放送では「『ゴゴスマ』×『Nスタ』」の一部を『ゴゴスマ』の通常ネット枠で放送したものの、当番組については、通常編成の下で国葬儀に関する生中継や特集を独自に組み込んでいた。
- 9月19日（月曜日・敬老の日）には、阪神対東京ヤクルトスワローズのデーゲーム（阪神甲子園球場）を関西ローカル向けに13:55から中継することを前提に、当番組をあらかじめ第2部のみ編成。試合が開催された場合には、『ゴゴスマ』（CBCテレビ制作）のネットを臨時に返上することや、中継の延長オプションを最長で17:50まで設定することを予定していた。しかし、令和4年台風第14号接近の影響に伴う試合の中止が前日（18日）に決まったため、毎日放送では19日に『ゴゴスマ』を15:49までの臨時フルネットで放送。さらに、15:49 - 16:50を『Nスタ』（TBSテレビ制作）第0部の臨時ネット、16:50 - 17:50を『MBS緊急報道特番　台風14号近畿に接近』に充てた。
  - 毎日放送では19日の16:50 - 17:50にも、『Nスタ』（TBSテレビ制作）第1部の臨時ネットを計画していた。しかし、台風第14号が19日の夜に近畿地方へ最も近付く旨の予報が出たことを受けて、自社発の『MBS緊急報道特番』へ差し替えることを同日の午後に急遽決定。『ゴゴスマ』『Nスタ』のネット中にも、L字型の画面を関西ローカル向けに（スポットCMの時間帯を除いて）常時挿入するとともに、この画面の中で台風第14号の進路図、雨雲レーダーでの観測結果に基づく実況天気図、台風情報、観測情報、土砂災害警戒情報の対象地域、避難情報（早急な避難が求められる地域）、鉄道情報、道路情報、航空・船舶情報、停電情報の字幕を繰り返し表示していた。
  - 『MBS緊急報道特番』には、毎日放送本社内のニューススタジオから大吉と広瀬が出演。当番組の第2部では、2人に加えて河田、野嶋、「ニュース解説者」の中野雅至がライブセンター内のスタジオセットへ登場したうえで、台風に関する複数地点からの生中継と広瀬による解説を中心に構成した。
- 11月23日（水曜日・勤労感謝の日）には、『ゴゴスマ』（CBCテレビ制作）のネットを臨時に返上したうえで、『よんチャンTV　秋の京都で5時間スペシャル』を13:55 - 19:00に編成。松本が「2005年に毎日放送へ入社してから初めて」というヘリコプターからの生中継リポートに臨んだほか、「紅葉の名所」として知られる永観堂禅林寺（京都市左京区）からの山中による生中継リポート、「秋の京都で初めてづくしの大人の遠足」（シャンプーハットの恋さんと京都市出身の西村が神奈川県出身の立岩を案内した紀行ロケ企画）、「よんチャンバラエティー」（通常は17時台後半に編成される曜日別のロケ企画）月曜分（福島暢啓の京都のれん探偵）・水曜分（祇園のクイズNo.1）の特別編、仁和寺（京都市右京区）からの生中継による広瀬の天気予報などを放送している。

2023年
- 3月9日（木曜日）と10日（金曜日）には、第1部の放送時間を15:40 - 17:20、第2部の放送時間を17:45 - 18:00に短縮した。東京ドームで9日（木曜日）から12日（日曜日）まで開催される2023 ワールド・ベースボール・クラシック（WBC）1次ラウンドでの日本代表戦（全4試合）のうち、TBSテレビが中国代表との初戦（9日）と韓国代表との第2戦（10日、いずれも19:00開始のナイトゲーム）を18:00から中継することに伴って、両日のみ『Nスタ』（TBSテレビ制作）の全国ニュースパートを17:20 - 17:45に繰り上げたことによる。
  - 当番組では9日・10日とも、能見篤史（元・阪神投手→オリックスコーチ兼投手で『スポーツニッポン』の野球評論家）をスタジオに迎えてのWBC解説・展望企画を第1部で放送。また、「きょうの現場」内の生中継を、山中（9日）・川地（10日）による東京ドームの周辺取材・視聴者へのWBC日本代表公式グッズプレゼントを兼ねた特別企画に変更した。その一方で、東日本大震災の発災から11日（土曜日）で12年を迎えることに関する報道系のシリーズ企画「3.11 あの日を忘れない」を、通常編成で放送された8日（水曜日）から3日連続で第1部に内包。大吉が発災後（『ちちんぷいぷい』時代）から被災地や被災者を定期的に取材していることを踏まえて、10日放送分の「きょうの現場」には、被災地の1つである岩手県大船渡市からの生中継による大吉の取材リポートを組み込んだ。
- 5月5日（金曜日）には、2023年のゴールデンウィーク（GW）で最後の祝日（こどもの日）に当たることから、「GWにぎわい復活スペシャル」（5月1日から5日間にわたって「きょうの現場」内で放送してきた生中継企画）を当初から第1部に編成していた。しかし、石川県の能登地方で最大震度6強の地震（能登群発地震）が14:42（『ゴゴスマ』（CBCテレビ制作）の放送中[注 26]）に発生したことを受けて、『Nスタ』（TBSテレビ制作）がベースの『JNN報道特別番組』を急遽編成。毎日放送では、報道特別番組の同時ネットを途中まで実施した後に、当番組の第1部を16:20から放送した。
  - 第1部の放送に際しては、『Nスタ』（TBSテレビ制作）のJNN全国ニュースパートを通常どおり17:50から内包する関係で、放送時間を当初の予定から40分短縮。関西地方における地震関連の主な情報を河田が当番組のスタジオセットから冒頭に伝えたうえで、「GWにぎわい復活スペシャル」（岡山県真庭市に所在する神庭の滝からの山崎香佳によるリポートなど3か所からの生中継）「広瀬駿のきょうのそらいろ」「5時ニュース」などを当初の予定に沿って放送している。
- 「やってみたかってん!!4年ぶりの夏」（MBSテレビ夏のスペシャルウイーク）期間中のうち、8月11日（金曜日・山の日）と8月14日（月曜日）には、第1部の放送時間を15:40 - 17:20、第2部の放送時間を17:45 - 18:30に短縮している。両日とも、当該曜日のゴールデンタイムにおけるTBSテレビ制作の全国ネット向けレギュラー番組のスペシャル版を編成したことに伴って、『Nスタ』（TBSテレビ制作）の全国ニュースパートを17:20 - 17:45に繰り上げたことによる。
  - この時期には、太平洋上で発生した令和5年台風第7号が本州へ接近。8月15日（火曜日）の早朝（午前5時前）に和歌山県の潮岬付近へ上陸すると、関西地方と徳島県の上空を北西の方向に縦断していた。このような進路は14日の時点で予測されていたことから、毎日放送では、15日に予定していた『ひるおび』（TBSテレビ制作）の午前枠（10:25 - 11:30）と『ゴゴスマ』（CBCテレビ制作）の同時ネットを返上したうえで『報道特別番組「台風7号最新情報」』に差し替えることを14日中に急遽決定。当番組ではレギュラーの放送枠に加えて、本来は『ゴゴスマ』を放送している時間帯に報道特別番組（『よんチャンTV』特別編「台風7号最新情報」）を充てることによって、[注 27]放送時間を13:55 - 19:00に延長した。
    - 当番組からは、気象予報士の前田智宏が午前中の「最新情報」からスタジオに出演。午前分の「最新情報」を、河本光正（通常はナレーションを主に担当している毎日放送アナウンサー）と共に進行した。午後分の「最新情報」とレギュラー枠では、前田・メインパーソナリティの河田・サブキャスターの野嶋が当番組のスタジオセット、西村が報道フロア内のニューススタジオから出演。広瀬は、「『Nスタ』（TBSテレビ制作）月・火曜日の気象キャスター」としての解説で全国ニュースパートに登場した。また、山中が「やってみたかってん!!4年ぶりの夏」と連動したレギュラー枠内の生中継企画（14日から18日まで放送→当初予定されていた15日の放送は休止）でインドへ滞在していたことなどを背景に、潮岬からのリポートを（14日から）上田崇順、大阪駅構内からのリポートを清水、道頓堀や難波駅界隈（いずれも大阪市中央区内）からのリポートを中野広大（いずれも同局のアナウンサー）が担当。
    - 令和5年台風第7号は関西地方を縦断した後も東海道新幹線の運行に大きな支障を来していたため、15日 - 17日（木曜日）に出演していたレギュラーパネラー陣のうち、東京から新幹線で来阪する予定だった沢松（15日）、豊田真由子（16日：水曜日）、福田・立岩（17日：木曜日）は毎日放送東京支社内からのリモート出演で対応。毎週水曜日に当番組・木曜日の早朝に『おはよう朝日です』（朝日放送テレビ制作の生放送番組）でパネラーを務めているREINAは、16日に来阪したうえで当番組のスタジオへ登場することを予定していたが、当日の午前中から乗車していた新幹線が長時間にわたって運転を見合わせた影響で当番組への出演を断念した[47]。
- TBSテレビが日本国内向けの放送権を保有している2023年世界陸上競技選手権大会（8月19日から27日までハンガリーのブダペストで開催）の期間中には、当番組を本来放送する時間帯に「モーニングセッション」の全国ネット向け中継枠が組まれた日で、以下のように対応している。
  - 8月23日（水曜日）
    - 「モーニングセッション」の中継枠が15:49 - 21:00に編成されたことに伴って、当番組と『Nスタ』（TBSテレビ制作）の全編を休止。

  - 8月24日（木曜日）
    - 男子35km競歩の中継枠が13:55 - 16:50に組まれた関係で、『ゴゴスマ』（CBCテレビ制作）の全編を休止。当番組では、第1部を短縮したうえで16:50から放送する一方で、第2部と『Nスタ』（TBSテレビ制作）のJNN全国ニュースパートを通常どおり編成している。
- 関東大震災の発災（1923年）から100年を迎えた9月1日（金曜日・防災の日）には、第1部の放送時間を15:40 - 16:50、第2部の放送時間を17:15 - 17:50に短縮した。『関東大震災から100年　あす巨大地震が来たら』（TBSテレビ制作[注 28]）を17:50 - 20:00に編成したことに伴って[注 29]、『Nスタ』（TBSテレビ制作）の全国ニュースパートを16:50 - 17:15にまで繰り上げたことによる。
- TBSテレビが日本国内向けの放送権を保有している2023年アジア競技大会（9月23日から10月8日まで中華人民共和国の杭州市で開催）の期間中には、平日に17:00（または18:00）から全国ネット向けの中継が放送される関係で、第2部の放送を休止。第1部についても、『Nスタ』全国ニュースパートの放送枠が繰り上げられることに伴って放送時間を短縮している。なお、『Nスタ』の平日版でも当番組と同様の編成を実施（通常は当番組の第2部と同じ時間帯に放送している関東ローカルパートを休止）した関係で、この期間中は全国ニュースパートをもって全局一斉に放送を終了。
  - 9月25日（月曜日）- 27日（水曜日）・10月2日（月曜日）・10月3日（火曜日）＝15:40 - 16:35（『Nスタ』の全国ニュースパートを16:35 - 17:00に編成）
    - 放送時間が55分に短縮されている関係で、スタジオパネラーの出演を1名（基本として「ニュース解説者」、9月27日放送分ではREINA）に限ったうえで、「きょうの現場」（生中継やロケ取材と連動させた特集1本）・ストレートニュース・天気予報を中心に構成。野嶋は、「サブキャスター」を担当していた9月27日放送分をもってレギュラー出演を終了した。

  - 9月28日（木曜日）・9月29日（金曜日）・10月4日（水曜日）＝15:40 - 17:35（『Nスタ』の全国ニュースパートを17:35 - 18:00に編成）
- この年には、阪神タイガースが2005年以来18年ぶりの「ARE」（アレ＝セントラル・リーグ優勝）、オリックス・バファローズがパシフィック・リーグでの3連覇を達成。さらに、両チームともクライマックスシリーズのファイナルステージを突破したことによって、NPBでは例年オープン戦とセ・パ交流戦に限られている「関西ダービー」（両チームの直接対決）が日本シリーズで初めて実現した。関西地方に本拠地を置くNPB球団同士が日本シリーズで対戦することは、阪神と南海ホークスが対戦した1964年以来59年振りであったが、結局は阪神が1985年以来38年振りの「日本一」（日本シリーズ制覇）を達成した。阪神が「ARE」と「日本一」を達成した翌日（9月14日と11月6日）はいずれも平日だったため、毎日放送では両日とも『ゴゴスマ』のフルネットを臨時に返上したうえで、当番組の放送枠をおよそ5時間（13:55 - 19:00）にまで拡大している。
  - 阪神が9月14日（木曜日）の対読売ジャイアンツ戦（阪神甲子園球場でのナイトゲーム）での勝利によって「ARE」を達成した際には、当番組がベースの特別番組『阪神AREしたよん!～18年ぶりの優勝やねん!～』を同日の深夜（9月15日の未明）に関西ローカルで生放送。15日（金曜日）の午後には『ゴゴスマ』（CBCテレビ制作）の急遽ネットを臨時に返上したうえで、阪神OBの野球解説者（能見・糸井嘉男・鳥谷・掛布）をスタジオへ交互に迎えての『よんチャンTV5時間ぶち抜き! 祝・阪神優勝  能見&糸井&鳥谷&掛布超豪華リレースペシャル』を急遽編成した。
  - 阪神が11月5日（日曜日）の日本シリーズ第7戦（京セラドーム大阪でのナイトゲーム）での勝利によって「日本一」を達成した際には、当番組がベースの特別番組『59年ぶりの関西ダービー　阪神アレのアレしたよん　38年ぶりの日本一やねん!』を同日の深夜（11月6日の未明）に関西ローカルで生放送。15日（金曜日）の午後には、『よんチャンTV 5時間緊急生放送スペシャル　祝!!阪神タイガース38年ぶり日本一だよん』を急遽編成するとともに、糸井・掛布や阪神ヘッドコーチの平田勝男（元・毎日放送野球解説者）をスタジオへ交互に迎えた[48]。当日は、月曜日のレギュラーパートナー（ナジャ・グランディーバとミルクボーイの内海）とニュース解説者（熱烈な阪神ファンである中野雅至）に加えて、他曜日からも「大の阪神ファン」を自認しているパネラー（シャンプーハット恋さん、中江有里、牛窪恵）がスタジオへ登場。中江は前述した『祝・阪神優勝』に続いての出演で、牛窪は日本シリーズの第6戦（11月4日）と第7戦を京セラドーム大阪で観戦していた。
    - 11月6日には朝日放送テレビでも、当番組と同じ趣旨で『newsおかえり』の放送枠を拡大。通常より1時間早く、14:46から放送を始めていた。「小学生時代から大の阪神ファン」という石井亮次がMCを務める『ゴゴスマ』でも、毎日放送がネットを臨時に返上していたにもかかわらず、15時台の大半を阪神関連の特集や生中継に充てている[49]。

  - 11月23日（木曜日・勤労感謝の日）には、「兵庫・大阪連携『阪神タイガース、オリックス・バファローズ優勝記念パレード』」が大阪市内と神戸市内で開催されることを受けて、当番組の放送時間帯を通常編成から大幅に拡大。『よんチャンTVスペシャル～おめでとう関西!パレード同時生中継』と題して、本来は『ひるおび』（TBSテレビ制作）午前枠の同時ネットに充てている11:00 - 11:30に「午前の部」、『ゴゴスマ』の同時ネットを返上したうえで13:55 - 19:00に「午後の部」の生放送を実施した。
    - 実際には、大阪市内（御堂筋の一部区間）でオリックスが「午前」・阪神が「午後」、神戸市内（東遊園地からメリケンパークへ至るルート）で阪神が「午前」・オリックスが「午後」に単独でパレードを開催。「午前の部」の時間帯には、朝日放送テレビ・読売テレビ[注 30]が大阪・神戸双方のパレードの二元生中継、阪神との関係がとりわけ深いサンテレビジョン（兵庫県域の独立局）が神戸市内でのパレードのみ生中継を実施していた。また、「午後の部」の時間帯には、『news おかえり』（朝日放送テレビ）『情報ライブ　ミヤネ屋』（読売テレビ）『旬感LIVE とれたてっ!』（関西テレビ）でも大阪市内でのパレードを中心に生中継。朝日放送テレビでは当番組より早く、『news おかえり』を13:45から放送することで対応していた。さらに、大阪市内での「午後」のパレードにおけるテレビ中継の制作主幹局であったため、同局で制作した中継映像の一部は当番組の「午後の部」でも放送されている。

2024年
- 5月6日（月曜日でこどもの日の振替休日）には、TBSテレビ系列で18:30から『CDTV ライブ!ライブ!』（2024年4月改編以降は基本として19:00 - 21:00に生放送）のスペシャル版を編成していることなどを背景に、当番組の関西ローカルパートを全編にわたって休止。『Nスタ』のJNN全国ニュースパートを単独番組として通常の時間帯（17:50 - 18:15）に放送する一方で、『ゴゴスマ』のフルネットを15:49まで実施した後に、以降の時間帯（15:49 - 17:50）を『ゼニガメ』[注 31]（2023年11月29日＝水曜日の20:00 - 21:57に関西ローカルで放送された特別番組）の再放送に充てた。なお、18:15 - 18:30の時間帯には、関西ローカル向けのニュースと気象情報を『MBS NEWS』（単独番組）として放送。本来は月曜日の「進行担当」である前田春香がニュース、気象キャスターの前田智宏（いずれも当時）が気象情報を伝えていた。
- パリオリンピックの開催期間中には、開幕翌週の7月29日（月曜日）から閉幕前週の8月9日（金曜日）まで、当番組の第1部を通常編成より10分早く17:40で終えている。『Nスタ』平日版のJNN全国ネットパートが、オリンピック関連の特別編成で通常より10分長く17:40 -  18:15に設定されることに伴う措置だが、第2部については基本として通常どおりの時間帯で放送している。
  - 8月8日（木曜日）には、第1部を放送中の16:43頃に、気象庁が緊急地震情報を発令。この直後に、宮崎県の南部（日向灘）を震源とする最大震度6弱（マグニチュード7.1）の地震が発生した。毎日放送では、当番組の放送を16:50に打ち切ったうえで、『Nスタ』から第1部以降のパートを臨時にネット。18:15からの10分間は、当番組で「特盛!憤マン」（第2部のコーナー）の進行を予定していた大吉が、福本晋悟（報道情報局の地震・災害担当記者で元・アナウンサー）と共に地震関連の情報を本社M館のニューススタジオから伝えている。

### 出演者
△：出演の時点で毎日放送のアナウンサー

◎：当番組の開始まで『ちちんぷいぷい』にレギュラーで出演

○：当番組の開始まで『ミント!』にレギュラーで出演

☆：月2回のペースで出演

★：週替わりで月に1回出演

■：第1部にのみ出演

◆：2024年の4月改編（3月第4週）からレギュラー出演を開始

▼：2024年の4月改編から復帰・出演曜日を変更

◇：2024年の10月改編からレギュラー出演を開始

※：2022年の6月以降に「きょうの4現場」→「きょうの現場」向けの海外取材を担当

#### 現在（2024年10月以降）のレギュラー出演者
| 月曜日 | 火曜日                                                              | 水曜日                                                           | 木曜日                                                           | 金曜日 |              |
| メインパーソナリティ（2022年10月以降はニュースキャスターも兼務）                                                                                              | メインパーソナリティ（2022年10月以降はニュースキャスターも兼務）    | メインパーソナリティ（2022年10月以降はニュースキャスターも兼務） | メインパーソナリティ（2022年10月以降はニュースキャスターも兼務） | メインパーソナリティ（2022年10月以降はニュースキャスターも兼務）                                                                  |              |
| --- | ------------------------------------------------------------------- | ---------------------------------------------------------------- | ---------------------------------------------------------------- | --- | ------------ |
| 河田直也△◎※ |                                                                     |                                                                  |                                                                  | |              |
| 進行担当（「スタジオ担当」時代の2022年10月以降は「6時ニュース」 「サブキャスター」時代の2023年5月以降は「5時ニュース」のキャスターも兼務）                    |                                                                     |                                                                  |                                                                  | |              |
| 前田春香△◆※ | 玉巻映美△○▼※                                                        | 清水麻椰△◎▼※                                                     | 清水麻椰△◎▼※                                                     | 前田春香△▼ |              |
| プレゼンター（上段の人物は「ニュースプレゼンター」として毎週出演 下段の人物は月曜日のスポーツ解説企画「月よんスポ」を週替わりで進行するスポーツアナウンサー） |                                                                     |                                                                  |                                                                  | |              |
| 山中真△◎※▼ | 山中真△◎※▼                                                          | 山中真△◎※▼                                                       | 大吉洋平△○※▼                                                     | 大吉洋平△○※▼ | 大吉洋平△○※▼ |
| 川地洋平△◎○▼★ 大村浩士△◆▼ 三ツ廣政輝△◎○▼ | （スポーツ関連の解説パート「よんスポ」の進行役を河田が兼務）        | （スポーツ関連の解説パート「よんスポ」の進行役を河田が兼務）     | （スポーツ関連の解説パート「よんスポ」の進行役を河田が兼務）     | （スポーツ関連の解説パート「よんスポ」の進行役を河田が兼務）                                                                      |              |
| 気象キャスター（毎日放送報道情報局気象予報部所属の気象予報士）                                                                                                |                                                                     |                                                                  |                                                                  | |              |
| 前田智宏◎ | 前田智宏◎                                                           | 前田智宏◎                                                        | 広瀬駿○                                                          | 広瀬駿○ |              |
| ニュースリーダー（2023年4月までは「5時ニュース」のキャスターを兼務）                                                                                          |                                                                     |                                                                  |                                                                  | |              |
| 松川浩子△◎ | 西村麻子△○                                                          | 西村麻子△○                                                       | 松川浩子                                                         | 河本光正△○ |              |
| 第1部で放送される生中継（木曜日のみロケと連動した生中継）企画のリポーター                                                                                     |                                                                     |                                                                  |                                                                  | |              |
| 福島暢啓△▼ | 大吉洋平▼                                                           | （企画を未設定）                                                 | 山崎香佳△○▼                                                      | 川地洋平▼ |              |
| 「ニュースの現場」での（生中継を含む）フィールドキャスター（第1部・第2部共通）                                                                                |                                                                     |                                                                  |                                                                  | |              |
| 海渡未来△ | 前田春香                                                            | 河西美帆△◇                                                       | 前田春香▼                                                        | 中野広大△▼ |              |
| ニュース解説者 |                                                                     |                                                                  |                                                                  | |              |
| 中野雅至○ | （不在）                                                            | 豊田真由子◆                                                      | 立岩陽一郎◎                                                      | 武田一顕 |              |
| スタジオパネラー（上段のパネラーは毎週／下段のパネラーは月2回か週替わりで出演）                                                                               |                                                                     |                                                                  |                                                                  | |              |
| ナジャ・グランディーバ◎ | ロザン （宇治原史規◎○ ・菅広文◎○） 吉田朱里 （元NMB48） 沢松奈生子◎ | シャンプーハット （てつじ○ ・恋さん○） REINA                     | チュートリアル （徳井義実と福田充徳が 隔週交代で出演）           | （不在） |              |
| 矢野燿大◆★ 掛布雅之◆★ 能見篤史◆★ 牛窪恵○▼ 中江有里★▼ 田中理恵★▼                                                                                               | （不在）                                                            | （不在）                                                         | 浅尾美和☆○ 小山慶一郎☆（NEWS）                                   | 中間淳太☆○ （WEST.） 野々村友紀子★○ 馬淵優佳★○ 紅ゆずる★ 丘みどり★ 丸田佳奈★ 黒田有◆ （メッセンジャー） 浅香あき恵◆★） 山本浩之◇★ |              |
| レギュラーで放送されるロケ企画のリポーター |                                                                     |                                                                  |                                                                  | |              |
| ミルクボーイ （内海崇■▼ ・駒場孝■▼） | ロザン （宇治原史規◎○ ・菅広文◎○）                                  | シャンプーハット （てつじ ・恋さん）                             | 山崎香佳△                                                        | 黒田有◆ （メッセンジャー） |              |
| （ニュース・報道系企画以外の）コーナーナレーター |                                                                     |                                                                  |                                                                  | |              |
| 松本麻衣子△◎ 松村邦洋◆ | 前塚あつし◎○                                                        | 松本麻衣子△◎                                                     | なかやまきんに君 山崎香佳△                                       | （不在） |              |
| メインキャラクター |                                                                     |                                                                  |                                                                  | |              |
| らいよんチャン |                                                                     |                                                                  |                                                                  | |              |

#### 備考
EPGにおける当番組の紹介文では、当番組のスタジオパネラーを初めて務める人物も、不定期で務める人物も「よんチャンTVメンバー」や「（出演曜日の）レギュラー」として扱っている。
新型コロナウイルス感染症（COVID-19）の流行状況によっては、首都圏に滞在中のパネラーが毎日放送東京支社スタジオなどからの生中継（いわゆる「リモート方式」）で出演することや、「ニュース解説者」を初めとする有識者・専門家が『VOICE』→「Newsミント!」で使用していたニューススタジオからの「リモート方式」で登場することがある。いずれの場合にも、『ちちんぷいぷい』『ミント!』と同様に、リモート出演用のモニターをスタジオセットに別途設置。
メインパーソナリティの河田・気象キャスター・サブキャスターが（COVID-19への罹患などによる）体調不良や毎日放送の年次休暇などでスタジオへ出演しない場合には、以下のような体制を講じている。また、スタジオパネラーが体調不良で出演を急遽見合わせた場合に、他曜日のレギュラーパネラーが代演することもある（COVID-19への罹患や罹患者との濃厚接触に関する対応については当該項で詳述）。
河田が上記の事情で休演した場合：山中か大吉がメインパーソナリティを代行。山中が月 - 水曜日から少なくとも1日で代行する場合には、本来担当している「日々の生活が楽しくなる現場」からの生中継リポートを他のアナウンサー（木・金曜日の担当者など）に委ねている。
阪神がセントラル・リーグ、オリックスがパシフィック・リーグで優勝した2023年には、両チームの首脳陣・ナイン・関係者が優勝旅行で12月の第2週にハワイ州（アメリカ合衆国）へ赴いた。毎日放送のアナウンサーからは河田が同年8月にマウイ島で発生した山火事関連の取材を兼ねて12月16日（土曜日）まで同行していたため、当番組では、本人が日本へ帰国するまで以下の体制でスタジオを進行している。
12月12日（火曜日）・13日（水曜日）メインパーソナリティ代理兼ニュースキャスター：清水、サブキャスター代理：山中
12月14日（木曜日）メインパーソナリティ代理兼ニュースキャスター：前田春香、サブキャスター代理：山中
12月15日（金曜日）メインパーソナリティ代理兼ニュースキャスター：前田春香（サブキャスターは通常の金曜日と同じく上田が担当）
以上の期間には「日々の生活が楽しくなる現場」からの生中継に代わって、河田によるハワイ州内からの生中継リポートを第1部のオープニングと16時台後半で放送。「阪神・オリックスの優勝旅行や記念パーティーを取材する際に、毎日放送のLINE公式アカウントへ登録している視聴者へのプレゼント向けに両球団関係者の写真をチェキ（富士フイルム製のインスタントカメラ）で撮影したうえで、撮影相手のサインを写真に書き込んでもらう」とのミッションを河田に課していた関係で、13日の生中継にはオリックスの杉本裕太郎外野手と辻竜太郎コーチ、14日の生中継には阪神の平田勝男ヘッドコーチ（元・毎日放送野球解説者）がホノルル（いずれも優勝記念パーティーが催されたホテル）から出演した。
サブキャスターが上記の事情で休演した場合：基本として、他のサブキャスターが代行。サブキャスター以外のアナウンサーから、松本・清水・山崎を代理に立てることもある。なお、「日々の生活が楽しくなる現場」からの中継リポーター（清水や山崎）が本来の担当日にサブキャスターを代行する場合の当該中継は、山中がメインパーソナリティを代行する場合と同様に対応。
前田春香は2023年5月8日（月曜日）放送分で「フィールドキャスター」としてVTR取材を担当していたが、翌9日（火曜日）以降は、テレビ・ラジオとも番組への出演を見合わせたうえで休養に入っていた。発声の不調から喉の治療へ専念することに伴う措置で、当番組では野嶋紗己子△◎○（当時は月 - 水曜日のサブキャスター、番組の開始当初は木曜日にも「スタジオ担当」として出演）が5月11日から8月31日まで木曜日のサブキャスターへ暫定的に復帰しているほか、月・火曜分のフィールドキャスターに他のアナウンサー（レギュラーアナウンサーからは大吉・清水・河本など）を充てていた。なお、前田は2023年8月1日（火曜日）から、MBSラジオの定時ニュースを皮切りに毎日放送グループでのアナウンス業務を再開。当番組でも、同月21日（月曜日）第1部の生中継に「フィールドキャスター」として3か月半振りに登場したほか、9月7日から「サブキャスター」として木曜日のスタジオ出演を再開している。
気象キャスター（前田智宏／広瀬）が本来の担当日に休演した場合：広瀬が木・金曜日に休演した場合には、主に前田智宏が担当を代行。前田が水曜日に休演した場合には、主に広瀬駿が担当を代行。広瀬が東京（主にTBS放送センター）で『Nスタ』内の天気予報を担当している月・火曜日に前田が休演した場合には、2人の同僚（南気象予報士事務所の所属で毎日放送報道情報局の気象情報部と契約している気象予報士）の林保捺美が2023年8月7日（月曜日）放送分から前田の代理で出演している。林が代演する場合には、前田／広瀬の出演日と違って、天気予報のタイトル（「きょうのソラいろ」「あしたのソラいろ」）に林の氏名を入れていない。
火曜日には番組開始の当初から「ニュース解説者」を配置せず、『ちちんぷいぷい』『ミント!』でニュース解説を一時任されていた宇治原を中心に、有識者・専門家を随時迎えながらパネラーが意見を交わし合っている。金曜日でも2023年4月から「ニュース解説者」をレギュラーで配置しておらず、毎日放送の局外から「解説者」に相当する有識者・専門家（本来は月曜日にのみ出演している中野や『ちちんぷいぷい』の「ぷいぷい顧問団」に名を連ねていた小宮一慶◎など）を週替わりで迎えていたが、そのうちの1人だった武田が2023年10月からレギュラーで出演。
アノンシスト賞（毎日放送を含むJNN・JRNの加盟局からの優秀なアナウンサーを毎年表彰する制度）では、番組初年度（2020年度）の第46回から、毎日放送のアナウンサーが当番組に関して以下の部門で表彰を受けている。
第46回（2020年度）：山中真（「テレビ　フリートーク部門」最優秀賞）
平日夕方版初回（2021年3月29日放送分）の生中継（「なんで?生中継　さくら満開スペシャル」）において、ヘリコプターに搭乗しながら担当した京都市内上空からのリポートを高く評価。
第48回（2022年度）
大吉洋平（「テレビ　フリートーク部門」最優秀賞）
当番組のレギュラー出演を休止していた期間中（2022年11月）のアメリカ合衆国中間選挙執行に際して、現地からの生中継で連日担当していたリポートを高く評価。
松川浩子（「テレビ　読み・ナレーション部門」優秀賞）
2023年2月23日（木曜日）の第1部で放送された報道系特集でのナレーションを高く評価。
馬淵は、瀬戸大也（競泳選手）と結婚した直後（2017年8月）まで、日本トップレベルの女子飛込競技選手として活躍。当番組には2021年度に、月1回のペースで木曜日に出演していた。2021年12月から競技会への出場を再開すると、2022年1月6日（木曜日）に、競技生活へ本格的に復帰すること当番組などで表明した。ただし、復帰後も当番組への出演を可能な限り継続。2022年度には出演日を水曜日、2023年度には金曜日に変更している。競技生活への復帰後は2022年の日本選手権水泳競技大会・1メートル板飛び込みの部で優勝したものの、2024年パリオリンピックへの出場に向けた日本代表への返り咲きまでには至らず、同年2月2日（金曜日）に競技生活を再び引退することを当番組で表明。瀬戸の練習拠点が所在するオーストラリアで、家族と共に暮らし始めていることも明かした。
報道系の生中継やロケ取材では、「フィールドキャスター」のポストを正式に設置する前（2022年度）から、上田崇順△やスポーツアナウンサーの大村・金山泉（いずれも◎）もリポートを随時担当。ニュースリーダーについては、上記のアナウンサーに加えて、上田崇順・古川圭子△◎や「シニアスタッフ」（毎日放送で60歳の正社員定年を経て嘱託契約で勤務している社員）の森本栄浩◎も随時担当している。
古川や関岡香△（『ちちんぷいぷい』で初期のアシスタントやナレーターを務めていたシニアアナウンサー）は、生活情報系企画（「なんで?らいよん」「かんさい人の生活目線」など）向けのロケ取材を随時担当。森本については、正社員時代の初期（1980年代）からスポーツ中継の実況へ長らく携わっていることを背景に、スポーツ関連のトピックでナレーションを任されることが多い。
「フィールドキャスター」は、近畿地方や徳島県で重大なニュースやイベントが起きている場合に、当番組向けの生中継と並行しながら『Nスタ』のJNN全国ニュース向けに中継リポートを担当することがある。逆に、「フィールドキャスター」によるロケ取材の映像が、当番組での放送から数日後に『Nスタ』平日版（毎日放送で常時ネットを実施していない第0部・第1部）での特集企画に活用されることもある。
2023年に入ってからは、プロ野球関連の話題を「きょうの現場（スペシャル）」で取り上げる場合に、前年（2022年）まで阪神の一軍監督を4年間務めていた矢野をはじめ、阪神OBの野球解説者（掛布・能見・鳥谷敬・福留孝介）がスタジオや生中継へ登場することが相次いでいる。2024年の4月改編からは、矢野・掛布・能見から1名が、月曜日の関西ローカルパートの全編に週替わりで出演。3名とも出演しない場合には、他の阪神OB（鳥谷・福留・今成亮太など）から1名をスタジオに迎えている。
矢野以外の解説者は、2023年から『MBSベースボールパーク』（MBSラジオ版）にも「準解説者」という扱いで出演。現役を引退してから指導者として阪神へ復帰するまでの期間（2011 - 2015年）に朝日放送（当時はテレビとラジオの兼営局）との間で解説者として専属契約を結んでいた矢野は、解説者への復帰を機に専属契約の対象をラジオ（朝日放送ラジオが制作する番組と阪神戦中継）に限定したため、毎日放送では『MBSベースボールパーク』（テレビ版）の阪神戦中継（主に当番組の放送枠内から編成される平日のナイトゲーム中継）でも解説を随時担当している。さらに、2023年10月以降の放送には、パネラーに準じる扱いで関西ローカルパートの全編に登場することもある。
山崎は2023年4月から、金曜日の「きょうの現場」内（17時台の前半）で月に1回放送されている「旬食材の現場」（食材の生産・加工現場でのロケ取材企画）のリポーターを兼務。同年9月までは、「旬食材の現場」を放送する週の金曜日にロケの報告を兼ねたスタジオ進行を担当する関係で、海渡を生中継のリポーターに充てていた。なお、山崎は2024年10月から「山崎アナの発掘まち自慢!自転車たび」（自転車で長い距離を運転しながらのロケと連動させた生中継企画）を担当。

##### 不定期ながら登場の頻度が高い出演者（2024年10月の時点）
以下の人物は、「スタジオパネラー」として金曜日の関西ローカルパート全編に登場。2021年度の金曜日や土曜版では藤本美貴を不定期、2023年度下半期の金曜日には 鈴木紗理奈（大阪府出身）を月に1回のペースでスタジオパネラーに招いていた。
- 本田望結（京都府出身）
  - 2022年度までは青森山田高等学校・2023年度から早稲田大学社会科学部に在学。学業や俳優・タレントとしての活動と並行しながら、フィギュアスケートの現役選手としてアマチュア向けの競技会へ随時出場している。
  - 『ちちんぷいぷい』『ミント!』時代から、スタジオへの出演に加えて、「ウメダ★アイスリンク　つるんつるん」（毎日放送が2014年度から冬季限定でグランフロント大阪内の「うめきた広場」に開設しているスケートリンク）リンク開きセレモニー（例年は11月中旬）の生中継でスケートの演技を披露している。

以下の人物は、「ニュース解説者」を兼ねたスタジオパネラーとして、関西ローカルパートの全編に登場。
- 中林美恵子（早稲田大学の教授で元・民主党衆議院議員）

以下の人物はいずれも、「ニュース解説者」に準ずる扱いで関西ローカルパートの一部に登場。
- 池上彰◎
  - 『ちちんぷいぷい』や関連番組（『ちちんぷいぷい特別編 池上彰さんに聞く世界のハテナ?』『池上彰のどーなる?ジャーナル』）などへ定期的に出演していたことを背景に、2022年の1月から、第2部（基本として2023年までは月曜日→2024年から木曜日）で折に触れてスタジオ解説を担当。新春特別番組として2014年から2021年まで放送されていた『どーなる?ジャーナル』については、2023年の放送再開を機に、「『よんチャンTV』の特別編」として扱われている。
  - 2023年2月8日（水曜日）には、毎日放送が『池上彰と石井亮次のコロナ1000日カレンダー～今だから言える私の本音～』（『ミント!』や当番組のアーカイブ映像などを活用した生放送の報道特別番組、当番組のレギュラー陣からは沢松もパネリストとして出演）を20:00 - 21:57に関西ローカルで編成していたこと[65]に伴って、『ゴゴスマ』の本番を3時間前（15:49）に終えたばかりの石井と共に戎橋（大阪市中央区）からの生中継を通じて当番組の第2部に出演した。

#### 過去（2024年3月第3週まで）のレギュラー出演者
| 西靖 ○ | ▲（2022年7月28日まで 2021年には育児休業の 期間中に休演） | 毎日放送アナウンサー                                                    | 木曜日のニュース解説者 （当番組での肩書は 「MBS解説委員」）                                                                                  | 毎日放送総合編成局 アナウンス センター長との 兼務を機に降板                                                                                  |
| 藤林温子 ◎ | ▲（2022年3月23日まで）                                   | 毎日放送アナウンサー                                                    | 「アナおび」枠（火曜日担当） | 2022年4月から休職 →7月に他番組で復職 |
| 森本尚太 | 2022年4 - 7月                                            | 毎日放送アナウンサー                                                    | 報道系の取材・中継リポーター （火曜日担当）                                                                                                  | 司法試験の受験を 視野に2022年 8月16日付で退社                                                                                                |
| 福本晋悟 | 2022年4 - 7月                                            | 毎日放送アナウンサー                                                    | 報道系の取材・中継リポーター （木曜日担当）                                                                                                  | 毎日放送 総合編成局の マーケティング・ PR部へ異動                                                                                            |
| 野嶋紗己子 ○※ | ▲（2023年9月27日まで）                                   | 毎日放送アナウンサー                                                    | 一部曜日のスタジオ担当 →サブキャスター | 2023年12月に 毎日放送を退社 |
| 上田悦子 ○ | 2022年10月7日から 2024年3月22日まで                      | 毎日放送アナウンサー                                                    | 金曜日のスタジオ担当 →サブキャスター | |
| 赤江珠緒 | ▲（2021年度のみ）                                        | 朝日放送出身の フリーアナウンサー                                       | スタジオパネラー （金曜日に月1回程度出演）                                                                                                   | 活動拠点の東京から 主にリモート出演 |
| 薮宏太 | ▲（2023年3月23日まで）                                   | Hey!Say!JUMP                                                            | スタジオパネラー （木曜日に月2回程度出演）                                                                                                   | 舞台公演での活動を 優先するため卒業 |
| 山口真由 ○ | ▲（2022年度まで）                                        | 弁護士                                                                  | スタジオパネラー （隔週で木曜日に出演） | 第1子の懐妊に伴う 産前産後休業で降板 （2023年6月に出産 →他番組へ出演）                                                                       |
| プリティ梨佐クリスティーン | ▲（2023年3月9日まで）                                    | 弁護士                                                                  | スタジオパネラー （2021年度は水曜日・ 2022年度は木曜日に 月2回程度出演）                                                                     | 当番組がラジオを 含めても初めての レギュラー番組                                                                                             |
| テンダラー （浜本広晃○ ・白川悟実） | ▲（2023年3月31日まで)                                    | 吉本興業所属の お笑いコンビ                                             | スタジオパネラー （毎週金曜日に出演） | 浜本は 『ミント!』でも 準レギュラー扱いで 金曜日に スタジオ出演                                                                              |
| 祇園 （木﨑太郎・櫻井健一朗） | ▲（2023年4月5日まで）                                    | 吉本興業所属の お笑いコンビ                                             | 「バラおび」枠 →「よんちゃんバラエティー」枠 （いずれも冠企画を水曜日に担当）                                                                | ロケ映像にだけ 出演することが多く 2022年度に 「よんチャン バラエティー」枠で 山崎香佳と共演                                                  |
| 三澤肇◎○ | ▲(2023年6月30日まで)                                     | 毎日放送東京支社の 報道部長兼解説委員 (元・アナウンサー 西と同期で入社) | 金曜日のニュース解説者 （西の育児休業期間中および 「ニュース解説者」勇退後の 2022年7月 - 2023年3月には 木曜日のニュース解説も担当）          | 毎日放送グループの 人事異動で 報道の現場から 離脱（詳細前述）                                                                                |
| 嶋﨑斗亜 西村拓哉 當間琉巧 | ▲(2023年12月21日まで)                                    | Lil かんさいのメンバー                                                  | 木曜日の「バラおび」枠 →「よんチャンバラエティー」枠で放送されていた 「縁の下のマイスター」→「人気モン検定」の ロケ映像にのみ2名が交互に出演 | 木曜日の「バラおび」枠 →「よんチャンバラエティー」枠で放送されていた 「縁の下のマイスター」→「人気モン検定」の ロケ映像にのみ2名が交互に出演 |
| 村瀬哲史○ | 2022年4月から 2023年12月21日まで                         | 東進ハイスクール地理科講師 （放送上の呼称は「村瀬先生」）               | 「人気モン検定」のロケ映像にのみ出演 | 「人気モン検定」のロケ映像にのみ出演 |
| 大西風雅 岡﨑彪太郎 | 2022年10月から 2023年12月21日まで                        | Lil かんさいのメンバー                                                  | 「人気モン検定」のロケ映像にのみ 嶋﨑・西村・當間を合わせた5名から2名が交互に出演                                                            | 「人気モン検定」のロケ映像にのみ 嶋﨑・西村・當間を合わせた5名から2名が交互に出演                                                            |
| 吉田裕○ 松浦真也○ | 2022年4月から 2024年3月まで                              | 吉本新喜劇の座員                                                        | 金曜日の「よんチャンバラエティー」枠で 放送されていた「関西クーポン散歩」 →「怒りゼロ党」のロケ映像にのみ出演                                | 金曜日の「よんチャンバラエティー」枠で 放送されていた「関西クーポン散歩」 →「怒りゼロ党」のロケ映像にのみ出演                                |
| すっちー○ | 2023年4月から 2024年3月まで                              | 吉本新喜劇の座長                                                        | 金曜日の「よんチャンバラエティー」枠で 放送されていた「関西クーポン散歩」 →「怒りゼロ党」のロケ映像にのみ出演                                | 金曜日の「よんチャンバラエティー」枠で 放送されていた「関西クーポン散歩」 →「怒りゼロ党」のロケ映像にのみ出演                                |
| 曽麻綾 | 2023年7月から 2024年5月17日まで                          | 吉本新喜劇の座員 （カナダ出身）                                         | スタジオパネラー （金曜日に月1回出演） | フランスへの留学を 視野に卒業 |
| - 福本はアナウンサー時代から災害報道の学術研究に携わっていて、2023年7月には自身の希望でマーケティング・PR部から報道情報局へ異動。異動の直後から、災害関連の取材リポートを中心に、不定期ながら「記者」として当番組への出演を再開している。 |                                                          |                                                                         | | |

#### （スタジオパネラーを除く）歴代のレギュラー出演者
メインパーソナリティー・（スタジオ担当 → サブキャスター→）進行担当・（ニュース担当→）ニュースプレゼンターの変遷
| 期間 | 期間      | メインパーソナリティー | スタジオ担当 → サブキャスター | スタジオ担当 → サブキャスター | スタジオ担当 → サブキャスター | スタジオ担当 → サブキャスター | スタジオ担当 → サブキャスター | ニュース担当         | ニュース担当         | ニュース担当         | ニュース担当         | ニュース担当         |
| 期間 | 期間      | メインパーソナリティー | 月曜                          | 火曜                          | 水曜                          | 木曜                          | 金曜                          | ニュース担当         | ニュース担当         | ニュース担当         | ニュース担当         | ニュース担当         |
| --- | --------- | ---------------------- | ----------------------------- | ----------------------------- | ----------------------------- | ----------------------------- | ----------------------------- | -------------------- | -------------------- | -------------------- | -------------------- | -------------------- |
| 2021.3.29 | 2022.4.1  | 河田直也               | 野嶋紗己子                    | 野嶋紗己子                    | 野嶋紗己子                    | 野嶋紗己子                    | 玉巻映美                      | 大吉洋平             | 大吉洋平             | 大吉洋平             | 大吉洋平             | 大吉洋平             |
| 2022.4.4 | 2022.9.30 | 河田直也               | 野嶋紗己子                    | 野嶋紗己子                    | 野嶋紗己子                    | 玉巻映美                      | 玉巻映美                      | 大吉洋平             | 大吉洋平             | 大吉洋平             | 大吉洋平             | 大吉洋平             |
| 2022.10.3 | 2023.2.3  | 河田直也               | 野嶋紗己子                    | 野嶋紗己子                    | 玉巻映美                      | 玉巻映美                      | 上田悦子                      | （設定せず）2        | （設定せず）2        | （設定せず）2        | （設定せず）2        | （設定せず）2        |
| 2023.2.6 | 2023.3.31 | 河田直也               | 野嶋紗己子                    | 野嶋紗己子                    | 野嶋紗己子                    | 上田悦子                      | 上田悦子                      | （設定せず）2        | （設定せず）2        | （設定せず）2        | （設定せず）2        | （設定せず）2        |
| 2023.4.3 | 2023.5.5  | 河田直也               | 野嶋紗己子                    | 野嶋紗己子                    | 野嶋紗己子                    | 前田春香                      | 上田悦子                      | （設定せず）2        | （設定せず）2        | （設定せず）2        | （設定せず）2        | （設定せず）2        |
| 2023.5.8 | 2023.9.1  | 河田直也               | 野嶋紗己子                    | 野嶋紗己子                    | 野嶋紗己子                    | 野嶋紗己子                    | 上田悦子                      | （設定せず）2        | （設定せず）2        | （設定せず）2        | （設定せず）2        | （設定せず）2        |
| 2023.9.4 | 2023.9.29 | 河田直也               | 野嶋紗己子1                   | 野嶋紗己子1                   | 野嶋紗己子1                   | 前田春香                      | 上田悦子                      | （設定せず）2        | （設定せず）2        | （設定せず）2        | （設定せず）2        | （設定せず）2        |
| 2023.10.2 | 2024.3.22 | 河田直也               | 前田春香                      | 清水麻椰                      | 清水麻椰                      | 前田春香                      | 上田悦子                      | （設定せず）2        | （設定せず）2        | （設定せず）2        | （設定せず）2        | （設定せず）2        |
| 期間 | 期間      | メインパーソナリティー | 進行担当                      | 進行担当                      | 進行担当                      | 進行担当                      | 進行担当                      | ニュースプレゼンター | ニュースプレゼンター | ニュースプレゼンター | ニュースプレゼンター | ニュースプレゼンター |
| 期間 | 期間      | メインパーソナリティー | 月曜                          | 火曜                          | 水曜                          | 木曜                          | 金曜                          | 月曜                 | 火曜                 | 水曜                 | 木曜                 | 金曜                 |
| 2024.3.25 | 現在      | 河田直也               | 前田春香                      | 玉巻映美                      | 清水麻椰                      | 清水麻椰                      | 前田春香                      | 山中真               | 山中真               | 山中真               | 大吉洋平             | 大吉洋平             |
| - 1 前田春香が発声の不調に起因する喉の治療で、アナウンス業務を休止したことに伴う暫定措置。 - 2 スタジオ担当→サブキャスターが兼務 |           |                        |                               |                               |                               |                               |                               |                      |                      |                      |                      |                      |

ニュースリーダー・ニュース解説者の変遷
| 期間 | 期間      | ニュースリーダー | ニュースリーダー | ニュースリーダー | ニュースリーダー | ニュースリーダー | ニュース解説者        | ニュース解説者 | ニュース解説者 | ニュース解説者      | ニュース解説者 |
| 期間 | 期間      | 月曜             | 火曜             | 水曜             | 木曜             | 金曜             | 月曜                  | 火曜           | 水曜           | 木曜                | 金曜           |
| --- | --------- | ---------------- | ---------------- | ---------------- | ---------------- | ---------------- | --------------------- | -------------- | -------------- | ------------------- | -------------- |
| 2021.3.29 | 2022.4.1  | （不定）         | （不定）         | （不定）         | （不定）         | （不定）         | 中野雅至              | （不在）       | 立岩陽一郎     | 西靖                | 三澤肇         |
| 2022.4.4 | 2022.7.29 | （不定）         | （不定）         | （不定）         | （不定）         | （不定）         | 中野雅至1 豊田真由子1 | （不在）       | 立岩陽一郎     | 西靖                | 三澤肇         |
| 2022.8.1 | 2022.9.30 | （不定）         | （不定）         | （不定）         | （不定）         | （不定）         | 中野雅至1 豊田真由子1 | （不在）       | 立岩陽一郎     | 三澤肇2 立岩陽一郎2 | 三澤肇         |
| 2022.10.3 | 2023.3.31 | 松川浩子         | 西村麻子         | 西村麻子         | 松川浩子         | 河本光正         | 中野雅至1 豊田真由子1 | （不在）       | 立岩陽一郎     | （不在）3           | 三澤肇         |
| 2023.4.3 | 2023.6.30 | 松川浩子         | 西村麻子         | 西村麻子         | 松川浩子         | 河本光正         | 中野雅至              | （不在）       | 豊田真由子     | 立岩陽一郎          | 三澤肇         |
| 2023.7.3 | 2023.9.29 | 河本光正         | 西村麻子         | 西村麻子         | 松川浩子         | 松川浩子         | 中野雅至              | （不在）       | 豊田真由子     | 立岩陽一郎          | （不在）3      |
| 2023.10.2 | 2024.3.22 | 河本光正         | 西村麻子         | 西村麻子         | 松川浩子         | 松川浩子         | 中野雅至              | （不在）       | 豊田真由子     | 立岩陽一郎          | 武田一顕       |
| 2024.3.25 | 現在      | 松川浩子         | 藤林温子         | 河本光正         | 松川浩子         | 西村麻子         | 中野雅至              | （不在）       | 豊田真由子     | 立岩陽一郎          | 武田一顕       |
| - 1 週替わりで出演。 - 2 毎日放送のアナウンスセンター長へ就任した西靖の卒業に伴う暫定措置として、週替わりで出演。 - 3 毎日放送の解説委員や局外の有識者・専門家が週替わりで出演。 |           |                  |                  |                  |                  |                  |                       |                |                |                     |                |

生中継担当・（報道情報系取材・中継担当 → ）フィールドキャスターの変遷
| 2021.3.29 | 2022.4.1  | 山中真   | 山中真   | 山中真       | 山中真       | 川地洋平            | （ポストの設置前） | （ポストの設置前） | （ポストの設置前） | （ポストの設置前）  | （ポストの設置前） |
| 2022.4.4 | 2022.7.29 | 山中真   | 山中真   | 山中真       | 山中真       | 川地洋平            | （不定）           | 森本尚太           | 中野広大           | 福本晋悟            | 清水麻椰           |
| 2023.8.1 | 2022.9.30 | 山中真   | 山中真   | 山中真       | 山中真       | 川地洋平            | （不定）           | 清水麻椰           | 上田崇順           | 野嶋紗己子          | 河本光正           |
| 2022.10.3 | 2023.2.3  | 山中真   | 山中真   | 山中真       | 山中真       | 川地洋平            | 前田春香           | 清水麻椰           | 野嶋紗己子         | 野嶋紗己子 前田春香 | 野嶋紗己子         |
| 2023.2.6 | 2023.3.31 | 山中真   | 山中真   | 山中真       | 山中真       | 川地洋平            | 前田春香           | 清水麻椰           | 三ツ廣政輝1        | 野嶋紗己子 前田春香 | 野嶋紗己子         |
| 2023.4.3 | 2023.5.5  | 山中真   | 山中真   | 山中真       | 清水麻椰     | 山崎香佳2 海渡未来2 | 前田春香           | 前田春香           | 大吉洋平           | 大吉洋平            | 大吉洋平           |
| 2023.5.8 | 2023.9.1  | 山中真   | 山中真   | 山中真       | 清水麻椰     | 山崎香佳2 海渡未来2 | （不定）3          | （不定）3          | 大吉洋平           | 大吉洋平            | 大吉洋平           |
| 2023.9.4 | 2023.9.29 | 山中真   | 山中真   | 山中真       | 清水麻椰     | 山崎香佳2 海渡未来2 | 前田春香           | 前田春香           | 大吉洋平           | 大吉洋平            | 大吉洋平           |
| 2023.10.2 | 2024.3.22 | 山中真   | 山中真   | 山中真       | 清水麻椰     | 山崎香佳            | 海渡未来           | 前田春香           | 大吉洋平           | 大吉洋平            | 大吉洋平           |
| 2024.3.25 | 2024.9.27 | 福島暢啓 | 大吉洋平 | （設定せず） | 山崎香佳 4   | 川地洋平            | 海渡未来           | 前田春香           | 大吉洋平           | 前田春香            | 中野広大           |
| 2024.9.30 | 2025.3.28 | 福島暢啓 | 大吉洋平 | （設定せず） | 山崎香佳 4   | 川地洋平            | 海渡未来           | 前田春香           | 河西美帆           | 前田春香            | 中野広大           |
| 2025.3.31 | 現在      | 福島暢啓 | 大吉洋平 | （設定せず） | （設定せず） | 川地洋平            | （不定）           | 中野広大           | 藤林温子           | 川西美帆            | 海渡未来           |
| - 1 日本プロ野球のオフシーズン限定で担当。 - 2 隔週で担当。 - 3 前田春香が発声の不調に起因する喉の治療で、アナウンス業務を休止したことに伴う暫定措置。 - 4 2024年10月10日以降は、「山崎アナの発掘まち自慢!自転車たび」（ロケと連動した生中継企画）を担当。 |           |          |          |              |              |                     |                    |                    |                    |                     |                    |

バラエティ系（旧「バラおび」 → 「よんチャンバラエティー」枠）のロケ企画への出演者の変遷
| 2021.3.29 | 2022.4.1   | ミルクボーイ           | ロザン | 祇園             | Lilかんさい  | （設定せず）2            |
| 2022.4.4 | 2023.3.31  | ミルクボーイ 福島暢啓1 | ロザン | 祇園 山崎香佳1   | Lilかんさい  | 吉田裕 松浦真也          |
| 2023.4.3 | 2023.12.27 | ミルクボーイ 福島暢啓1 | ロザン | シャンプーハット | Lilかんさい  | 吉田裕 松浦真也 すっちー |
| 2024.1.5 | 2024.3.22  | ミルクボーイ 福島暢啓1 | ロザン | シャンプーハット | （設定せず） | 吉田裕 松浦真也 すっちー |
| 2024.3.25 | 2024.10.9  | ミルクボーイ           | ロザン | シャンプーハット | （設定せず） | 黒田有                   |
| 2024.10.10 | 現在       | ミルクボーイ           | ロザン | シャンプーハット | 山崎香佳3    | 黒田有                   |
| - 1 2021年度に設定されていた「アナおび」枠の廃止に伴う異動。 - 2 「かわたの部屋」（河田とゲストによるトーク企画）を放送。 - 3 「山崎アナの発掘まち自慢!自転車たび」（ロケと連動した生中継企画）を担当。 |            |                        |        |                  |              |                          |

気象キャスターの変遷
| 期間                                                               | 期間      |  | 気象キャスター | 気象キャスター | 気象キャスター | 気象キャスター |
| 期間                                                               | 期間      |  | 月曜           | 火曜           | 水曜           | 木曜・金曜     |
| ------------------------------------------------------------------ | --------- |  | -------------- | -------------- | -------------- | -------------- |
| 2021.3.29                                                          | 2022.3.24 |  | 広瀬駿         | 広瀬駿         | 広瀬駿         | 広瀬駿         |
| 2023.3.27                                                          | 2025.3.28 |  | 前田智宏       | 前田智宏       | 前田智宏       | 広瀬駿1        |
| 2025.3.31                                                          | 現在      |  | 前田智宏       | 林保捺美       | 前田智宏       | 前田智宏       |
| - 1 『Nスタ』（TBSテレビ制作）月曜・火曜分の気象キャスターを兼務。 |           |  |                |                |                |                |

##### スタジオ出演者の新型コロナウイルス感染や感染者との濃厚接触に伴う対応
2021年6月 - 7月

メインパーソナリティの河田は第1回から6月10日（木曜日）放送分まで平日の全曜日、ナジャ・グランディーバは第1回から同月7日まで毎週月曜日に「ライブセンター」内のスタジオからの生放送に臨んできた。しかし、ナジャが6月8日（火曜日）の深夜に発熱したことがきっかけでPCR検査を受診したところ、新型コロナウイルスに感染していることが翌9日（水曜日）に判明。当番組では、6月10日（木曜日）放送分のオープニングで、ナジャの感染を河田が視聴者に向けて報告していた。その河田も翌11日（金曜日）にナジャと同様の経緯でPCR検査を受診した結果、陽性反応が出たことが本番前に判明。2人とも、療養後に2回のPCR検査で陰性が完全に確認されるまで、当番組の出演を見合わせていた。
ナジャと河田は発熱から新型コロナウイルスへの感染が判明したものの、ナジャの感染が判明した時点で、二次感染者や濃厚接触者がいないことを管轄の保健所が確認。この状況から、2人は別々の経路で感染したものと見られている。河田も、6月10日の放送でナジャの感染を報告した際に、ナジャがスタジオへ入っても本番中を除いてマスクを着用していたことを証言していた。しかし、毎日放送では、2人がアクリルボードをはさみながらもマスクを外した状態で月曜日にスタジオで平日版の本番に臨んでいたことを重視。11日の本番前後にスタジオを消毒する一方で、本来は金曜日やスタジオに出演しない山中を、同日から河田が復帰するまでメインパーソナリティ代理に立てている。さらに、10日までの放送で河田とスタジオで共演していたレギュラーアナウンサー（大吉、野嶋、福島、藤林、山崎、清水）や、スタジオで生放送に立ち会っていたスタッフに対して、「河田と一定の接触があった」という理由で11日から自宅待機措置を適用。この措置に伴って、11日放送の平日版では、大吉に代わって上田悦子がニュースを担当した。
上記のレギュラーアナウンサーはPCR検査で全員陰性が確認されたため、藤林・福島・清水は6月12日（土曜日）、山崎は13日（日曜日）から生放送番組へのスタジオ出演を再開。土曜版が編成されていた12日には、消毒済みのスタジオから、当初の予定どおりに福島と清水が生放送を進行した。月 - 木曜日を通じて河田と共演している大吉と野嶋には、大事を取って15日（火曜日）まで平日夕方版を休演する措置が講じられたため、河田が7月5日（月曜日）に復帰するまではアナウンサーの配置を以下のように入れ替えていた。
| 放送日（曜日）            | メインパーソナリティ | スタジオ担当 | ニュース担当 | 生中継担当 | 概要                |
| ------------------------- | -------------------- | ------------ | ------------ | ---------- | ------------------- |
| 6月11日（金）             | 山中真               | 玉巻映美     | 上田悦子     | -          | 上記の通り          |
| 6月14日（月）             | 山中真               | 松本麻衣子   | 上田悦子     | -          | [ 注 32 ]           |
| 6月15日（火）             | 山中真               | 松本麻衣子   | 上田悦子     | 川地洋平   | [ 注 33 ]           |
| 6月16日（水）- 18日（金） | 山中真               | 野嶋紗己子   | 大吉洋平     | 川地洋平   | [ 注 34 ]           |
| 6月21日（月）- 24日（木） | 山中真               | 野嶋紗己子   | 大吉洋平     | 川地洋平   | [ 注 35 ] [ 注 36 ] |
| 6月25日（金）             | 大吉洋平             | 玉巻映美     | 上田悦子     | 川地洋平   | [ 注 35 ] [ 注 36 ] |
| 6月28日（月）             | 山中真               | 野嶋紗己子   | 大吉洋平     | 松本麻衣子 | [ 注 37 ]           |
| 6月29日（火）             | 山中真               | 野嶋紗己子   | 大吉洋平     | 川地洋平   | [ 注 37 ]           |
| 6月30日（水）             | 山中真               | 野嶋紗己子   | 大吉洋平     | -          | [ 注 37 ]           |
| 7月1日（木）              | 山中真               | 野嶋紗己子   | 大吉洋平     | 川地洋平   | [ 注 37 ]           |
| 7月2日（金）              | 大吉洋平             | 玉巻映美     | 上田悦子     | 川地洋平   | [ 注 37 ]           |

ナジャは当番組リニューアルの初日（7月12日）から、スタジオへの出演を再開。当日は小山もスタジオに登場したため、月曜日としては初回（3月29日）の放送以来初めて、（ミルクボーイを含めて）パネラー全員のスタジオ生出演が実現した。また、休演するまでオープニングを除いて他の出演者との共用テーブルから座って進行していた河田は、メインパーソナリティへの復帰を機に、関西ローカルパートの大半を（「4chanニュース」関連コーナーの担当者と同様に）立ったまま進行するスタイルへ移行している。
また、7月19日（月曜日）の「4chanニュース」内で放送された「大吉チョイス」では、 宮下修行（『ミント!』時代の2020年から新型コロナウイルス関連のコメンテーターとして随時出演している関西医科大学医学部教授）立ち会いの下で「"元感染者"として伝えたいこと」というテーマを設定。河田とナジャがPCR検査から復帰までの経過を生放送で詳しく説明したほか、同年9月に感染したミルクボーイの内海も当時の経験を語っている。
2022年1月 - 2月

1月28日（金曜日）に福島とミルクボーイの駒場、翌29日（土曜日）に清水の新型コロナウイルス感染が確認された。この結果を受けて、福島と清水は29日から2月12日（いずれも土曜版）まで、駒場は1月31日（月曜日）にスタジオへの出演を見合わせた。なお、内海は「駒場の濃厚接触者」に該当しないことが所轄の保健所から確認されていたが、1月31日放送分にはリモート方式で出演。福島・駒場・清水がリポーターを務めるロケ企画では、「PCR検査の受診前に収録した映像を休演期間中にも放送」「休演期間中に組まれていたロケに代役を起用したうえで収録した映像を放送」「コーナーの編成自体を休止」のいずれかで暫定的に対応している。
また、2月11日の『よんチャンTV超拡大スペシャル～中継 矢野阪神 vs ビッグボス日本ハム～』まで金曜日にスタジオパネラーを務めていたテンダラーの浜本は、翌12日（土曜日）に受診したPCR検査で擬陽性の反応が出たことを受けて、同日から自宅で療養。当初出演する予定だった18日（金曜日）の再検査で陽性反応が示されたものの、感染に起因する症状は最初の受診前から現れておらず、所轄の保健所から定められていた10日間の自宅療養を経て21日（月曜日）から芸能活動を再開した。なお、相方の白川には感染や浜本との濃厚接触が確認されなかったため、18日放送分には白川が単独で出演。浜本については、療養期間の最終日（20日）になってから、上記の事実が所属事務所の吉本興業から初めて公表された。当番組には25日放送分でいったん復帰していたが、PCR検査での擬陽性反応で自宅療養が求められていた期間中の外出などが3月に入ってから『週刊文春』で報じられたことを受けて、掲載号発売の翌日（3月4日）から同月25日までは白川のみの出演に再び移行。もっとも、テンダラーは4月改編以降も金曜日のスタジオパネラーへ起用されていて、浜本も同月1日放送分から出演を再開した。
2022年7月 - 8月

- 7月の上旬に、河田と同居中の家族が新型コロナウイルスへ感染していることが判明。その一方で、6月30日（木曜日）まで「きょうの4現場」内の生中継に出演していた山中が、この時期に当番組の企画取材で海外へ赴いていた。河田自身にはPCR検査で陰性反応が示されたものの、感染した家族との濃厚接触が所轄の保健所から確認されたため、自宅での待機措置によって7月4日（月曜日）放送分から暫定的に休演。一方の山中には、取材から日本へ帰国した後に受診したPCR検査で陽性反応が示された。当番組ではこのような事態を受けて、河田と山中が自宅待機期間を終えて7月18日（月曜日・海の日）に揃って復帰するまでの暫定措置として、アナウンサーの配置を以下のように入れ替えた（◎の人物は通常どおり担当）。
  - 河田は『よんチャンTV×選挙の日2022　政治の壁をしゃべりたおせ!参院選開票フェススペシャル』（7月10日に執行された第26回参議院議員通常選挙の開票特別番組）でメインキャスターの担当を予定していたが、待機期間と重なったことからこの番組への出演も見合わせた。また、山中は取材からの帰国を経て同月9日の『せやねん!』（レギュラー番組の1つで毎週土曜日に関西ローカルで生放送）から番組への出演再開を予定していたが、新型コロナウイルスへの感染に伴って出演を当分見合わせることが当日の同番組で発表されていた。

| 放送日（曜日） | メインパーソナリティ | スタジオ担当 | ニュース担当                                       | 「きょうの4現場」生中継 （17時台）担当                         |
| -------------- | -------------------- | ------------ | -------------------------------------------------- | -------------------------------------------------------------- |
| 7月4日（月）   | 大吉洋平             | 野嶋紗己子◎  | 西村麻子                                           | 前田春香                                                       |
| 7月5日（火）   | 大吉洋平             | 野嶋紗己子◎  | 玉巻映美                                           | 森本尚太                                                       |
| 7月6日（水）   | 大吉洋平             | 野嶋紗己子◎  | 河本光正                                           | 中野広大                                                       |
| 7月7日（木）   | 大吉洋平             | 玉巻映美◎    | 清水麻椰                                           | 野嶋紗己子                                                     |
| 7月8日（金）   | 大吉洋平             | 玉巻映美◎    | 安倍晋三銃撃事件の発生に伴う特別編成で配置を再変更 | 安倍晋三銃撃事件の発生に伴う特別編成で配置を再変更             |
| 7月8日（金）   | 大吉洋平             | 玉巻映美◎    | （第2部のみの放送で 大吉が事実上兼務）             | （「きょうの4現場」を含む第1部を 『Nスタ』の同時ネットに変更） |
| 7月11日（月）  | 大吉洋平             | 野嶋紗己子◎  | 河本光正                                           | （生中継企画を編成せず）                                       |
| 7月12日（火）  | 大吉洋平             | 野嶋紗己子◎  | 松本麻衣子                                         | 川地洋平                                                       |
| 7月13日（水）  | 大吉洋平             | 野嶋紗己子◎  | 古川圭子                                           | 中野広大                                                       |
| 7月14日（木）  | 大吉洋平             | 玉巻映美◎    | 清水麻椰                                           | 野嶋紗己子                                                     |
| 7月15日（金）  | 大吉洋平             | 玉巻映美◎    | 河本光正                                           | 川地洋平◎                                                      |

- 7月25日（月曜日）には、ミルクボーイの内海に新型コロナウイルスへの感染が再び確認された。相方の駒場には感染や内海との濃厚接触が認められなかった[79]ものの、2人ともスタジオへの出演を見合わせたため、火曜パネラーのロザンから「スケジュールが偶然空いていた」という宇治原を急遽代役に立てた[80]。なお、宇治原は本来の出演日である翌26日にも、菅と揃って全編に登場。
  - 25日には「なんかエエことありました?」（番組の開始当初からミルクボーイがリポーターを務めているロケ企画）を放送することが当初から決まっていたため、放送上は内海・駒場とも同コーナーのロケVTRにのみ出演。翌週の8月1日は「福島暢啓の京都のれん探偵」（ミルクボーイが出演しないロケ企画で2022年4月改編から「なんかエエことありました?」と交互に編成）が放送される日であるため、療養中の内海は放送上一切登場せず、駒場だけでスタジオ出演を再開した。8月8日からは、内海もスタジオに姿を見せている。
- 8月には、6日にロザンの宇治原、8日に相方の菅から新型コロナウイルスへの感染が相次いで確認[81][82]。9日（火曜日）の当番組では、2人の感染が確認される前にロケを済ませていた「ロザンの2025年万博まで道案内しよ!」を当初の予定どおり放送する一方で、水曜パネラーのシャンプーハットから恋さんがロザンに代わってスタジオへ出演した[83]。
  - シャンプーハットは、本来の出演日である10日（水曜日）と、翌週の火曜日（16日）にもスタジオへ登場。17日（水曜日）にも揃って出演することを予定していたが、恋さんにも当日の午前中に体調不良からPCR検査で感染が確認されたため、同日と翌週（24日）の生放送には「（恋さんの）濃厚接触者」に当たらなかったてつじが単独で出演している[84]。なお、ロザンは23日（火曜日）、恋さんは31日（水曜日）からスタジオへの出演を再開。

2023年6月

- 26日（月曜日）にはナジャ、27日（火曜日）にはロザンの菅、26日から29日（木曜日）まで野嶋、26日から30日（金曜日）まで河田が、体調不良を理由にスタジオへの出演を見合わせていた。もっとも、ナジャの症状は軽く、27日には『ウラのウラまで浦川です』（毎週火曜日にパートナーを務めている朝日放送ラジオの生ワイド番組）へ出演。他の3名も、翌週には当番組へ復帰した。
  - 河田の休演期間中は、大吉が26日・28日・30日、山中が27日・29日にメインパーソナリティを代行。河田は、スタジオへの出演を再開した7月3日（月曜日）に、新型コロナウイルスへの再感染に伴って療養していたこと公表している（野嶋・ナジャ・菅が体調不良に至った原因は非公表）。
  - 野嶋は2023年5月第2週から金曜以外の全曜日でサブキャスターを務めていたため、休演中は29日（木曜日）のみ清水をサブキャスター代行に充てる一方で、26日 - 28日（水曜日）には金曜日担当の上田悦子が暫定的に兼務した。また、「日々の生活が楽しくなる現場」（第1部）での生中継については、26日に山中・27日に清水が通常どおりリポートを担当。28日から30日までは、当初から予定していた特別企画で、山崎が宮古島（沖縄県）からの生中継に出演していた。

### タイムテーブル
放送開始後に関西ローカルパートで構成の変更を繰り返しているため、2024年11月11日（月曜日）以降の構成に準拠。

スタジオからの生放送と生中継を中心に構成されているため、放送時間は一部の時間帯を除いて目安。

タイトルを太字で記した企画は、生中継で放送。

|                                                                                        | 月曜 | 火曜 | 水曜 | 木曜 | 金曜 |
| -------------------------------------------------------------------------------------- | --- | --- | --- | --- | --- |
| 15:40                                                                                  | プレパート - 『ゴゴスマ』からの飛び降り方式で、メインセットの一角から5秒間放送。 | プレパート - 『ゴゴスマ』からの飛び降り方式で、メインセットの一角から5秒間放送。 | プレパート - 『ゴゴスマ』からの飛び降り方式で、メインセットの一角から5秒間放送。 | プレパート - 『ゴゴスマ』からの飛び降り方式で、メインセットの一角から5秒間放送。 | プレパート - 『ゴゴスマ』からの飛び降り方式で、メインセットの一角から5秒間放送。 |
| 15:43                                                                                  | オープニング（スタジオパネラーはこの時間帯から出演） - 特別編成などで、「プレパート」をはさまずに15:40から放送する場合あり。 | オープニング（スタジオパネラーはこの時間帯から出演） - 特別編成などで、「プレパート」をはさまずに15:40から放送する場合あり。 | オープニング（スタジオパネラーはこの時間帯から出演） - 特別編成などで、「プレパート」をはさまずに15:40から放送する場合あり。 | オープニング（スタジオパネラーはこの時間帯から出演） - 特別編成などで、「プレパート」をはさまずに15:40から放送する場合あり。 | オープニング（スタジオパネラーはこの時間帯から出演） - 特別編成などで、「プレパート」をはさまずに15:40から放送する場合あり。 |
| 15:47頃                                                                                | きょうの現場（スタジオでのニュース解説を中心に構成） - 放送日によっては、「よんスポ」（スポーツ関連の速報・解説パート）、 フィールドキャスターや報道記者のリポートによる「ニュースの現場」からの生中継、 『よんタメ』（毎日放送のエンタテインメント情報番組）との共同企画による エンタテインメント関連のメッセージVTRを途中で挿入。 | きょうの現場（スタジオでのニュース解説を中心に構成） - 放送日によっては、「よんスポ」（スポーツ関連の速報・解説パート）、 フィールドキャスターや報道記者のリポートによる「ニュースの現場」からの生中継、 『よんタメ』（毎日放送のエンタテインメント情報番組）との共同企画による エンタテインメント関連のメッセージVTRを途中で挿入。 | きょうの現場（スタジオでのニュース解説を中心に構成） - 放送日によっては、「よんスポ」（スポーツ関連の速報・解説パート）、 フィールドキャスターや報道記者のリポートによる「ニュースの現場」からの生中継、 『よんタメ』（毎日放送のエンタテインメント情報番組）との共同企画による エンタテインメント関連のメッセージVTRを途中で挿入。 | きょうの現場（スタジオでのニュース解説を中心に構成） - 放送日によっては、「よんスポ」（スポーツ関連の速報・解説パート）、 フィールドキャスターや報道記者のリポートによる「ニュースの現場」からの生中継、 『よんタメ』（毎日放送のエンタテインメント情報番組）との共同企画による エンタテインメント関連のメッセージVTRを途中で挿入。 | きょうの現場（スタジオでのニュース解説を中心に構成） - 放送日によっては、「よんスポ」（スポーツ関連の速報・解説パート）、 フィールドキャスターや報道記者のリポートによる「ニュースの現場」からの生中継、 『よんタメ』（毎日放送のエンタテインメント情報番組）との共同企画による エンタテインメント関連のメッセージVTRを途中で挿入。 |
| 16:15頃                                                                                | きょうのプレゼント（「進行担当」の女性アナウンサーが単独で紹介） - 「らいよんチャン」の着ぐるみは、基本としてオープニングとこのコーナーにのみスタジオへ登場。 | きょうのプレゼント（「進行担当」の女性アナウンサーが単独で紹介） - 「らいよんチャン」の着ぐるみは、基本としてオープニングとこのコーナーにのみスタジオへ登場。 | きょうのプレゼント（「進行担当」の女性アナウンサーが単独で紹介） - 「らいよんチャン」の着ぐるみは、基本としてオープニングとこのコーナーにのみスタジオへ登場。 | きょうのプレゼント（「進行担当」の女性アナウンサーが単独で紹介） - 「らいよんチャン」の着ぐるみは、基本としてオープニングとこのコーナーにのみスタジオへ登場。 | きょうのプレゼント（「進行担当」の女性アナウンサーが単独で紹介） - 「らいよんチャン」の着ぐるみは、基本としてオープニングとこのコーナーにのみスタジオへ登場。 |
| 16:20頃                                                                                | 山中プレゼン | 山中プレゼン | きょうの現場（スタジオでのニュース解説を中心に構成） | きょうの現場（スタジオでのニュース解説を中心に構成） | きょうの現場（スタジオでのニュース解説を中心に構成） |
| 16:30頃                                                                                | 山中プレゼン | 山中プレゼン | 報道系特集 | 報道系特集 | 報道系特集 |
| 16:40頃                                                                                | 報道系特集 | 特命取材班 スクープ | 報道系特集 | 報道系特集 | 報道系特集 |
| 16:45頃                                                                                | 報道系特集 | 特命取材班 スクープ | 山中プレゼン | 大吉プレゼン | 大吉プレゼン |
| 16:55頃                                                                                | 5時ニュース | 5時ニュース | 山中プレゼン | 大吉プレゼン | 大吉プレゼン |
| 17:05頃                                                                                | 5時ニュース | 5時ニュース | 5時ニュース | 5時ニュース | 5時ニュース |
| 17:15頃                                                                                | 前田智宏の今日のソラいろ | 前田智宏の今日のソラいろ | 5時ニュース | 5時ニュース | 5時ニュース |
| 17:20頃                                                                                | 福島暢啓の 潜入!今昔探偵 | 4（し）ったか ワード | 前田智宏の 今日のソラいろ | 広瀬駿の今日のソラいろ | 広瀬駿の今日のソラいろ |
| 17:25頃                                                                                | 福島暢啓の 潜入!今昔探偵 | 4（し）ったか ワード | シャンプーハットの ぶら参道 | 山崎アナの 発掘まち自慢! 自転車たび | 川地アナの 最旬!丼マン |
| 17:35頃                                                                                | ミルクボーイの おかんの代わりに 学校行ってみました | 大吉アナの 高コスパ! お得ハンター | シャンプーハットの ぶら参道 | 山崎アナの 発掘まち自慢! 自転車たび | 川地アナの 最旬!丼マン |
| （17:50 - 18:15は『Nスタ』の第2部〈JNN全国ニュース〉を単独番組として放送するため中断） | | | | | |
| 18:15                                                                                  | 月（Gets!）よんスポ （日本プロ野球の シーズンを中心に 特集企画を放送） 特盛!憤マン （オフシーズンに放送） | ロザンの 2025年万博まで 道案内しよ! | 山中真の 暮らしの ケーザイ塾 | ドキュメント カツめし | かんさい人の生活目線 金曜はほんまのホンネ |
| 18:45頃                                                                                | 6時ニュース（「進行担当」が伝えるストレートニュース） - 18:50頃から、「前田智宏（月 - 水曜日）／広瀬駿（木・金曜日）のあしたのソラいろ」を3分間挿入。 | 6時ニュース（「進行担当」が伝えるストレートニュース） - 18:50頃から、「前田智宏（月 - 水曜日）／広瀬駿（木・金曜日）のあしたのソラいろ」を3分間挿入。 | 6時ニュース（「進行担当」が伝えるストレートニュース） - 18:50頃から、「前田智宏（月 - 水曜日）／広瀬駿（木・金曜日）のあしたのソラいろ」を3分間挿入。 | 6時ニュース（「進行担当」が伝えるストレートニュース） - 18:50頃から、「前田智宏（月 - 水曜日）／広瀬駿（木・金曜日）のあしたのソラいろ」を3分間挿入。 | 6時ニュース（「進行担当」が伝えるストレートニュース） - 18:50頃から、「前田智宏（月 - 水曜日）／広瀬駿（木・金曜日）のあしたのソラいろ」を3分間挿入。 |

### コーナー

#### 主なコーナー・企画（2024年10月第2週以降）
◎印を付けた人物は、担当の時点で毎日放送の現役アナウンサー。担当者については、特記しない限り当該項を参照。

##### 全曜日の共通企画・コーナー
- 「きょうの4（よん）現場」（担当者は前述、2022年3月28日 - 、2022年10月3日から「きょうの現場」に改題）
  - 2022年4月のリニューアルを機に新設されたパートで、基本として河田直也◎と「スタジオ担当」が共同で進行。「日々の生活が楽しくなる現場」（行楽スポット・イベント会場・飲食店など）からの生中継については、番組開始当初からの生中継企画に続いて、基本として山中真◎が月 - 木曜分／川地洋平◎が金曜分のリポートを2023年3月まで担当していた。同年4月から2024年3月第3週までは、山中が毎週月 - 水曜日、清水麻椰◎が毎週木曜日、山崎香佳◎と海渡未来◎が隔週交代で金曜日に出演。
  - 「きょうの4現場」では、上記の生中継企画、「ニュースの現場」からの生中継や取材リポート（基本として山中・川地以外のアナウンサーが日替わりで担当）、スタジオでのニュース解説などを織り交ぜながら、当番組のタイトルや毎日放送のリモコンキーIDにちなんで「4」つのニュース・話題を掘り下げていた。また、河田と「スタジオ担当」は、スタジオでの進行と並行しながらロケ取材も随時担当。当時玉巻が出演していた金曜日の第4項目には、2022年4月22日から「旬食材の現場」（2021年度に金曜日の「アナおび」枠で放送されていた玉巻の取材ロケ企画「もったいないレストラン」のリニューアル版）を組み込んでいた（詳細後述）。
    - 4つの項目を象徴するサムネイル風のインデックス画面を、スタジオパネラー席の映像の上にCG合成で縦2面×横2面に並べながら進行することが特徴。「ニュースの現場」からの生中継（基本として第1項目か第2項目）では、当番組を直接視聴できる関西地方・徳島県以外の地域で大きな事件・事故が発生した場合にも、毎日放送のアナウンサー・記者を派遣することや、地元のJNN加盟局からの裏送りで対応することが相次いでいる。
    - 2022年6月には、玉巻映美◎が大韓民国を取材した模様を、現地からの生中継や帰国後のスタジオ報告を通じて連日紹介。『ちちんぷいぷい』で「リアル世界くん」として2010年から2019年まで随時実施した後に、新型コロナウイルス感染症流行などの影響で中断していた毎日放送アナウンサーの海外取材企画を、「行ってわかった!○○のいま」（○○は取材した国・地域・都市の名称）というタイトルで事実上再開している。

  - 「きょうの4現場」は第1部のみで放送されていたが、2022年10月から2023年3月第4週までは第2部にも編成。このような放送時間の拡大に伴って、取り上げる項目の総数を4項目から6項目まで増やせるようになったため、「きょうの現場」というタイトルを第1部・第2部を通じて使用している。前述したサムネイル風のインデックス画面については、構成を縦2面×横3面へ変更するとともに、第1部のエンディング（『Nスタ』全国ニュースパートの直前）と第2部のオープニングでも表示。
    - 第1部では「きょうの4現場」時代に続いて、4つの項目を紹介。「旬食材の現場」の放送も続けていたが、玉巻のスタジオ担当日が木・金曜日から水・木曜日へ変更されたことに伴って、「旬食材の現場」の放送枠を隔週木曜日の第4項目に移していた。
    - 第2部では2項目を設定。前半（第5項目）を「ニュースの現場」からのリポートに充てる一方で、後半（第6項目）には以下の報道系特集（2021年度は「4chanニュース」→2022年度の上半期には後述する「＃きょうの関西」内で放送されていた企画）を組み込んでいた。
      - 月曜日 ：「憤マン!」
        - 2002年から『VOICE』→「Newsミント!」の月曜日で19年間にわたって放送されてきた視聴者出場・投稿型調査取材企画の「憤懣本舗」（ふんまんほんぽ）をリニューアル。視聴者から寄せられた身近な疑問や、やり場のない「憤マン」（憤懣）を基に、毎日放送報道情報局の記者が調査取材を通じて問題の原因を追及する。『VOICE』→「Newsミント!」ではVTRのみで構成されていたが、当番組では「憤マン」の現場からの生中継も随時織り交ぜている。

      - 火・木・金曜日：「密着」（2021年度は火・木・金曜日に「コダワリ」→2022年度の上半期には火・木曜日に「特集」というタイトルで放送）
        - 社会現象の背景から魅力のある人物に至るまで、毎日放送報道情報局の記者が、「今こそ伝えたい」とこだわっているニュースを徹底的に取材した模様を放送する。取材の内容によっては、担当した記者がスタジオに登場。
        - 時期によっては、「定点観測」というミニドキュメンタリーを放送することがある。この企画では、関係者の承諾を得たうえで、近畿広域圏内の「定点」（特定の店舗・集客施設）をテレビカメラで一定の期間撮影。撮影された映像に写し出された人間模様に焦点を当てながら放送している。撮影したシーンに合わせて撮影した時刻を字幕で随時表示するなど、企画の趣向は『ドキュメント72時間』（NHK総合テレビ）に近いが、基本として撮影を「72時間」（3日）ではなく1日で完結させている。
          - 在阪のテレビ局では、朝日放送テレビにおける当番組の裏番組（『キャスト』→『news おかえり』）でも、同種のシリーズ企画（「真夜中の定点観測」）を随時放送している。ただし、当番組の「定点観測」では、「真夜中」（深夜）以外の時間帯にも撮影を実施。その一方で、毎日放送では「真夜中の定点観測」と同様に、過去に放送済みの「定点観測」の映像だけで構成するスピンオフ番組を『よんチャンTV増刊号』として当番組と別の時間帯（祝祭日と重なる平日の午前中など）に放送することもある。

      - 水曜日：「特命取材班 スクープ」
        - 毎日放送の報道情報局が（前身部局の1つである）報道部→報道局時代から培ってきた調査報道のノウハウを活かした企画。視聴者から寄せられた情報を基に、社会の影でうごめく問題を、報道情報局内に結成した「特命取材班」の取材を通じて明らかにする。『VOICE』の水曜日に放送していた「特命調査班～マル調～」を事実上復活。

  - 2022年11月28日から上記の特集枠と「よんチャンバラエティー」枠の放送順を入れ替えたことに伴って、特集枠を17時台の後半（『Nスタ』全国ニュースパートの直前）へ移動させたうえで、当日の「スタジオ担当」が特集枠を進行。「きょうの現場」全体では、第1部に5項目・第2部に1 - 2項目を編成するようになった。サムネイル風のインデックス画面についても、「よんチャンバラエティー」枠の日替わり企画用の画面を新たに組み込んだため、「上段に3項目」という表示形態を維持したまま下段の構成を随時変更。隔週木曜日に放送されていた「旬食材の現場」については、玉巻が第1子を懐妊したことを踏まえて、同年12月22日放送分でいったん終了した（担当者を変更したうえで翌2023年1月から毎月第3金曜日に放送）。
  - 2023年7月4日（月曜日）以降の第2部では、月曜日の冒頭を「きょうの現場スペシャル」、他曜日の冒頭を「かんさい人の生活目線」に充てている。
    - NPB（日本プロ野球）シーズン中の「きょうの現場スペシャル」では、毎日放送・MBSラジオの野球解説者を週替わりでスタジオに迎えながら、放送前週における阪神・オリックスの戦い振りを河田の進行で振り返る企画を中心に編成。その一方で、池上による時事解説企画も随時放送している。
    - 「かんさい人の生活目線」は、MBSテレビのLINE公式アカウントの登録会員数が1万人を超えたことを背景に、登録会員向けのアンケート結果と連動させた企画。河田と「サブキャスター」による進行で、直近のニュースから日常生活に関連する1つの課題を掘り下げている。初回は、関西地方の一部が放送日（2023年7月4日）に気象台から「2023年初の猛暑日」とみなされたことを受けて、「料理や弁当の作り置き」という課題を「生活目線」で掘り下げていた。
      - MBSテレビのLINE公式アカウントでは、上記のように設定したテーマに関する選択式のアンケートを放送の前に実施。放送では、アンケートで上位に挙がった選択肢を、「視聴者○○（アンケートに回答した登録会員の総数）人の生活目線」として得票数（または得票率）とともに発表する。そのうえで、スタジオ出演者によるトークを交えながら、「プロ」（そのテーマに関する専門家）からのアドバイスを「プロに聞く生活目線」として紹介している。

  - 2024年3月25日（月曜日）以降は、「きょうの現場」を第1部でのみ放送。生中継企画を水曜以外の曜日に日替わり方式で編成する一方で、「4（し）ったかワード」（SNSなどで話題の言葉を玉巻がスタジオで解説する企画）が毎週火曜日に放送されるなど、構成が大きく変わっている。報道系特集については、「特命取材班 スクープ」の放送日を火曜日に変更。また、「密着」を「特集」に改題したうえで、毎週月・水・金曜日に放送している。なお、「かんさい人の生活目線」については、「かんさい人の生活目線　金曜はほんまのホンネ」に改題したうえで毎週金曜日の第2部に編成。「憤マン!」については、「特盛!憤マン」へ改題したうえで、放送枠を（毎週木曜日→月曜日の）第2部に移動させている。
- 「きょうのプレゼント」（放送日の「スタジオ進行」→「サブキャスター」→「進行担当」がナレーションで紹介）
  - 視聴者から専用電話で申し込みを受け付けるコーナーで、『ちちんぷいぷい』から継承。ただし、抽選による当選者を『ちちんぷいぷい』時代の1名から（毎日放送のリモコンキーIDや「らいよんチャン」にちなんで）毎回4名に設定しているほか、「スタジオ担当」がプレゼントを紹介する際には「らいよんチャン」の着ぐるみも登場している。また、『ちちんぷいぷい』時代には放送当日の18:00に定めていた受付締切時間を当日の23:59まで延長しているため、締切から1時間以内に設定していた当選連絡の時間を翌日（金曜分のプレゼントについては翌週月曜日）の18時台に変更。平日版公式サイトの特設ページ や、MBSテレビのLINE公式アカウントでは、プレゼントの内容と応募条件を掲載している。
  - 2022年の途中までは、「当日出演のパネラーから1名が（直前までの放送内容などにちなんで）出したキーワードを、番組スタッフからの当選通知電話を受けた際に告げる」という応募条件も『ちちんぷいぷい』から継承していた。同年11月に第1部の「きょうの現場」枠を拡大してからは、2023年2月からの一時期を除いて、以上の条件を撤廃。
- 山中真◎・大吉洋平◎によるスタジオ解説企画（2024年3月25日 - 、月 - 水曜日は「山中プレゼン」／木・金曜日は「大吉プレゼン」というタイトルで放送）
  - 番組の開始当初から3年間にわたって生中継企画のリポートを主に担当してきた山中と、番組の開始当初から1年半にわたって「ニュース担当」（ニュースキャスター）を務めていた大吉が、毎回1つのテーマを3つのポイントから深く掘り下げながら「プレゼン」（スタジオで解説）する企画。関西ローカルパート内のレギュラーコーナーでは最も長い時間を充てているほか、オープニングには（背景をCGで合成できる緑色のクロマキーを備えた）「バーチャルセット」、「プレゼン」には担当者の手書きによるフリップを使用している。
  - 山中／大吉はスタジオでの「プレゼン」だけにとどまらず、担当日の午前中から、「プレゼン」のテーマの当事者・関係者を取材。担当日の「フィールドキャスター」とロケ取材を分担することや、木・金曜日で「大吉プレゼン」を放送できない場合に、「広瀬プレゼン」（気象キャスターの広瀬による気象関連のプレゼン企画）を編成することもある。

##### 関西ローカルニュースパート
- 「5時ニュース」（2022年3月28日 - ）
  - 「5時」（17:00）前後に放送。毎日放送のアナウンサー（2022年9月30日までは基本として「ニュース担当」の大吉）が、2023年5月5日（金曜日）までは7項目前後のニュースを解説抜き、5月8日（月曜日）以降は5項目のニュースを解説付きで伝えている。
    - 大吉は、メインキャスターを務めていた「4chanニュース」から一転して、第1部には基本としてこのコーナーにのみ出演。全ての項目を伝え終えてから、河田や当日の「ニュース解説者」との間でクロストークを展開していた。その一方で、第1部・第2部を通じてメインパーソナリティを代行する場合や、取材などで第2部にのみ出演する場合や、休暇などで全編を休演する場合には、同僚の女性アナウンサーがニュースを伝えていた。
    - 大吉が「ニュース担当」を退いたことに伴って、2022年10月3日（月曜日）以降は、基本として松川浩子◎・西村麻子◎・河本光正◎が日替わりで担当。大吉の担当離脱直後には、玉巻が「スタジオ担当」として出演しない月曜日に、「5時ニュース」だけ担当することもあった。後述する「6時ニュース」と合わせて、2023年5月8日（月曜日）放送分から、以下のようなリニューアルを実施。
      - 「5時ニュース」は2023年5月8日（金曜日）まで「報道フロア」（『MBS NEWS』で使用しているニューススタジオ）で上記のアナウンサーが担当していたが、リニューアルを機に、当日のサブキャスターがライブセンター内のスタジオセットから伝える方式に変更。また、放送の時間帯を「5時」前後から30分程度にまで拡大したため、サブキャスターはメインキャスターの河田と共同でニュースの背景を解説するようになった。これに伴って、リニューアルの前まで「報道フロア」から顔出しで出演していた松川・西村・河本は、担当日を変えずに「6時ニュース」と合わせてニュースのナレーションへ専念。
      - 「5時ニュース」「6時ニュース」とも、ニュース項目のインデックスをCG合成で表示する方法を一新。スタジオセットの全景映像に、インデックスの字幕を逆三角形状に大きく浮かび上がらせるような趣向を施している。このような趣向から、サブキャスターは「5時ニュース」と「6時ニュース」でリード文（ニュースの概要を盛り込んだ文）を読む場合に限って、スタジオ出演者でただ1人スタジオセット左側のテレビカメラと正対。スタジオ中央の大型モニター、パネラー席、前述したインデックスが、自身の背後に写り込めるように向き直っている。

  - 「きょうの4現場」→「きょうの現場」内の中継枠を通常より長く確保している日には、「5時ニュース」をはさんだ2部（または18時台を含めた3部）構成で中継を放送している。
- 「6時ニュース」→「今日の総まとめニュース」→「6時ニュース」（2022年10月3日 - ）
  - 「6時」台（第2部）に当番組のスタジオセットから当日の「スタジオ担当」→サブキャスター→「進行担当」が伝える3 - 5項目のストレートニュース。前述したインデックスでは、報道系の特集（2022年11月25日まで）→「よんチャンバラエティー」枠のロケ企画（同月28日以降）の概要も紹介している。報道系のトピックでは、「5時ニュース」のリニューアル前から、河田が補足説明・解説を随時担当。
  - 2023年7月4日（火曜日）放送分から、「今日の総まとめニュース」に改題。翌週（7月11日）以降は、放送枠を「よんチャンバラエティー」枠と入れ替えたうえで、4項目のニュースを18:50頃（「今日の元気ニュース」の直前）に伝えていた。ただし、月曜日には「今日の総まとめニュース」を編成せず、重大なニュースが発生した場合に限って速報をエンディングパートに挿入していた。8月14日からは月曜日にも放送。9月19日（火曜日）放送分から、タイトルを「6時ニュース」に戻している。
  - 2023年11月21日（月曜日）からは第2部の冒頭に放送していたが、番組開始以来エンディングの間際に放送されていた「めっちゃローカル!関西わが家ニュース」→ 「わが家の元気ニュース」が2024年4月5日（金曜日）放送分の「わが家の元気ニュース」をもって終了したため、翌週（4月8日）以降は第2部の終盤に編成。

#### 天気予報
- 「きょうのお天気 ソラなんで?」→「きょうのお天気」→「広瀬駿（前田智宏）の今日のソラいろ」
  - 近畿管区気象台から発表された天気予報を広瀬駿／前田智宏が伝えながら、開始当初のタイトルに示されている「ソラなんで?」（気象に関するパネラーなどからの疑問）も解説。2021年10月から2023年途中までの平常時には当日の「スタジオ担当」→「サブキャスター」、以降は河田が途中まで共同で進行する。
  - 『ちちんぷいぷい』『ミント!』時代の天気予報に続いて、季節に見合ったオリジナルのインストゥルメンタルを「MBSお天気部のテーマ」と称してBGMに使用している（四季に合わせて3か月ごとに変更）。放送日や放送時間帯の天候によっては、『ミント!』で17時台に放送されていた「空みてミント!」と同様に、毎日放送本社M館のエントランス前から生中継を実施。
  - 放送初年度の2021年度には、異常気象が発生している場合や、金曜日に「タイガース天気」を放送する場合を除いて「らいよんチャン」の着ぐるみも登場していた。
    - 「タイガース天気」とは、毎日放送のテレビ単営局化を機に新設された「制作スポーツ局」（兼営局時代に存在したスポーツ局の業務と制作局の一部業務を承継した部局）が（気象情報部のある）報道情報局との共同制作企画として、2021年NPBシーズン中の金曜日に放送。「3歳の頃から阪神タイガースファン」という白川悟実（テンダラーのメンバーで当時は金曜日のスタジオパネラー）が「らいよんチャン」に代わって登場していたほか、2019年に『ミント!』・2020年に『ちちんぷいぷい』で放送していた「藤林虎子」（藤林温子◎が取材・進行を担当していた阪神関連の応援・情報企画）シリーズに続いて、放送日までの1週間の阪神戦の結果を一覧で表示する一方で、阪神の選手からVTRで寄せられた気象関連の疑問（放送上のタイトルは「○○選手のソラなんで?」）に広瀬が答えていた。
      - 白川は「タイガース天気」への出演中のみ阪神のレプリカユニフォーム（ホームゲーム仕様）を着用したほか、阪神に関して物申すミニ企画（「白川悟実のコレが言いたい!」）を担当。放送週の阪神戦から特に注目したワンシーンを、映像と合わせて紹介していた。また、制作スポーツ局が担当する阪神戦のテレビ中継（『MBSベースボールパーク』）で「タイガース天気」の概要を告知する一方で、「タイガース天気」でも『MBSベースボールパーク』阪神戦中継の予定を伝えていた。
      - 毎日放送がテレビ・ラジオ兼営局時代の2016年10月1日から気象情報部を設けているのは、在阪の放送事業者では初めて、気象庁から気象予報業務の実施許可を受けたことによる。このような経緯から、阪神のホーム3連戦が放送日から阪神甲子園球場（屋外球場）で予定されている場合には、「気象情報部の独自予報」として球場周辺のピンポイント予報を3日分伝えている。

    - 異常気象の発生時以外で「らいよんチャン」の着ぐるみが登場しない場合（「タイガース天気」や広瀬単独の生中継など）に天気図や天気予報をCG合成で映し出す画面には、「裏から『らいよんチャン』がのぞいている」という設定で、「らいよんチャン」が顔の上半分と両手を画面の上側に添えるアニメーション映像を施していた。

  - 2021年10月1日（金曜日）までは16時台に放送されていたため、近畿地方気象台が当日の11:00に発表した天気予報を伝えていた。同年8月からコーナーのタイトルを「きょうのお天気」に変更したが、コーナー内で広瀬が気象の「なんで?」を解説する場合には、「きょうのお天気　ソラなんで?」というタイトルを引き続き表示。同年10月4日（月曜日）からは、タイトルを「広瀬駿（前田智宏）の今日のソラいろ」、放送の時間帯を17:30前後に変更している。この変更に伴って、気象台が17:00に発表したばかりの天気予報を伝えられるようになったほか、木曜日には「駿の野菜メモ」（旬の野菜に関する情報を広瀬が紹介するミニコーナー）を新設している。
  - 2022年4月のリニューアルに伴って、同年3月28日（月曜日）以降は「きょうの4現場」の途中（16:45頃）に放送。天気図の画面に「らいよんチャン」のアニメーション映像を施さなくなった一方で、天気のポイントをまとめた3つの字幕画面を天気図の下に横並びで表示している。2024年の4月改編以降は、このような表示を続けたまま、17:00発表の天気予報を「5時ニュース」の直後（17:15前後）に放送。
- 「広瀬駿（前田智宏）のあしたのソラいろ」
  - 『ミント!』で18時台に放送していた「広瀬駿のあしたのそらいろ」を事実上継続。「コーナーの冒頭に、CGで合成された『お天気らいよんチャン』の表情と声で放送翌日の天気概況を表現する」という演出も継承しているが、この演出の後にCMをはさんで天気予報（近畿管区気象台から17:00に発表された予報と毎日放送気象情報部からの独自予報）を伝える構成に変更した。異常気象が予測される場合を除いて、「らいよんチャン」の着ぐるみも登場。 2022年4月のリニューアルからは、「きょうのソラいろ」と同じく、天気のポイントをまとめた3つの字幕画面を天気図の下に横並びで表示している。
  - 番組の開始当初から一貫して第2部で放送されているが、放送の時間帯は以下のように変遷している。
    - 2021年12月3日（金曜日）までは18:40頃に放送されていたが、翌週（6日＝月曜日）から放送の時間帯をエンディング間際（当時放送されていた「めっちゃローカル!関西わが家ニュース」の直前）に変更していた。
    - 第2部でコーナーの構成や放送順を変更した2023年7月11日（火曜日）以降は、月・火曜日の18:35頃と水 - 金曜日の18:44頃に放送していたが、後に「めっちゃローカル!関西わが家ニュース」→ 「わが家の元気ニュース」直前での放送に統一している。
    - 「わが家の元気ニュース」の放送枠を「6時ニュース」へ充てるようになった2024年4月8日（月曜日）からは、「6時ニュース」の前後（17:50頃）に放送している。ただし、「らいよんチャン」の着ぐるみは登場していない。

#### 日替わり企画

##### 生中継企画
番組の開始当初から2024年3月22日（金曜日）までは、基本として全曜日で放送されていた。翌週（3月25日）以降は、「毎日放送のアナウンサーから1名が日替わりのテーマでリポートを担当する冠企画」として、以下の企画を水曜以外の曜日にレギュラーで編成している。
毎日放送のYouTube公式チャンネルでは、少なくとも2023年に入ってから、生中継の同録動画を「中継」というタイトルで放送後に順次配信している。
2024年3月25日から、木曜日には基本として16時台、月・火・金曜日には17時台に放送。同年10月10日以降は、木曜日の企画がロケ連動型に変更されたことに伴って、木曜日にも17時台に生中継を実施するようになった。ただし、生中継の放送枠を臨時で16時台に設けることや、水曜日にも生中継を「特別企画」扱いで放送することがある。
月曜日
- 「福島暢啓の発掘!今昔探偵」（リポーター：福島暢啓◎、2024年3月25日 - ）

- 番組の開始当初から2024年3月11日まで隔週月曜日に放送されていた「福島暢啓の京都のれん探偵」（ロケ企画）の系譜を受け継ぐ生中継企画。『THE TIME,』（TBSテレビが平日の早朝に制作している全国ネット向けの生放送番組）の「列島リアルタイム中継」（毎日放送が担当する近畿広域圏・徳島県内からの生中継）キャスターでもある福島が、「京都のれん探偵」と同じ衣装で、「今昔探偵」と銘打って生中継に臨んでいる。
- 「世の中の『新（今）』と『旧（昔）』」をテーマに、主に近畿広域圏内の最新施設、歴史的建造物、リノベーションで生まれ変わった住居などを、昭和時代の日本の文化に造詣の深い昭和62年（1987年）生まれの福島が徹底調査。中継先の建物や地域の歴史を、スタジオのパネラーに向けた「今昔クイズ」を交えながら紹介している。ただし、他曜日の生中継企画と違って毎週放送されるとは限らず、通常編成であっても休止することがある。

火曜日
- 「大吉アナの高コスパ!お得ハンター」（リポーター：大吉洋平◎、2024年3月26日 - ）

- 「コスパ」（コストパフォーマンス）の高いグルメ・旅行プラン・家具・電化製品などを、「お得ハンター」に扮した大吉が、持ち味の「突破力」を武器に徹底取材。担当者とのやり取りや、視聴者への特典をを交えながら生中継で紹介している。

木曜日
- 「山崎アナの発掘まち自慢!自転車たび」（リポーター兼VTRナレーター：山崎香佳◎、2024年10月10日 - ）

- 関西以外の地方（熊本県）の出身で、運動が苦手なことを自認している山崎が、いわゆる「コロナ禍」以降の日本で注目されている「自転車たび」（サイクルツーリズム）を数日にわたって体験するドキュメント企画。自転車で長い距離を走行したうえで、走行中に遭遇した景色や、行く先々で出会った地元の住民が自慢するスポットなどをロケ映像と生中継で紹介する。最初に「自転車たび」へ臨んだエリアは淡路島（兵庫県）で、島内の海岸に沿ったサイクリングロード（総延長距離150km）を自転車だけで1周する「アワイチ」を、島の北端に位置する岩屋港（淡路市）から3日がかりで実現させた。
- 他曜日の生中継企画と違って、翌週以降の放送に向けたロケを、木曜日の午前中（9時前後）から生中継の直前（日の入り）まで実施していることが特徴。放送上は、前週までに収録したロケのVTRを流した後に、当日のロケの最終目的地からの生中継へ切り替えている。
- 基本として「アポなし」の状況からロケを始めているため、山崎はロケ中の「アポ取り」（テレビカメラでの撮影を伴う取材の交渉）や、ロケVTRのナレーションも任されている。その一方で、自転車のメンテナンスや交通関連のルールを熟知している専門家をロケに同行させていて、VTRでもその旨を必ず紹介している。

金曜日
- 「川地アナの最旬!丼マン」（リポーター：川地洋平◎、2024年3月29日 - ）

- 番組開始当初から2年間にわたって金曜日の生中継企画を担当した後に、スポーツアナウンサーとしての活動に専念すべく当番組を1年間離れていた川地が、レギュラー出演を再開したうえで「丼マン」（どんぶりマン）と称して臨む企画。近畿広域圏内を中心に、毎日放送の本社から遠く離れた町や離島を訪れたうえで、地元の住民などから提供された現地ならではの「旬の食材」でオリジナルの丼飯に仕立てるまでの一部始終を紹介している。
- 企画の趣旨は「0円食堂」（日本テレビの制作で近畿広域圏内では読売テレビが同時ネットを実施している『ザ!鉄腕!DASH!!』内のロケ企画）に近く、第2回（2024年4月5日）までは「川地アナのご当地!0円丼マン」とのタイトルで放送していた。

##### バラエティ系のロケ企画
2022年度から2年間編成されていた「よんチャンバラエティー」枠内での企画（◆）をベースに、2024年4月改編でのリニューアルで再編。
月曜日
- 「ミルクボーイのおかんの代わりに学校行ってみました」（リポーター：ミルクボーイ、ナレーター：松本麻衣子◎）※2024年3月25日から第1部で放送

- 番組の開始当初から「なんかエエことありました?」「オカンに感謝言えてますか?」（いずれも「京都のれん探偵」と交互に放送されていた企画）のロケと並行しながら毎週月曜日に「レギュラーパネラー」としてスタジオへ登場していたミルクボーイが、2024年3月18日放送分をもってスタジオへのレギュラー出演を終えたことに伴って放送を開始。ミルクボーイは基本としてロケVTRにのみ登場するが、スケジュールや放送日によっては、ロケの報告を兼ねてスタジオにも姿を見せることがある。ちなみに、企画名に組み込まれている「おかん（母親を意味する関西弁）の代わりに…」というフレーズは、ミルクボーイの十八番（いわゆる「リターン漫才」）での口上に由来している。
- 2006年から15年間にわたって毎週月曜日に『ちちんぷいぷい』→『ミント!』で放送されてきた「たむらけんじの学校に行こっ!」シリーズの系譜を復活させた学校訪問企画で、近畿広域圏内の高校から1校で収録した映像で構成。基本として1週につき1校を取り上げているが、同じ学校を2週にわたって紹介することもある。
- 放送上は「リポーターが1つのクラスを訪れて生徒とひとしきり交流した後に、特色のある部活動で体験取材を敢行する」という構成を「学校に行こっ!」シリーズから踏襲しているが、以下の点が「学校に行こっ!」シリーズと異なる。

- ミルクボーイは取材先のクラスへ姿を見せる前に、校内放送へサプライズで出演。そのクラスの生徒が事前に回答したアンケートから、1名の生徒が明かしていたエピソードを、「リターン漫才」に仕立てながら暴露している。
- 放送上は、訪問校の生徒から1名が「おかんにナイショにしていること」（家族に明かしていない校内外での行動・慣習・人間関係など）を告白したVTRを、「クラス訪問」と「部活動への体験取材」の間に挿入している。
- ロケVTRのナレーターには、「学校に行こっ!」シリーズを一貫して担当してきた橋本のりこではなく、当番組で複数のロケ企画に声を当ててきた松本を起用している。

火曜日
- 「ロザンの2025年万博まで道案内しよ!」◆（リポーター：ロザン、ナレーター：前塚あつし）※第2部で放送

- 『ちちんぷいぷい』の火曜日で13年にわたって放送された人気ロケ企画「ロザンの道案内しよッ!」を、改題したうえで継続。当初は、「大阪駅の構内や前で道に迷っている通行人や観光客に対して、ロザンが声を掛けたうえで近隣の目的地まで案内する」というスタイルも引き継いでいた。
- ロザン曰く「（ロケを続けているうちに自分たちより）若い世代での知名度が低いことを感じるようになった」とのことで、2021年5月11日放送分から企画の趣旨を期間限定で「人生の道案内」に変更。ロザンに相談したい複数の若者をリモート中継で登場させる事前収録方式で、寄せられた相談に対して宇治原と菅が自分なりの答えを導き出した模様を放送していた。同年7月13日から、大阪駅近辺でのロケの模様を再び放送。

水曜日
- 「ぶら参道」◆（2023年4月12日 - 、リポーター：シャンプーハット＜てつじ・恋さん＞、ナレータ－：松本麻衣子◎）※2024年3月20日までは第2部→翌週（3月27日）以降は第1部で放送

- 水曜日のスタジオパネラーで「人生の酸いも甘いも『まあまあ』噛み分けた」というシャンプーハットが、「一期一会の御縁」（参拝客・商店主・近隣住民などとの出会い）と「縁起もん」（古来から人気の絶えないグルメ・土産物や験担ぎで名高いスポットなど）を求めて、関西各地の神社仏閣（放送上の呼称は「本日最大の縁起もんスポット」）に通じる「参道」を「ぶらぶら」と歩くロケ企画。企画名の「ぶら参道」は、『ブラタモリ』（タモリが神社仏閣へ頻繁に出向いているNHK総合テレビのオールロケ番組）に、主なロケ先である「参道」を重ねている。
- ロケは木曜日に実施されていて、収録に際しては、スタッフが御朱印帳を必ず携行。実際には「本日最大の縁起もんスポット」で行事（祭事や特別公開など）が組まれている日に収録することが多く、シャンプーハットが参拝するたびに御朱印を授かっている。ちなみに、ロケVTRの最後には、「本日最大の縁起もんスポット」をバックに御朱印を授与・参拝日を記入済みの御朱印帳をアップショットで写した映像を挿入。また、初回の放送では、石切劔箭神社（大阪府東大阪市）を「本日最大の縁起もんスポット」と紹介していた。
- てつじによるスタジオのタイトルコールを受けて、恋さん以外のスタジオ出演者が一斉に拍手することや、視聴者や他の出演者の「願い事」を代弁するかのような恋さんの一言に続いてロケの映像を流し始めることが特徴。ナレーターの松本は、この企画に限って「開運案内猫　ぶらにゃん」というアニメキャラクターに扮している。
- 『ちちんぷいぷい』で2010年10月から10年半にわたって主に木曜日で放送された「昔の人は偉かった」（河田とくっすんが日本各地の歴史スポットや街道を徒歩のみでたどっていた人気ロケ企画）シリーズや、仏教への造詣が深い笑い飯哲夫が『ちちんぷいぷい』や『ミント!』で担当していた寺社仏閣案内ロケ企画の流れを汲んでいて、放送上はシャンプーハットが「一期一会の御縁」や「縁起もん」と遭遇した映像に「○○（参道の先に所在する寺社仏閣の通称）のご利益」という字幕を理由や謂れと合わせて表示。第2部での放送開始当初は、「参道」で購入した「縁起もん」の一部を、MBSテレビLINE公式アカウントへの「友だち登録」を済ませた視聴者からの抽選によるプレゼント（恋さんがスタジオでの報告の最後に発表するキーワードを添えて放送日の23:59までに応募することを条件に定めた）企画に提供していた。
- シャンプーハットは『ミント!』にも、毎週水曜日にレギュラーで出演（当時の「恋さん」の芸名は苗字の小出水＜こいでみず＞に由来する「こいで」）。パネラーとしてスタジオに揃って出演する一方で、「わざわざシャンプー　てつじ編」「わざわざシャンプー　こいで編」（隔週で交互に放送）→「わざわざグルメ調査隊」（てつじの出演で毎週放送）といったロケ企画のリポーターも務めていた。当時からロケへの出演者がスタジオでの進行役を兼ねているが、「ぶら参道」では『ミント!』時代と違って、てつじと恋さんがロケにもスタジオ進行にもコンビで臨んでいる。
- 2024年1月10日（水曜日）には、いわゆる「十日戎」に当たることにちなんで、関西ローカルパートの一部を「ぶら参道生中継スペシャル」として編成。当日の早朝に「十日戎開門神事福男選び」が執り行われたばかりの西宮神社（兵庫県西宮市）境内からの生中継を第1部と第2部で実施した一方で、第1部では、今宮戎神社（大阪市浪速区）における「十日戎」の様子を収めた映像も放送された。

- シャンプーハットは、第1部・第2部を通じて、西宮神社からの生中継に登場。中継を放送しない時間帯にも、神社付近からのリモート方式で関西ローカルパートに出演していた。また、第1部の中継には「フィールドキャスター」の大吉が同行したほか、「福男選び」で「一番福」を得た男性（本殿に最も早く到着していた追手門学院大学の1年生で陸上競技部員）も出演。第2部の生中継には、通常の放送と同様に、当日の午前中（「福男選び」の終了後）に神社の周辺で収録したロケの映像も盛り込まれた。この映像には、かつて外野手としてオリックスと阪神に在籍していた葛城育郎が「酒美鶏 葛城」（阪神で現役を引退してから西宮市内で営業している居酒屋）から出していた屋台で、てつじと恋さんが葛城から「鶏もも肉の炭火焼」を振る舞われたシーンも収められている。
- 奇しくも当日は、毎日放送への入社前（同志社大学への在学中）に今宮戎神社の「福娘」へ選ばれていた清水が、令和6年能登半島地震関連の取材で石川県輪島市へ赴いた河田に代わってメインパーソナリティを担当。また、当日の午前中に今宮戎神社の周辺で執り行われた「宝恵駕籠（ほえかご）奉納行列」には、毎日放送から前田春香◎が晴れ着姿で宝恵駕籠に搭乗していた。

- 2024年の4月改編（3月27日）から、放送の時間帯を第1部（17時台の後半）に変更。水曜日には、この改編から生中継企画をレギュラーで編成しない代わりに、「ぶら参道」の特別編扱いで寺社からの生中継を随時実施するようになった。

##### その他の企画
月曜日
- 「月（Gets!）よんスポ」（2024年3月25日から日本のプロ野球シーズン中に第2部で放送、進行：川地洋平◎・大村浩士◎＜週替わりで担当＞）

- 阪神タイガースのOBである野球解説者（掛布・矢野・能見）から1名が、2024年の4月改編から月曜日のスタジオパネラーを交互に務めることに伴って編成。毎日放送のスポーツアナウンサーとして、阪神戦中継の実況やベンチリポートを担当している川地と大村が週替わりで進行する。ただし、川地も大村もスタジオへ出演できない日には、2人の先輩に当たる三ツ廣政輝◎が進行。
- スポーツ関連のコーナー・企画を当番組で定期的に編成することは、他曜日を含めても「月よんスポ」が初めてである。実際には、放送の時間帯や「阪神OBの野球解説者から、週替わりで1名がスタジオでの解説を担当する」という構成が、朝日放送テレビの裏番組（『キャスト』→『news おかえり』）における同種のコーナー（「じ～～んとSPORTS」）と重複。「じ～～んとSPORTS」がプロ野球以外のスポーツも幅広く扱っているのに対して、当コーナーでは阪神と（能見が現役時代の終盤に所属していた）オリックス・バファローズの話題にほぼ特化しているほか、野球に関する以下のミニ企画を組み込んでいる。

- 「WHO ARE YOU?」

- 『ちちんぷいぷい』で長らく放送されていた「今日のダレ? WHO ARE YOU」（世間で話題になっている人物・グループ・ユニットをジャンルを問わず紹介していた企画）を事実上復活。ただし、紹介の対象を阪神の関係者に限っているほか、「ARE」を（英語での本来の読み方である）「アー」ではなく「アレ」と読ませている。「ARE」を「アレ」と読ませているのは、2023年から阪神の一軍監督に復帰した岡田彰布の口癖（アレ）に由来する「A.R.E.」（同年以降のチームスローガンで正式な読み方は「エー・アール・イー」）が、2023年の「新語・流行語年間大賞」に選ばれたことによる。

- 2024年夏季のパリオリンピック開催に際しては、「番組側で注目した出場選手を紹介する企画」としても放送。この場合にも企画名を「フー・アレ・ユー?」と読ませているが、阪神の関係者を取り上げる通常の「WHO ARE YOU?」と区別すべく、タイトルロゴの「ARE」の部分をオリンピックシンボルで使われている5種類の色で特別に彩っている。また、当番組のレギュラーアナウンサー（前田春香や海渡）から紹介する選手へのインタビューを事前に収録していた場合には、「『当該選手によるパリオリンピックでの活躍が、翌日発行のスポーツ紙で1面に取り上げられる』という想定の下に、スポーツ紙の見出しで使われそうなフレーズを当該選手にフリップへ書かせる」というミニ企画も実施。スタジオでの紹介に際しては、そのフレーズを基に番組側で作成した『よんチャンTVスポーツ』（架空のスポーツ紙で通称『よんスポ』）1面のパネルを、当該選手がフレーズを記したフリップと合わせて披露している。

- 「よんチャンTV　WE ARE連覇へかるた」

- 2024年限定の企画で、阪神によるセ・リーグと日本シリーズでの2連覇達成への期待を込めて、番組オリジナルのいろはかるたを製作することを前提に春季キャンプ中の2月から実施。当コーナーでも、掛布・矢野・能見が阪神関連の解説を担当する場合に、担当者が1首ずつ披露している。

- この年の阪神はレギュラーシーズンを2位で終えたが、横浜DeNAベイスターズ（シーズン3位）とのクライマックスシリーズ（CS）ファーストステージを突破できなかったため、2連覇の達成はならなかった。

- 「岡田語おーん録」（ナレーター：松村邦洋）

- 岡田が新聞記者向けの「囲み取材」で語った後に、一般紙やスポーツ紙で取り上げられた言葉の一部を、岡田の「モノマネ」（声帯模写）を十八番にしている松村が口調ごと忠実に再現。企画名の「語おーん録」には、岡田の「語録」、岡田の口癖の一つである「おーん」、阪神における2024年のチームスローガン「A.R.E. GOES ON」（エー・アール・イー　ゴーズ・オン）を重ねている。
- 松村は芸能界屈指の阪神ファンで、岡田以前の阪神監督についても、吉田義男・星野仙一・野村克也（吉田以外は故人）やかつて二軍監督を務めていた掛布の「モノマネ」を得意にしている。このため、放送の前週に岡田が「囲み取材」へ応じなかった場合には、吉田・星野・野村・掛布などの「モノマネ」でナレーションを賄っている。

- 2024年5月27日（月曜日）放送分では、松村が「スペシャルゲスト」として、関西ローカルパートの大半の時間帯に掛布と揃ってスタジオへ登場した。さらに、前日（26日に甲子園球場で組まれていた巨人とのデーゲームの開始前）には、第2部の「月よんスポ」向けに掛布と岡田の対談を大村同席の下で収録。大村からの依頼で掛布が「岡田語おーん録」に関する質問を岡田に投げ掛けたところ、岡田は「（『岡田語おーん録』を）まだ見たことがない」と言いつつも、松村による「岡田語おーん録」での自身のモノマネを「公認」するに至った。

- 2024年の『MBSベースボールパーク』のうち、阪神戦の関西ローカル向けテレビ中継では、「岡田語おーん録」と「月よんスポ」の放送開始時刻（月曜日の夕方6時15分）を告知する字幕を画面の右上へ交互に表示。イニングの替わり目によっては、松村が「岡田語おーん録」に向けてナレーションを収録している映像を流すこともあった。

- 岡田自身は2024年のCSファーストステージまで阪神を指揮していたが、監督としての契約期間（2023年からの2年間）が満了する2024年シーズンをもって監督職を退任。さらに、チームがファーストステージで敗退したことを受けて、藤川が岡田から監督職を引き継いだ。岡田は退任を機に阪神球団のオーナー付顧問へ就任したが、藤川の監督就任に合わせてチームスローガンも変更されたため、「ARE」を冠した上記の企画や「岡田語おーん録」は2024年10月で放送を終了。

- 「ハロー!能見さん」（2024年4月8日から能見の出演週に放送）

- 能見が2021年から「投手コーチ兼投手」としてオリックスへ在籍した後に、2022年限りで引退・退団したことを踏まえたロケ企画。前述した「WHO ARE YOU?」のオリックス版に相当する企画で、能見がチームメイトとして接していたオリックスの現役選手が、スタジオの能見に向けてメッセージを送った映像を放送している。
- 能見は、NPBで関西地方に本拠地を置く球団（阪神とオリックス）だけでプロ野球生活を完結させていたことを背景に、引退後の2023年以降はMBSラジオ以外にも複数の放送局との本数契約で阪神・オリックス戦中継の解説を担当している。このため、オリックスの選手からメッセージを集める際には、能見のオリックス在籍中の写真を活用した等身大パネルを「お忙しい能見さん（本人）の代わり」という名目で収録場所（オリックスの本拠地である京セラドーム大阪など）に設置。実際の収録では、スタジオで進行するスポーツアナウンサーが立ち会ったうえで、選手が等身大パネルに向けて能見へのメッセージを送っている。2024年5月からは、この企画への選手の参加を促すべく、レギュラー三塁手の宗佑磨を「ハロー!能見さん大使」に任命。

- 「教えて!矢野先生」（2024年4月22日から矢野の出演週に放送、ナレーター：松本麻衣子◎）

- 老若男女や理由を問わず、矢野の「熱血指導」を希望する野球チームを当コーナー専用のメールアドレスで募集したうえで、そのうちの1チームを本人が実際に指導する様子に密着したロケ企画。ロケVTRを放送する前には、指導したチームの代表者から寄せられていた依頼のメールから、文面の一部をスタジオで紹介している。
- 矢野は阪神の一軍監督を2019年から4年間務めた後に、岡田の阪神復帰に伴って、2023年から野球解説者へ転じている。その一方で、阪神の監督在任中から「日本国内における野球人口の減少」に危機感を示していて、退任後には学生野球資格回復制度を活用。2023年2月には、学生野球回復の適性を日本学生野球協会から認定されたことによって、同協会に加盟する大学・高校の硬式野球部も指導できるようになった。このような経緯から、当番組では2023年8月の「やってみたかってん!!4年ぶりの夏」において、矢野が少年野球チームを指導する企画を実施。矢野は当時から当番組に不定期で出演していたが、2024年の4月改編から月曜日のスタジオパネラーをレギュラーで務めることを機に、この企画のレギュラー化へ踏み切った。

- 「トラ色の人生」（2024年6月3日から放送）

- 「阪神タイガースのおかげで人生が変わったばかりか、今や阪神一色の生活（『トラ色の人生』）を送っている」という阪神ファンを、密着取材によるロケ映像を通じて紹介する企画。当日に「月よんスポ」を進行しているスポーツアナウンサー（大村／川地／三ツ廣）が、スタジオからナレーションを入れている。ちなみに、初回は矢野と大村の出演日に放送された。
- コーナータイトルが「バラ色の人生」にちなんでいることから、このフレーズが邦題に充てられている『La Vie en rose』（エディット・ピアフの作詞と歌唱で1964年に発表された楽曲）をテーマソングに使用。初回の放送後からは、「トラ色の人生」を送っていることを自認している視聴者からの応募も受け付けている。

- 当番組では「月よんスポ」の開始を機に、「よんスポ」というスポーツ関連の解説パートを第1部に新設。「よんスポ」では、メジャーリーグや野球以外のスポーツも取り上げているほか、月曜以外の曜日にも河田の進行で随時放送している。月曜日には「月よんスポ」と合わせて放送しているため、前日までの1週間における阪神の公式戦を「よんスポ」で振り返る場合に、前述した「WHO ARE YOU?」「岡田語おーん録」を「よんスポ」へ組み込むことがある。松村は、「スペシャルゲスト」としてスタジオに出演した2024年5月27日に、生放送では初めて第1部冒頭の「月よんスポ」（当日の進行担当は大村）で「岡田語おーん録」のナレーションに臨んでいた。

- 「特盛!憤マン」（2024年3月28日 - 、同年9月26日までは毎週木曜日→11月以降は「月よんスポ」を編成しない週の月曜日に第2部で放送、進行：大吉洋平◎→河田直也◎）
  - 番組の開始当初から月曜日の第1部で放送されていた「憤マン」と、「憤マン!拡大スペシャル」と銘打って2024年1月から木曜日の第2部で試験的に放送していた「どナイやねん!憤マン!ニュースランキング」（直近の1週間に報じられたニュースに関するアンケートで視聴者が「憤懣を覚えた」というトピックスから得票数の上位10項目をカウントダウン方式で紹介する企画）を、2部構成の企画として木曜日の第2部で放送。同年9月までは「どナイやねん!憤マン!ニュースランキング」に続いて、大吉が進行を担当していた。2024年の11月以降は、「月よんスポ」を放送しない週（主に日本プロ野球のオフシーズン中）の月曜日に第2部で放送。
  - 放送上は「どナイやねん!憤マン!ニュースランキング」を前半、「発掘!憤マン」（前述した「憤マン」を継承した検証取材企画で当初の名称は「徹底取材　憤マン」）を後半に編成。後半には、取材を担当した毎日放送報道情報局の記者もスタジオに出演している。
  - 2023年まで年に数回のペースで月曜日の第2部に組み込まれていた「池上スペシャル」（池上によるスタジオでの時事解説企画）については、2024年に入ってから木曜日の第2部へ編入。「特盛!憤マン」がレギュラーで編成されるようになってからも、随時放送されている。

水曜日
- 「山中真の暮らしのケーザイ塾」（2024年9月4日から第2部で放送、進行：山中真◎）

- 「暮らしとケーザイ（経済）｣ に関する直近1週間のニュースから、山中が5項目のトピックスを選んだうえで解説する企画。2024年3月27日から同年8月28日まで放送されていた「山中真の知りたいがとまらない!」の後継企画で、「特に知って欲しい」というトピックについては、関連する「現場」を自身で取材した際の映像も交えながら伝える。

- 「知りたいがとまらない!」は、世間にあふれる情報の真相を、自他共に認める「知りたがり」の山中を中心に調査した内容をスタジオで紹介する企画。放送上の略称は「知りとま」で、山中と共に調査へ従事する番組スタッフを「知りとま調査班」と総称していた。この企画では、SNSで話題の動画や画像、気になるニュースや言葉、話題の人物に関する情報から、毎回3つのトピックスを紹介。最後に取り上げるトピックを、山中の取材によるロケ映像の放送に充てていた。ちなみに、2024年4月24日には、同月1日に兵庫県姫路市の教育長へ着任したばかりの久保田智子（TBSテレビの元・アナウンサー→デジタル報道部員兼「TBS NEWS DIG」初代編集長）に対する独占インタビュー（姫路市役所の教育長室で収録された映像）が放送されている。

木曜日
- 「ドキュメント　カツめし」（2024年1月12日から10月3日まで第1部→10月10日から第2部で放送、ナレーター：なかやまきんに君）

- 食に対する人間のこだわりと、食にまつわる人間ドラマを映し出すグルメ・ドキュメンタリー企画。企画名の「カツめし」には、「生きる"活"力めし」「"勝"負めし」「困難に打ち"克"つめし」「"渇"望するほどのめし」といったニュアンスが込められている。
- リポーターや進行役は登場しないが、毎日放送（MBSテレビ）のYouTube公式チャンネルでは、放送済みの映像から取材動画を放送後に順次配信している。

金曜日
- 「かんさい人の生活目線　金曜はほんまのホンネ」（2024年3月29日から第2部で放送、リポーター兼進行：黒田有＜メッセンジャー＞）

- 黒田が2024年4月改編から金曜日のレギュラーパネラー陣へ正式に加わったことを機に、改編前まで第2部で全曜日に組まれていた「かんさい人の生活目線」の放送枠を週1回（金曜日）に集約させたうえで、黒田を初めとする吉本興業所属の芸人や毎日放送のアナウンサー（スタジオ進行担当の前田春香など）が「関西人のホンネ」に迫る取材ロケが主体の生活情報系企画にリニューアル。その中の一企画で、「出汁や具材一つ一つに、徹底的にこだわったおでんを作る」というロケを前田アナと組んで行い、これが好評なためシリーズ化され、現在は「黒田×まえはる　こだわり”過ぎ”グルメ」にリニューアルされている。

### 過去の企画

#### 「めっちゃローカル!関西わが家ニュース」→ 「わが家の元気ニュース」
- 番組開始の当初から2023年3月10日（金曜日）までは「めっちゃローカル!関西わが家ニュース」、翌週（3月13日）から2024年4月5日（金曜日）までは「わが家の元気ニュース」というタイトルで第2部の終盤に編成。視聴者がスマートフォンで撮影した動画を取り上げるコーナーで、メガネとスーツを身に付けた「らいよんチャン」が『MBSニュース』用のスタジオセットからニュース風に紹介していた。実際には、当日の「スタジオ担当」→「サブキャスター」→「進行担当」が動画に合わせてナレーションを挿入。
  - 「関西わが家ニュース」では、本人や家族に関する動画（子どもにとっての初めての体験、思わず笑ってしまった失敗、ペットのかわいい仕草、信じられないハプニングなど）の投稿を公式サイトで募集。投稿された動画の一部を「わが家の超ローカルニュース」として伝えていた。
    - 2022年の1月第2週までは、『Nスタ』全国ニュースパートの直前に放送。当初は全曜日で放送枠を編成していたが、2021年7月のリニューアルで金曜日の17時台後半に「かわちのどにちマップ」（生中継企画）が組み込まれてからは、事実上月 - 木曜日に「バラおび」からの直結方式で放送していた。同年10月の再リニューアルで「かわちのどにちマップ」「バラおび」枠の放送時間繰り上げおよび、旧「バラおび」枠への「アナおび」枠編入が実施されたことに伴って、「アナおび」枠の企画に続いて流れるようになった。ただし、実際には緊急時などによる特別編成や、「アナおび」枠の延長などとの兼ね合いで放送されないことも相次いだ。2022年1月の第3週から放送枠を全編のエンディングパートへ移動したことに伴って、金曜日での放送を再開。

  - 2023年3月13日（月曜日）からキリンビバレッジが「Supported by キリンプラズマ乳酸菌」名義で協賛を始めたことに伴って、「わが家の元気ニュース」にリニューアル。視聴者から「元気」や「健康」にまつわる動画を募集したうえで、投稿された動画から毎回1本を「関西わが家ニュース」と同じ体裁で「明日も元気印」として伝えていた。エンディングまでの時間に余裕がある場合には、免疫力の向上をテーマに専門家（医療福祉センターさくらの院長で『ちちんぷいぷい』にも「ぷいぷい主治医」との肩書で随時出演していた服部益治など）から寄せられたコメントを、河田がスタジオセットから紹介。
    - 投稿された動画を採用された視聴者には、プラズマ乳酸菌（健康な人の免疫力を高く維持することが実証された乳酸菌）が含まれたキリンビバレッジの免疫ケア製品（機能性表示食品）を当番組のグッズと合わせてプレゼント。ただし、2022年1月第3週以降の「関西わが家ニュース」と同じくエンディングに直結しているため、キリンビバレッジのCMをコーナーの前後に挿入していない。
- 2024年4月改編でのリニューアルで第2部の終盤が「6時ニュース」に充てられたため、2024年4月5日放送分の「わが家の元気ニュース」をもって、「らいよんチャン」がキャスターを務める視聴者からの動画投稿企画を終了。河田が終了に際して明かしたところによれば、「関西わが家ニュース」の開始当初から、通算でおよそ800人分の動画を紹介したという。

#### 関西ローカルニュースパート

##### 「4chanニュース」（2021年度）
放送開始の時点では「Newsミント!」のようなパート名を正式に付けていなかったが、メインパーソナリティの河田やニュースキャスターの大吉は、このパートの最初と最後で「4chanニュース」（よんチャンニュース）と称していた。2021年4月26日（月曜日）放送分から、「4chanニュース」という名称を正式に使用。
「ライブセンター」とは別のフロア（報道フロア内のニューススタジオ）から放送していた「Newsミント!」から一転して、「ライブセンター」内にニュース関連コーナー用のブースを設けているため、河田やスタジオパネラーもこのパートに参加。大吉を中心に進行する一方で、『VOICE』や「Newsミント!」時代のサブキャスターに相当する役割を、「スタジオ担当」の女性アナウンサーが事実上継承していた。
『ミント!』時代の本編のオープニングと同じく、最初にニュース3 - 4項目の概要をヘッドライン方式で紹介。そのうえで、メイントピックに該当する項目の背景を、「ニュース解説者」や有識者・専門家を交えながら深く掘り下げる。また、視聴者からの疑問を受け付けるためのメールアドレスを、放送中に字幕で常時表示。トピックによっては、MBSテレビのLINE公式アカウントで（「4chanニュースランキング」→「4chan ニュースのどっち?」とは別に）多者択一式のアンケートを随時実施したうえで、回答の比率と傾向をこのパートで紹介していた。
新型コロナウイルス関連のトピックを解説する場合や、感染拡大抑止へのキーパーソンがスタジオか「リモート方式」で出演する場合には、『ミント!』時代と違って「新型コロナのなんで?」というサブタイトルを使用。一時は、毎日放送の放送対象地域である関西地方の感染者数を、在阪局の関西ローカル向け報道・情報番組としては最も詳しく（放送前日分のデータを市町村か保健所の管轄区域単位で）伝えていた。
1回目（放送日によっては2回）のCMパートをはさんでから、以下の企画を日替わりで放送。企画によっては、TBS NEWS（TBSテレビがCSで運営しているニュース専門チャンネル）の『列島リポート』（週末を中心に随時編成）において、本編を録画した映像を時差ネット方式で日本全国に放送することがあった。
- 月曜日：「憤マン!」
- 火・木・金曜日：「コダワリ」
- 水曜日：「特命取材班 スクープ」

西・三澤は、ニュースキャスター時代に続いて、取材にも積極的に赴いている。そのため、西が出演する木曜日には「西靖解説」、三澤が出演する金曜日には「三澤解説」→「三澤の政治ネタ一本釣り」と称する取材報告企画をこのパートの最後（2回目のCM後）に放送（西の育児休業中は「西靖解説」を休止）。2021年7月のリニューアルから10月1日までは、前述する「大吉チョイス」も随時編成した。
「Newsミント!」では（特別編成時を除いて）放送時間を16:30 - 17:10に固定していたが、「4chanニュース」では、（本編を含む）当日の放送内容に応じて放送開始・終了時刻を調整。ただし、「Newsミント!」と違って単独番組としては編成せず、関西ローカルパートを「4chanニュース」主体の短縮版として放送する場合にも『よんチャンTV』のタイトルを冠していた。

##### 2022年度の上半期（2022年3月28日 - 9月30日）
2022年4月のリニューアルに伴って、「4chanニュース」という名称での放送を3月25日（金曜日）で終了。翌週（28日）からは、17:00前後に「5時ニュース」・18時台の後半に「＃きょうの関西」というローカルニュース枠を新設する一方で、上記の報道系企画や大吉による取材報告企画を「＃きょうの関西」に組み込んでいた。
- 「トップニュース　＃その先に」（キャスター：河田直也◎・大吉洋平◎）
  - 第2部の冒頭で放送。番組側で「優先度が最も高い」と判断したニュース（トップニュース）の背景を、「その先」（今後予想される事態）にまで視野を広げつつ、「ニュース解説者」や他の専門家・有識者を交えながら解説していた。
  - 当番組の放送中に大きな事件・事故が発生した場合には、タイトルを「トップニュース」に差し替えたうえで、発生現場からの生中継リポートを中心に構成していた（安倍晋三銃撃事件の発生に伴う特別編成で当番組をこのコーナーから開始した2022年7月8日放送分などが該当）。
- 「＃きょうの関西」（キャスター：大吉洋平◎・野嶋紗己子◎／玉巻映美◎）
  - 野嶋／玉巻を中心に、10項目のニュースを伝えていた。実際には「関西」（地方）のローカルニュースだけを扱うとは限らず、エンターテインメント関連のトピックスを「＃きょうの芸能」、スポーツニュースを「＃きょうのスポーツ」というタイトルで組み込んでいる。さらに、10項目のうちの1項目を、以下の報道系企画に充当。大吉は、この企画の進行と「＃きょうのスポーツ」のナレーションを担当している。
    - 月曜日：「憤マン!」（2022年度の下半期からは「きょうの現場」の第6項目に充当）
    - 火・木曜日：「特集」（2021年度は「4chanニュース」内で火・木・金曜日に「コダワリ」というタイトルで放送）
    - 水曜日：「特命取材班 スクープ」（2022年度の下半期からは「きょうの現場」の第6項目に充当）
    - 金曜日：「深掘りFRIDAY」（取材・進行：大吉洋平◎）
      - 2021年7月に「4chanニュース」内の企画として始まった後に、同年10月から第2部の冒頭（旧「アナおび」枠）で全曜日にわたって放送されていた「大吉チョイス」を、改題したうえで金曜日に集約。
        - 「大吉チョイス」は、『ミント!』で17時台に放送していた「大吉が見んと!」（大吉による取材報告企画）を報道系の取材に特化させた企画。放送日によっては、金曜日に組み込まれる生中継を中心に、大村・中野・前田からいずれか1名が大吉に代わってリポートを担当していた。この場合にも大吉がスタジオから進行するため、「大吉チョイス」というタイトルのままで放送。2022年度下半期（2022年10月から）のリニューアルを機に大吉が「ニュース担当」を退いたため、大吉による取材企画シリーズも「深掘りFRIDAY」で終了した。

  - 第2部のニュースパートについては、スポーツ・エンターテインメント関連のトピックスを織り交ぜる構成を維持しながら、2022年10月から「6時ニュース」として編成。放送上は「きょうの現場」の第5項目（「ニュースの現場」からの取材リポート）の直後に組み込まれているため、「＃きょうの関西」時代の10項目から5項目に減らしているほか、最後の項目を「きょうの現場」の第6項目（「憤マン!」「特命取材班 スクープ」などの特集）として紹介している。

#### スタジオからの生放送企画
- 「みんなでつくる4chanニュースランキング」（2021年3月29日 - 7月9日、キャスター：大吉洋平◎・野嶋紗己子◎／玉巻映美◎）
  - 「放送当日の（芸能・スポーツ関連のトピックスやインターネットで話題の動画を含む）主なニュース7項目から、個人的に気になるニュースを興味の高い順に選ぶ」という趣旨で視聴者が作成したランキング[注 46]を、大吉と「スタジオ担当」が18時台の後半に伝える。放送上はランキングの項目表示画面（ランキングボード）をニュース関連コーナー用ブースの中央にCGで組み込んでいたが、放送の直前にニュース速報が入った場合には、大吉が一報を伝えてからランキングの紹介を始めていた。なお、他局の情報・報道番組と違って、ランキングにはインターネットのニュースサイトへのアクセス件数を加味していなかった。
    - 『ミント!』でも2019年10月改編から18時台にニュースコーナー（2020年11月第2週までのタイトルは「今日のニュース　大事なトコロに赤えんぴつ」）を設けていたが、ランキング方式でニュースを伝えるところが違っていた。ただし、「ニュースランキング」の作成方法は、放送の時期によって異なる。
      - 初回から4週間（2021年4月23日放送分まで）は、週替わりで全曜日共通のテーマを設けたうえで、そのテーマに見合った「順位付け」への協力者を本番前の街頭インタビューで募集。協力者から1名が作成した「ニュースランキング」に沿って、ニュースの項目を7位から順番に伝えていた。放送上は、インタビューを実施した場所とランキングの「順位づけ」に協力した人物を、コーナーの冒頭に収録映像と字幕で紹介。1位を発表する際には、「順位づけ」を任された人物が1位に選んだ理由を映像（またはコメント字幕）で明かしていた。
      - 2021年4月26日放送分からは、事前収録の街頭インタビューで特定の人物に「順位付け」を依頼するのではなく、七者択一方式による「今日見たいニュース」の投票を全編のオープニングからMBSテレビのLINE公式アカウントで実施。投票数の多い順に「ニュースランキング」を作成していた。投票にはLINE公式アカウントへの登録が必要で、登録者には1回の投票につき1ポイントを付与。累積のポイント数が10ポイントを超えた登録者は、当番組オリジナルグッズのプレゼント企画（抽選で若干名に進呈）へ応募できるようになっていた。このシステムは「ニュースのどっち?」への移行後も続けられていて、MBSテレビLINE公式アカウントの登録者が「ニュースランキング」の放送期間中に蓄積していた投票ポイントは、「ニュースのどっち?」への移行後も引き継がれている。

  - 「ニュースランキング」の放送に際しては、投票者の総数と選択肢ごとの投票者数・投票比率を字幕ですべて発表するパターンと、一部の選択肢の投票比率だけを大吉（またはスタジオ担当）が口頭で発表するパターンが混在していた。また、投票の対象をMBSテレビLINE公式アカウントの登録者に限っている関係で、ランキングの選択肢まで放送で公表していなかった。
  - 「ニュースランキング」としての放送開始当初は、上位3項目（「TOP3」）を紹介する前に「クイズ　こどもの新常識!?」を放送。子どもの世界で進んでいる「新しい常識」に関するクイズを、「スタジオ担当」からスタジオパネラーへ出題していた。後に、ランキングの選択肢に入れられなかったトピックス（インターネットで話題になっている動画など）や、毎日放送の報道情報局が独自に取材したトピックスから、1項目の映像を「番外編」として「TOP3」の前に放送する構成へ変更していた。
- 「4chanニュース　きょうココまで」（2021年7月12日 - 2022年3月25日、キャスター：大吉洋平◎・野嶋紗己子◎／玉巻映美◎）
  - 前述した「エンスポ5」に該当しないトピックスを「ニュース」として最大で8項目伝えるほか、「4chan　ニュースのどっち?」の集計結果を発表していた。
    - 「4chan　ニュースのどっち?」では、当日のオープニング直後にテーマと選択肢を発表したうえで、当日の17:00までMBSテレビLINEアカウントで投票を受付。このテーマは「きょうココまで」で伝えるニュースの1項目と関連しているため、同コーナーの放送中には、河田とパネラー全員にも同じ質問を投げ掛ける。回答が出揃ったところで、アンケート参加者の総数と集計結果（比率）を発表。「4chan　ニュースのどっち?」の投票フォームには参加者が選択の理由を任意で記述できるようになっているため、フォームに書き込まれた理由の一部も、記入者の性別・年代と合わせて紹介する。
      - 平日版が審議された毎日放送の第661回番組審議会（2021年9月7日）では、「4chan　ニュースのどっち?」をめぐって、委員長の佐藤卓己（メディア史の研究者では初めて紫綬褒章を受賞した社会学者）や複数の委員から「（選択肢に収まらない）曖昧な意見を切り捨てるようなことにならないか?」「『わからない』という選択肢を加えてはどうか?」という意見が出された。これに対して、当番組から同席していた向功（プロデューサー）と関谷祐輔（チーフディレクター、いずれも肩書は開催時点）[86]は、「2つの選択肢の間に意見のグラデーションが存在することを承知しているので、集計の結果と合わせて選択の理由を紹介することによって、グラデーションを可能な限り放送へ反映させている」との回答を寄せた。なお、LINE公式アカウントでのアンケートと連動したレギュラー企画は、2023年7月4日（火曜日）から「かんさい人の生活目線」というタイトルで事実上復活している。

    - 当コーナーの映像では、CG合成による曜日別のニュースインデックスボードを、ニュースキャスターとスタジオ担当の間に挿入している。ただし、インデックスボードに表示されているニュースを、放送ですべて伝えるとは限らない。また、特別編成などで関西ローカルパートを18時台に放送しないことがあらかじめ決まっている日には、「4chan　ニュースのどっち?」への参加も募集しない。

  - 2021年12月3日（金曜日）までは18:45頃から放送していたが、直前に組まれていた「あしたのソラいろ」「エンスポ5」との間で放送順を入れ替えたことによって、同月7日（月曜日）以降は18:30頃からの放送に変更。CMをはさんで、18:50頃から「エンスポ5」を放送するようになった。
  - 2022年4月のリニューアルに伴って、「4chanニュース　きょうココまで」としての放送を3月25日（金曜日）で終了したが、「4chan　ニュースのどっち?」は翌週（28日）以降も放送中に続けられている。
- 「4chan エンスポ5」（2021年7月12日 - 2022年3月25日、キャスター：大吉洋平◎・野嶋紗己子◎／玉巻映美◎→河田直也◎）
  - 「エンスポ」（エンタテインメント&スポーツ）関連のストレートニュースに、リニューアル前まで16時台で放送されていたアーティスト・俳優へのインタビュー企画（後述）を組み合わせる格好で、「エンスポ」に関する5項目のトピックスを5分間で伝える。キャスターがパネラーに対して、トピックに関連する質問をランダムに投げ掛けることや、トピックの映像に登場した人物・グループへのコメントをランダムに求めることが特徴。選抜高等学校野球大会の期間中には、2022年の第94回大会から、「エンスポ5×みんなの甲子園」（関西ローカルで早朝に放送される大会ダイジェスト番組『みんなの甲子園』の速報版）として1項目を放送当日の試合速報に充てている。
    - インタビュー企画については、番組開始の当初に、「げんきだよん!」（「知っておくと心が豊かになりそうなエンタテインメント情報を心を込めてお勧めすることによって、関西の皆様の『げんきのもと』になりたい」という制作陣の想いが込められていたエンタテイメント情報コーナー）の中で放送。アーティストや俳優がインタビューへ登場する場合には、MCの河田と友達になることを勧める質問を投げ掛けたり、「よんよんチャレンジ」（4つの質問を投げ掛けたうえで、1問につき10秒以内で回答を求める企画）を実施したりしていた。2021年5月中旬から7月のリニューアルまでは、単独コーナーとしての放送を休止したうえで、「エンタメ界からのなんで?」というタイトルで「なんで?らいよん」に編入。「よんよんチャレンジ」に代わって、アーティストや俳優が、事前収録のインタビューを通じて1つの疑問（「なんで?」）に答えた模様を放送していた。この企画までは、玉巻が事前収録でナレーションを担当。

  - 毎日放送では、「げんきだよん!」の放送に合わせて、『よんタメ』と称する姉妹番組[注 47]を深夜に単独で編成。放送の時間帯は不定だが、当番組にで十分に放送できなかった未公開映像も放送している。「エンスポ5」でも『よんタメ』との連携体制は維持されていて、玉巻は「エンスポ5」の金曜分と『よんタメ』内でナレーションを継続。「エンスポ5」内でインタビュー映像の先行放送を実施する場合には、月 - 木曜分の野嶋と共に、「スタジオ担当」としていわゆる「生読み」方式でナレーションを入れていた。
    - 阪神タイガースが2021年のレギュラーシーズンで開幕から9月下旬まで首位を走っていたことを背景に、同月13日からシーズンが終了するまでの月曜日には、「1万人の六甲おろし」（土曜日の生放送番組『せやねん!』で7月から藤林が「藤林虎子」名義で展開している「六甲おろし」の歌唱動画投稿企画）に寄せられた動画から毎週1本を「今週のMVR（Most Valuable Rokko-Oroshi）」と称して最後に放送していた。阪神はレギュラーシーズンでの2位を経てクライマックスシリーズのファーストステージでシーズンを終えたものの、「今週のMVR」として紹介された動画の投稿者には、当番組から阪神タイガースのグッズをプレゼント。

  - 2021年10月1日（金曜日）までは大吉と当日の「スタジオ担当」が進行していたため、紹介する5項目のサムネイル画像を、上3画面（第1 - 3項目）+下2画面（第4・5項目）という構成で2人の間にCG合成で表示させていた。翌週（4日）からのリニューアルを機に、直近のコーナー（「大吉チョイス」）を担当する大吉に代わって河田が進行。「スタジオ担当」は、共用テーブルで「生読み」へ専念している。また、共用テーブルをスタジオの手前斜め上方から写した映像の上側（横長の大型プロジェクターが写っているスペース）に、前述した5項目のサムネイル画像をCG合成で横一列（向かって右から左）に並べる構成へ変更した。
  - 2022年4月のリニューアルに伴って、「エンスポ5」としての放送を3月25日で終了。翌週（3月28日）からは、野嶋／玉巻が「＃きょうの関西」内で伝えるストレートニュースに「＃きょうの芸能」「＃きょうのスポーツ」という項目を設けているほか、エンターテインメント・スポーツ関連のトピックスを16時台の後半にも伝えている。『よんタメ』の放送や同番組との連携体制はリニューアル後も続いているため、『よんタメ』でも放送するインタビュー映像を基本として16時台に流している。
- 「5（ファイブ）ストーリーズ」
  - 2021年10月4日（月曜日）から、16時台前半の帯企画としてスタジオから生放送。「大好きなもの」へのこだわりが強いプレゼンター1人が週替わりでスタジオに登場したうえで、直筆によるフリップとモニターの静止画映像を用いながら、「大好きなもの」に関係の深い5つのストーリー（エピソード）をパネラーへのプレゼンテーション方式で数日にわたって紹介する。もっとも、タイトルが示すような「5日間通じて」のプレゼンテーションが展開されるとは限らず、期間中に特別編成などで放送を割愛した日が出た場合には、その分だけ放送の期間を短縮している。
  - 16時台で放送されていた時期には、プレゼンテーションの時間を、1日につき5分程度に設定。また、開始当初は毎日放送・MBSラジオの社外から専門家をプレゼンターに招くことも予定していたが、実際には両社の社員だけでプレゼンターを賄っている。
    - 放送第1週（2021年10月4日 - 8日）のプレゼンターは上原桐子（公私を問わず野球が大好きな毎日放送制作スポーツ局のディレクター）で、共通テーマは「この人がいるから面白い! 5人と野球」（4日＝月曜日：「開発する人」、5日＝火曜日：「しゃべる人」、6日＝水曜日：「撮る人」、7日＝木曜日／8日＝金曜日：「応援する人」）。
    - 毎日放送の現職アナウンサーも、2021年10月第4週（18 - 22日放送分）の馬野雅行（大の鉄道ファンであることからテーマは「ケーブルカー」）を皮切りにプレゼンターを順次務めていて、同年11月第2週（7 - 10日＝木曜日）には野嶋が「スタジオ担当」と並行しながら「小倉」（自身の出身地）の魅力や御当地グルメを紹介していたが、亀井希生が12月の第2週（3 - 7日）にYMOの魅力を語ったことを最後に放送が途絶えていた。

  - 2022年1月第3週（17 - 21日）から、「アナおび」枠の直後（『Nスタ』全国ニュースパートの直前）で放送を再開。再開後最初のプレゼンターは松本[87][注 48]で、放送上はプレゼンターが1日につき3分程度のプレゼンテーションを披露したうえで、「大吉チョイス」（または「大吉チョイススペシャル」）の予告をはさんで『Nスタ』の全国ニュースパートに切り替えていた。武川智美◎が3月14日（月曜日）から5日間にわたって仏像の魅力を語ったことを最後に再び終了。
- 「関西の現場」（2023年3月27日 - 6月30日、進行：河田直也◎）
  - 2022年10月以降の「きょうの現場」から、第2部での放送分を改題したうえで独立。関西地方で発生した事件・事故・問題を対象に、「河田のギモン」（河田からの疑問）や関連する場所（事件現場）からの生中継リポートなどを交えながら、「ニュース解説者」や局外の有識者・専門家がスタジオで背景を解説していた。なお、「きょうの現場」については、第1部のみの放送に戻したうえで継続。

##### メインパーソナリティ・河田直也の冠企画（2021年度）
月 - 木曜日
- 「河田のきょうのひとネタ」

- 2021年7月のリニューアルに伴って、同月12日（月曜日）放送分から新設。『ちちんぷいぷい』の看板企画であった「☆印」に相当するコーナーで、放送当日の本番直前までに報じられたニュースから、河田が特に気になった「ひとネタ」（1つのテーマ）についてパネラーや「スタジオ担当」とひとしきり語り合った。
- 河田は当コーナーのみ、先端を「4」の字にかたどった指し棒でモニターをなぞりながら進行。事前に収録したオンラインインタビューの映像を交えることもあった。また、放送日や「ネタ」によっては、「野嶋／玉巻のきょうのひとネタ」というタイトルで「スタジオ担当」の野嶋／玉巻が進行。2022年4月のリニューアルで「きょうの4現場」が新設されたことに伴って、同月28日（月曜日）以降は「きょうの4現場」→「きょうの現場」のロケ取材企画へ事実上集約されている。

金曜日
- 「なおやの部屋」

- ゲストを招いてのトークコーナーで、事前収録の街頭インタビューで寄せられた質問や勝手な想像を「なおや」（河田直也）が代弁しながら、スタジオに迎えた（またはリモート方式や事前収録で出演する）ゲストの知られざる素顔や新たな魅力を紹介。2021年7月のリニューアルまでは、日替わり企画の金曜分として、16時台の後半で放送されていた。リニューアルによって放送時間が16時台の前半へ繰り上がったため、編成上は「バラおび」枠（17時台後半）の企画と別に扱われていた。また、ゲストを迎えないことがあらかじめ決まっている場合には、月 - 木曜日に続いて「河田のきょうのひとネタ」を放送。
- ゲストがスタジオに登場する場合には、「なおや」への「おみや」（土産物）を携えながら出演。毎週出演しない（準レギュラー扱いの）スタジオパネラーが当番組へ初めて登場する場合には、そのパネラーを「ゲスト」として、当コーナーで詳しく紹介していた。
  - スタジオでの生放送や事前収録にゲストを迎える場合には、スタジオセット中央の逆U字型テーブルではなく、セットの片隅に置かれた楕円形のセパレート型テーブルを使用。このテーブルは5脚設けられていて、番組のタイトルにちなんで、前面に「4」「c」「h」「a」「n」というアルファベットが1脚ずつあしらわれている。「a」のテーブルはゲスト専用、「n」のテーブルは河田専用で、ゲストがリモート方式で出演する場合にはリモート出演用のモニターを「a」のテーブルに設置している。

- ゲストのスケジュールなどによっては、当番組のスタジオを使わない代わりに、河田がゲストの滞在先へ出向いたうえでインタビューを収録することがあった。
- 河田以外の人物がメインパーソナリティを務める日にも、放送上はコーナータイトルを変更していないが、基本として「スタジオ担当」の玉巻が進行。そのため、玉巻が進行する日には、名前の「映美」（えいみ＝Eimi）にちなんで「Eimi's Room」というサブタイトルを付けていた。
- 2022年4月のリニューアルで「きょうの4現場」が新設されてからは、単独のコーナーとして放送しない代わりに、曜日を問わず17時台にスタジオへゲストを迎えることがある。

#### 生中継企画
- 「なんで?らいよん」（月 - 金曜日：2021年3月29日 - 7月9日、リポーター：山中真◎＝月 - 木曜日／川地洋平◎＝金曜日）
  - 関西地方の視聴者が「なんで?」（「なぜ?」という意味の関西弁）と思っていそうな疑問を、「らいよんチャン」を通じて投げ掛けたうえで解決する目的で放送されていた。2021年5月中旬以降は、視聴者からの「なんで?」を電子メールで正式に募集。番組開始当初は生中継企画と調査ロケ企画の2本立てで解決を図っていたが、6月以降は事実上「なんで?生中継」に集約していた。
  - 放送上は、「○○アナ（○○は生中継リポーターの苗字）[注 49]、しっかり説明してや!」という「らいよんチャン」（オカノ）の掛け声を合図にスタート。オープニングのアニメーション映像では、「縦笛を挿した黒色のランドセルを背負った『らいよんチャン』が『AIらいよん』（らいよんチャンの顔と両耳の輪郭をかたどったAIスピーカー）に話し掛けると、当日取り上げる疑問を紹介する音声（声：古川圭子◎）が『AIらいよん』から流れる」という趣向を施していた。
  - 『ミント!』で放送されていた「ナゼトキ!」（調査ロケ企画）を事実上継承していたが、生中継と連動させている点や、毎日放送のアナウンサー（山中・川地など）がリポートを担当している点などが異なる。
    - 中継に入る前には、「スタジオ担当」が当日の中継のテーマをスタジオから紹介。テーマの紹介文を「なんで?」で結んでいるため、「スタジオ担当」が紹介文を「なんで?」の直前まで読み終えると、「らいよんチャン」（オカノ）が「なんで?」と言った声が流れていた。ちなみに、コーナータイトルの「なんで?らいよん」とは、ダンデライオンに「なんで?」と「らいよんチャン」を重ねた造語である。
    - 2021年5月中旬からは、生中継のリポートを川地が担当する場合に、「川地洋平のきょうの1枚」と称するミニ企画も放送。川地がプライベートで撮影・所蔵している写真や、中継当日の本番前に中継先の界隈で撮影した写真から、中継のテーマ（「なんで?」）との関連性が高い1枚を中継先から紹介していた。
    - 2021年5月まで後半に放送されていた調査ロケの映像には、西村・上田・松本・藤林などの女性アナウンサーがリポーターとして日替わりで出演。ただし、ロケにリポーターを付けず、「なんで?」に答えられる当事者だけがロケ映像に登場することも多かった。

  - 2021年7月のリニューアルを機に、全曜日の中継体制やリポートの担当者を残しつつ、月 - 木曜日と金曜日で異なる趣旨の企画を編成する方針に変更。金曜分を、「AIらいよん」のオープニングムービーを流さない川地の冠企画（「かわちのどにちマップ」）として独立させた。なお、「川地洋平のきょうの1枚」については、「かわちの#撮ってもいいね」と改題したうえで「かわちのどにちマップ」内で継続。
- 「なんで?生中継」→「関西2府4県　毎日〇〇生中継」（月 - 木曜日：2021年7月12日 - 12月9日、リポーター:山中真◎）
  - 「なんで?らいよん」の月 - 木曜分を引き継いだ生中継企画で、「AIらいよん」のアニメーション映像による中継前の演出（前述）や、山中からスタジオパネラーへの「なんで?クイズ」を交えた構成も続けていた。
    - 2020東京オリンピックの開催期間中（前述）には、「なんで?生中継」（月 - 木曜日）「なおやの部屋」（金曜日）の放送枠で「なんで?TOKYO」（山中がリポートを担当するオリンピック関連の生中継企画）を編成。金曜日には、「かわちのどにちマップ」との二本立てで生中継を放送していた。オリンピックの閉幕（「はじめてだらけの夏休みウィーク」）後からは、「なんで?生中継」に「流行りもん」（流行している商品・サービス・現象などを総称した関西弁）というテーマを設定。「なんで?生中継」を編成できない場合には、事前に収録した調査ロケの模様を「なんで?らいよん」として放送していた。
    - 2021年10月からの再リニューアル以降は、「関西2府4県　毎日〇〇生中継」へ改題するとともに、週替わりで設定する「○○」（旬のグルメ・風景・観光スポットなどに関する共通テーマ）に沿って中継先を選定していた。「関西2府4県　毎日〇〇生中継」としては2021年の12月第2週（9日＝木曜日）まで放送されていたが、翌週（13日＝月曜日）からは、報道系の要素を強めた「きょうの気になる現場」を編成。山中が引き続きリポーターを務めているが、「AIらいよん」のオープニングムービーを流さずに、河田からの呼び掛けを合図に生中継へ切り替えている。
- 「きょうの気になる現場」（月 - 木曜日：2021年12月13日 - 2022年3月24日、リポーター：山中真◎）
  - 直近に報じられたニュースに関連する関西地方の「現場」へ山中が赴く生中継企画で、最初の週（2021年12月13日 - 16日）のみ「世界の気になる現場」（世界のニュースの現場に滞在・居住する日本人によるリモート中継企画）[注 50]との二本立てで放送していた。
  - 基本として16時台の前半に編成されていたが、18時台のみの短縮版として放送する場合に、短縮版の冒頭へ組み込むことがああった。
  - 2022年4月のリニューアルでは、この企画をベースに、第1部の大半を「きょうの4現場」に再編。月 - 木曜分では、山中のリポートによる生中継を「きょうの4現場」内に組み込んでいる。
- 「かわちのどにちマップ　#撮ってもいいね生中継」（金曜日：2021年7月17日 - 2022年3月25日、リポーター：川地洋平◎）
  - 番組開始当初から全曜日に編成していた「なんで?らいよん」の金曜分を、川地の冠企画としてリニューアル。関西地方の2府4県内で「どにち」（土・日曜日）の訪れが待ち遠しくなりそうなスポットからの生中継に特化しているほか、「かわちの#撮ってもいいね」（川地が中継当日の本番前に中継先の界隈で撮影した写真からとっておきの1枚を紹介する企画）をはさんでいる。
  - 2021年10月の再リニューアルまでは17時台の後半に放送されていたが、第2部の冒頭（18時台前半）に編成されていた「アナおび」枠を全曜日共通で17時台の後半へ繰り上げたことに伴って、中継の放送枠を16時台の前半に移動させていた。2022年4月のリニューアルからは、川地のリポートによる生中継を金曜日の「きょうの4現場」内（基本として第3項目）で放送。
- 「山崎アナの欲張り!食べほ娘。」（木曜日：2024年3月28日 - 9月26日、リポーター：山崎香佳◎）
  - 「毎日放送きっての欲張り」という山崎が、ピンク色の法被を身にまといながら、「食べ放題」のサービスを実施しているホテル・レストラン・果樹園などから「食べほ娘。」と称して第1部（基本として16時台）でリポート。「食べほ」とは「食べほうだい（放題）」にちなんだ造語で、「食べ放題」の元を取るコツや、「食べ放題」で提供される食材をおいしく食べるコツなども紹介していた。

#### 報道系以外のロケ企画

##### 「バラおび」（2021年度）
バラエティ系の日替わりロケ企画パートで、放送第1週のみ17時台の後半に編成された後に、放送枠を16時台の後半（主に16:20 - 16:45）へ移動。2021年7月のリニューアルで17時台後半の放送に戻したことを機に、「バラおび」というパート名が付けられたほか、「4chanのバラおび」というロゴ入りの共通タイトル映像が冒頭に挿入されていた。この映像は、ロケのリポーター陣によるタイトルコール映像（4パターン）を編集で結合。実際の放送では、当日のロケ企画のリポーターがタイトルコールに続いて「○曜日はこちら（担当コーナー）」と呼び掛けるバージョンを曜日別に流していた。
2021年10月の再リニューアルに伴って、放送枠を16時台の後半へ再移動。2022年2月の第2週以降は16:00頃から放送されていたが、同年3月31日（木曜日）放送分の「ありがとう! 縁の下のマイスター」を最後に「バラおび」枠を廃止した。
月曜日
- 「なんかエエことありました?」☆（隔週に放送＝リポーター：ミルクボーイ、ナレーター：玉巻映美◎→桂二葉※2021年7月5日放送分から）※「よんチャンバラエティー」枠への移行を経て2024年3月18日まで放送

- 「『ハレのヒ』（記念日や節目の日など）に向けた買い物から、市井の暮らしをのぞき見る」という趣旨のロケ企画。「ハレのヒの買い物」にふさわしい商品を扱う店舗（生花店など）にミルクボーイが張り付いたうえで、来店客との会話や自宅への訪問を通じて「幸せのお裾分け」をいただく。『ミント!』の火曜日でロザンの菅が担当していた「出たとこリサーチ」を事実上継承しているが、自宅への訪問まで協力した来店客への御礼代わりに、ミルクボーイが即興で漫才を披露するところなどが異なる。
- コーナーの開始当初から「（身近な人にとっての）『ハレのヒ』をミルクボーイのオリジナル漫才で祝って欲しい」とのリクエストが視聴者から相次いでいることを受けて、2021年4月26日放送分からは、この種のリクエストも本格的に受付。ミルクボーイが街で出会った年下の世代（若者）から「オカン」（母親）への感謝の言葉を聞き取った後に、ロケへの協力を承諾した「若者」の自宅へ赴いたうえで、在宅している「オカン」にちなんだオリジナルの漫才を披露する企画（「オカンに感謝言えてますか?」）も随時放送していた。
- ミルクボーイは月曜日のスタジオパネラーでもあったため、上記の企画を放送する週には、スタジオでの報告も任されていた。

火曜日
- 「ロザンの2025年万博まで道案内しよ!」（前述）

水曜日
- 「よんチャンTVアートフェスプロジェクト　アーっト驚く学生さん」（リポーター：祇園、ナレーター：橋本のりこ）

- 関西地方の学校に籍を置きながら、「アート」（美術作品の制作）を通じてプロ顔負けの才能を披露している学生への密着取材企画。タイトルに「アートフェス」を冠しているのは、「大規模なアートフェスティバルの開催に向けて、リポーターが『アートプロデューサー』に扮しながら、フェスティバルへの参加者を発掘する」という設定が為されていたことによる。

- リポーターの祇園はスタジオに登場しないが、取材を受けた学生は後日、当番組とのコラボレーションによる作品を製作。製作した作品は、スタジオなどで披露されていた。また、ロケVTRの途中には、「アート」に関するクイズ1問がスタジオの出演者に向けて出題される（回答時間は30秒間）。
- 毎日放送では、2022年3月24日（木曜日）から4月3日（日曜日）まで、「みんなで思いをひとつに! 発掘!アーっト驚く学生さんフェス」を「ちゃやまちプラザ」（本社M館1階のオープンスペース）で実際に開催。学生の春季休暇に合わせた開催で、第1シリーズで紹介した43人の学生によるコラボレーション作品43点を一斉に公開していたほか、「みんなで思いをひとつに!」というテーマの下に一部の学生が共同で手掛けた作品も展示していた。

- 『ちちんぷいぷい』→『ミント!』で14年半にわたって毎週月曜日に放送されてきた「たむらけんじの学校に行こッ!」（たむらによる学校訪問ロケ企画シリーズ）の要素も受け継いでいることから、同シリーズに続いて橋本がナレーターを務めている。
- レギュラー放送の終了から半年後の2022年8月31日（水曜日）に、『夏の復活スペシャル』を「よんチャンバラエティー」枠へ編成。スタジオパネラーとしてレギュラー放送に立ち会ってきたシャンプーハットのてつじをゲストに迎えて、淡路島（兵庫県）でロケを実施したうえで、ロケの収録映像に橋本のナレーションを添えて放送した。その後も、水曜日で特別編成を実施する場合に随時復活。

木曜日
- 「ありがとう! 縁の下のマイスター」（リポーター：嶋崎斗亜・西村拓哉・當間琉巧、ナレーター：武川智美◎）

- 「一流のアイドルは、華やかな舞台の成功が自分たちだけの手柄でないことを知っている…」というテーマで、ジャニーズ事務所の次代を担うLilかんさいのメンバー（嶋崎・西村・當間）が、関西地方の住民の生活を影で支える「縁の下のマイスター」の仕事振りに丸一日密着していたロケ企画。放送上は、上記3名のうち2名がロケVTRにのみ出演していた。
- 登場する「マイスター」には放送上、3桁の通し番号（# ～ ）を付けている。また、ロケVTRの途中には、「マイスター」の仕事に関係したクイズ1問が、スタジオの出演者から1名に向けて出題されていた。
- 2021年7月1日放送分からは、放送済みのロケ動画を、放送日の20:00からMBS動画イズムで配信。無料版では翌週木曜日の16:00まで1週間、有料登録制の「見放題コース」では1年間閲覧できるようになっていた。

##### 「アナおび」（2021年度）
毎日放送のアナウンサーがロケリポート・スタジオ進行を日替わりで担当する企画で、松本麻衣子◎が曜日ごとに声色を変えながら全曜日でナレーションを担当。2021年7月のリニューアルを機に、「アナおび」というパート名が付けられたほか、「4chanのアナおび」というロゴ入りの共通タイトル映像が冒頭に挿入されていた。この映像は、スタジオ報告（またはロケ）用の衣装を身にまとったアナウンサーのタイトルコール映像（5パターン）を編集で結合。実際の放送では、当日分の担当アナウンサーがタイトルコールに続いて「○曜日はこちら（担当コーナー）」と呼び掛けるバージョンを曜日別に流していた。
2021年10月1日（金曜日）までは18:15（『Nスタ』全国ニュースパートの直後）から18:35頃まで放送されていたが、この時間帯に「大吉チョイス」をレギュラーで編成することに伴って、翌週（4日＝月曜日）からは放送枠を17時台の後半へ移動。2022年4月1日（金曜日）放送分の「もったいないレストラン」を最後に、「アナおび」枠を廃止した。
月曜日
- 「京都のれん探偵」（隔週放送＝リポーター：福島暢啓◎、ナレーター：松本麻衣子◎）※「よんチャンバラエティー」枠への移行を経て2024年3月11日まで放送

- 京都市の中心街を福島が散策しながら、行く先々で目に付いた「のれん」（暖簾）を頼りに、「のれん」を掛けた店舗を取材するロケ企画。「のれんにはお店の思いが集約されているはず」との想定に沿って、老舗から開業間もない店舗まで、さまざまな店舗を訪れる。
- 福島が単独で担当してきた『ちちんぷいぷい』内のロケ企画（当時の企画名は「歌碑ものがたり」）を事実上復活。福島は探偵風の出で立ちで、ルーペを手にしながら、「のれん」に描かれた図柄の謎を解く役割を担っている。また、ロケVTRの最後には、福島がロケ先の印象を筆ペンによる大喜利風のフレーズと絵で表現した字幕を表示している。

- 放送を重ねるにつれて、福島が本来の目的地（店舗）を訪れる直前に、新旧の人気ドラマから名シーン・名台詞をパロディで再現した映像をVTRに挿入。コーナーの認知度が徐々に上がっている一方で、「のれん」に関する情報を、ロケ中の街頭インタビューや当コーナーの専用メールアドレスからも集めるようになっている。

- 上記のパロディ映像は、新旧の人気ドラマのタイトルロゴに「のれん」と関連したフレーズを入れてロゴを表示させるほど、凝った演出を随所に施していた。もっとも、放送が回を重ねるにつれて撮影のスケジュールやパロディに無理が生じるようになったため、2023年6月6日放送分からは「京都のれん物語」にリニューアル。本来の目的地である店舗が「のれん」を掲げながら今日（ロケの当日）に至るまでの経緯（主に店主の苦労話）を、福島が店主に成り切りながらミニドラマ仕立てで再現している。

- 「京都のれん物語」は放送上、福島が本来の目的地の店舗を訪れて「のれん」に描かれた図柄の謎を店主から訊き出した直後に挿入。上記のパロディ映像シリーズと違って、当該店舗で「京都のれん物語」も収録するほか、福島の他に店主本人（または家族などの関係者）が登場している。そのため、「京都のれん物語」の放送直後には、福島が店主に成り切った演技の感想や評価を本人に訊いた映像を流すことでロケパートを締めくくっている。なお、2023年10月23日放送分の「京都のれん物語」では、前田春香がロケ先の女性店主の若き日の姿に扮していた。
- 「京都のれん物語」のような演出は、『ミント!』で2019年7月から2020年3月まで金曜日の18時台に放送されていた「吉本アメイジング劇場～AMEGEKI～」でも、「行列（が絶えないほど人気の）店が誕生するまでの秘話を（当番組に出演している吉田・松浦・すっちーを含めた）吉本新喜劇の座員が再現する」というVTR企画で施されていた。ただし、テーマに据えられた「行列店」のロケ取材を伴っていなかった点や、新喜劇座員の演技とは別に当事者の証言VTRを収録した後に編集で組み合わせていた点が「京都のれん物語」と異なる。

- 福島によるロケ中の「推理タイム」が本来の見どころであるが、放送が回を重ねるたびに、「スタジオやリモートで出演するパネラーが、VTRで紹介する『のれん』の図柄の謎を、VTR映像が流れる前に見破る」という事態が続出。パネラー同士の推理合戦に発展している。その一方で、月曜日のスタジオパネラーや、京都に縁のあるゲスト（山村紅葉など）をロケに迎えることもある。2022年に入ってからは、福島の新型コロナウイルスへ感染に伴う療養期間中（詳細前述）に組まれていたロケ（2月7日放送分）で、前田春香が「のれん探偵見習い」と称して福島の代役を務めていた。
- 2021年度には通算で48回にわたって放送されたが、「アナおび」枠の廃止などに伴って、2022年4月以降は放送の間隔を毎週から隔週へ変更している。その一方で、スタジオ報告の際には、「アナウンサー企画」時代の第1回から目的地で撮影を重ねてきた「のれん」の写真（通し番号付き）パネルを新たに導入。「ロケVTRを流し終えてから、そのロケの目的地で撮影された『のれん』の写真を福島がパネルに貼る」という趣向を加えている。
- 当番組の開始当初から一貫して月曜日に編成されてきたが、2022年の11月第4週には、21日（月曜日）に加えて23日（水曜日）の『秋の京都で5時間スペシャル』内で放送。祇園（京都市東山区）で収録した『5時間スペシャル』向けのロケには、JP (ものまねタレント) が「探偵局の局長」という肩書で同行していた。また、2023年11月6日には『よんチャンTV 5時間緊急生放送スペシャル　祝!!阪神タイガース38年ぶり日本一だよん』が月曜日に編成された関係で、「阪神スペシャル」として通常より早い時間帯（16時台）に編成。スポーツ全般に疎いことを自認している福島が、阪神タイガース選手の行き付けの飲食店や、葛城育郎（オリックスと阪神の元・外野手で報徳学園高等学校硬式野球部のコーチ）が阪神での現役引退後から営んでいる「酒美鶏 葛城」（焼鳥料理店）を松村邦洋と共に阪神のレプリカユニフォーム（ホームゲーム仕様）姿で阪神の「日本一」達成前に訪れた映像を放送していた。
- のれんの調査先を企画名で「京都」と限定しているにもかかわらず、「やってみたかってん!!4年ぶりの夏」期間中の2023年8月14日には、「金沢」（石川県金沢市）でのれんを調査したロケ映像を「お出かけスペシャル」扱いで放送した。
  - この日の放送分からは、TVerで「京都のれん探偵」の動画配信をスタート。直近の放送回の映像から編集した動画を、放送日の20:00から翌週月曜日の19:59まで1週間限定で配信している。また、「金沢」のように毎日放送の放送対象外地域でロケを実施したスペシャル版は、翌9月以降も随時放送していた。

- 2024年4月改編でのリニューアルを機に、生中継企画の「福島暢啓の発掘!今昔探偵」へ移行。福島は、放送上の設定を「のれん探偵」から「今昔探偵」に変えるとともに、当番組の開始4年目にして生中継のリポートを初めて定期的に任されるようになった。

火曜日
- 「めっちゃ欲しい!即完百貨店」→「今なら買える!即完百貨店」→「行列回避　並ばんグルメ」（リポーター：藤林温子◎）

- 藤林による調査ロケ企画シリーズで、2021年9月7日までは「めっちゃ欲しい!即完百貨店」、9月14日から11月9日までは「今なら買える!即完百貨店」というタイトルで放送。発売を始めてから「即完」（即完売）した新商品と、その商品に関わる人々・企業・店舗に焦点を当てながら、「即完」の謎、商品開発の秘話、販売の数量や期間を限定した理由などを、藤林の取材を通じて解明していた。通常は「即完商品」の紹介にとどめているが、放送の時期によっては、紹介した商品を希望する視聴者から抽選で進呈する特別企画を実施することもあった。

- 放送上は、毎回テーマを設けたうえで、そのテーマに沿った「即完商品」をベスト3方式で順次紹介。「めっちゃ欲しい!即完百貨店」時代には、「即完するような商品を手に入れるには、身だしなみなど気にしていられない!」とのメッセージを体現すべく、藤林がロケ取材やスタジオ報告の際に赤色のジャージーを着用していた。「今なら買える!即完百貨店」へのタイトル変更に伴って、オープニングムービーとタイトルロゴを一新。藤林の衣装も、赤色のエレベーターガール風へ変更された。

- 「今なら買える!即完百貨店」時代の2021年11月2日から、取材の対象を「待ち行列ができるほど人気の高い飲食店」へ変更するとともに、取材先の店主が「待たずに入店できる」として推奨する日や時間帯を紹介する趣旨に変更。藤林が一般客と同じく待ち行列へ並んだうえで、入店までに要した時間を計測するようになった。
- 2021年11月2日・9日放送分では、特定のメニューをテーマに、大阪府内で注目の人気店をベスト3方式で取り上げていた。同月16日放送分から、コーナータイトルを「行列回避　並ばんグルメ」（「並ばん」は「並ばない」という意味の関西弁）、藤林の衣装をヨットパーカーとオーバーオール（いずれも赤色）へ変更。特定のエリア内の人気店を対象に、藤林による店内での人気メニューの試食映像を交えながら、その店における「行列回避のゴールデンタイム」の紹介を前面に打ち出していた。
- 藤林はコーナー終了・「バラおび」枠廃止のタイミングで、体調不良を理由に毎日放送をおよそ3か月間休職した。復職を経て、2022年7月6日からアナウンサーとして番組への出演を再開したが、当番組には復帰していない。

水曜日
- 「関西2府4県 vs.となり町」（リポーター：祇園＜木﨑太郎・櫻井健一朗＞・ 山崎香佳◎、ナレータ－：松本麻衣子◎）

- 「となり町（隣接する自治体）にないものがウチにはある」というテーマで山崎が街頭で実施したインタビューの結果を基に、関西地方で「ライバル」と目されている自治体同士を、さまざまなジャンルで対決させる企画。ロケVTRを流した後で、山崎以外のスタジオ出演者全員が、「山崎が取材した2つの町のうち、惹かれたのはどちらの町か?」という視点での多数決によって勝敗を決めていた。
- 熊本県の出身で、2020年に毎日放送へ入社するまで関西地方で暮らした経験のなかった山崎が「レフェリー」を担当。ロケ取材やスタジオ報告には白黒ストライプ柄シャツ・黒ズボンのユニフォーム姿で登場している。ちなみに、『ミント!』でも「わざわざグルメ調査隊」（シャンプーハットのてつじによるグルメロケ企画で18時台に放送）に同年9月からレギュラーで参加していた。
- 「アナおび」枠の廃止後も、「よんチャンバラエティー」水曜分の企画として2022年10月5日まで放送。「よんチャンバラエティー」枠への移行を機に、祇園の木﨑・櫻井（いずれも2021年度に水曜日の「バラおび」枠で放送された「よんチャンTVアートフェスプロジェクト　アーっト驚く学生さん」のリポーター）がロケへ参加するとともに、「山崎と祇園による『となり町対決』」という趣向を新たに取り入れていた。なお、木﨑・櫻井は「アートフェスプロジェクト」に続いて、基本としてロケVTRにのみ出演。

木曜日
- 「これから来ーるJAPAN」（2021年4月1日 - 10月28日、リポーター：清水麻椰◎）

- 2025年に大阪・関西万博が開催されることを見据えたロケ企画。『ばんぱく宣言 われら21世紀少年団』（MBSラジオが2019年11月1日から6年半にわたって放送中の大阪・関西万博応援番組）のパーソナリティでもある清水の取材を通じて、「クールジャパン」と呼ばれる世界で活躍する関西地方の若手職人・アーティスト（放送上の呼称は「これから来ーるさん」）を、視聴者にいち早く紹介した。
- コーナーのテーマが「クールジャパン」であることにちなんで、清水はロケ取材やスタジオ報告の際に現代風の袴（紫色の生地に花が描かれた袴）を着用。ロケ取材では、「これから来ーるさん」の人物像を予想したうえで本人と対面している。また、ロケVTRの途中には、「これから来ーるさん」の仕事や作品に関係したクイズ数問を、スタジオの出演者から1名に向けて出題。ロケVTRの最後には、「これから来ーるさん」が2025年に実現させたいことを直筆で記したメッセージを、清水とのツーショット映像に重ねていた。ただし、放送週によっては、ロケではなく生中継で「これから来ーるさん」を紹介。その場合には、清水がロケ取材と同じ袴で中継に登場する一方で、スタジオ担当の野嶋（清水と同期入社）がスタジオからの進行を代行していた。
- 2021年8月までの放送では、清水がロケVTRへの前振りとして、タイトルコールの「来ーる」の部分を山崎弘也（アンタッチャブル）の十八番（「来るー!」というギャグ）風に表現してから、「JAPAN」と叫びながら右手の人差し指をカメラの前に突き出して右目でウインクを1回披露していた。同年9月以降の前振りでは、清水が身体を左横に向けてから、コーナータイトルを言いながら右手の人差し指をカメラの前に突き出すだけにとどめている。ちなみに、アンタッチャブルは2023年10月7日から、清水などと共に『サタデープラス』のMCを担当。
- 松本はこの企画のナレーションに際して、桜の花をモチーフに、「日本文化を紹介する」というキャラクターを独自に設定。このキャラクターは放送上アニメーションなどで登場しなかったものの、「体長は12 - 13cm程度で、清水の肩の上に乗ることが好き」というイメージを浮かべながらナレーションを収録していたことをレギュラー放送の終了後に明かしている。
- 2022年3月10日には、後述する「正直レビュー!お宿記者」に代わって、当コーナーを「特別編」扱いでおよそ5か月半ぶりに編成。清水が上記の衣装を身にまといながらakane (振付師)を取材した模様を放送した。

- 「正直レビュー!お宿記者」（2021年11月4日 - 2022年3月31日、リポーター：清水麻椰◎）

- 『サタデープラス』内の長時間ロケ企画「ひたすら試してランキング」で商品のレビュー（試食・試飲や性能比較実験）を数多く経験している清水が、視聴者による「失敗しないお宿（ホテル・旅館）選び」の参考になりそうな情報を提供すべく、関西地方に開業した（またはリニューアルを終えた）ばかりの「お宿」のサービスを「お宿記者」に扮しながら率直に評価する取材ロケ企画。放送上は、自身の独断と偏見を基にアメニティ・グッズなどを3段階（3つ星方式）で評価したうえで、「お宿総括」（総合評価）を述べることでロケを締めくくっている。その一方で、放送週によっては、取材先の「お宿」から提供された宿泊券の視聴者プレゼント企画を実施することがあった。
- 清水は、他の出演番組では掛けていないメガネを当コーナーのみ着用したうえで、ジャケット姿でロケVTRやスタジオ報告に登場。メガネのフレームを右手で上下させる仕草をロケVTRへの前振りとして披露する一方で、ロケ中には取材手帳を携えているほか、取材先の「お宿」に常備されているシャンプーの洗い心地を「ひたすら試してランキング」さながらに自分の髪で検証していた。「アナおび」枠に代わって「今日の4現場」が編成された後は、上記のロケ企画から一転して、週に1回のペースで「ニュースの現場」からの取材リポートを担当。

金曜日
- 「もったいないレストラン」（2021年4月2日 - 2022年4月1日、リポーター：玉巻映美◎）
  - 食育アドバイザーや野菜ソムリエの資格を取得したり、自宅で写した手料理の画像を投稿することに特化したアカウント（「たまちゃん食堂」）をInstagram上に開設したりするほどの料理好きである玉巻が、「もったいない」というキーワードで展開する企画。一般に「料理に適さない」「珍しすぎて料理に使えない」とされている食材の調理法を、生産者や「料理のプロ」（料理研究家や野菜ソムリエなどの女性）から教わっていた。
  - ロケでは、玉巻が上記の食材の生産現場を取材した後に、ロケへ同行している「料理のプロ」が知る人ぞ知る（またはオリジナルの）調理法を玉巻に伝授。玉巻がロケ先で実際に調理したうえで、出来上がった料理を、取材先の生産者と家族が試食していた。試食者は、その料理を「定番メニュー」として家庭で採用するかどうかを全員で判断。放送上は、「採用」か「不採用」の札を上げることによって、採用の可否を決めた。ちなみに、満場一致で「定番メニュー」への採用が決まった料理のレシピは、当コーナーで独自に作成する「もったいないレシピ」にも認定されていた。なお、玉巻が休暇などでロケVTRにしか登場しない場合には、河田がスタジオから進行。
  - 玉巻は、「アナウンサー企画」として放送されていた2021年5月から、当日扱った食材の名称にちなんだ駄洒落を披露しながら、instagram公式アカウントへのフォローを視聴者に呼び掛けることでコーナーを締めくくっていた。他のアナウンサー企画で唯一instagramに専用のアカウントを開設している「京都のれん探偵」との間でフォロワーの総数を競っていることによる演出で、回を重ねるにつれて、「パネラーの浜本が玉巻の駄洒落に苦笑しながら玉巻にツッコむ（またはあえてスルー）」というパターンが定着。同年10月の再リニューアルで放送枠を17時台の後半に繰り上げてからは、エンディング間際ではなく、ロケVTRの前振りとして駄洒落を披露していた。

- 松本は「もったいないレストラン」のナレーションに際して、「2人の子どもを育てながらアナウンサーとして活動している30代後半の女性」というキャラクターを設定。このキャラクターは「これから来ーるJAPAN」と同じく放送上登場しなかったものの、本人曰く「放送時点の自身に近い」とのことで、「得意料理は春巻」「大雑把な性格」「料理自体は好きだが、簡単に作れることに越したことはない」との設定も為されていたという。

- 2022年4月22日からは、「旬食材の現場」と改題したうえで、金曜日の「きょうの4現場」内（17時台の前半）に編成。翌5月以降のロケでは、移動手段として「らいよん号」を用いている。2022年10月13日から放送の時間帯を変えないまま、単独企画として同年12月22日まで隔週木曜日に放送していた。
  - 「旬食材の現場」では、企画の趣旨を「もったいないレストラン」からおおむね継承。ロケ中に玉巻の料理を生産者や家族が試食する企画を残しているほか、玉巻がロケリポートとスタジオ報告、松本がナレーションを引き続き担当している。ただし、取り上げる食材を2 - 3ポイント（見分け方・保存法・レシピなど）から深く掘り下げながら紹介する一方で、試食した生産者や家族による「定番メニュー」の判定を割愛。玉巻も、スタジオで駄洒落を披露する機会を減らしている。また、instagramに「旬食材の現場」専用のアカウントを新設。「もったいないレストラン」時代に放送で紹介したレシピの記事を全て移行させるとともに、「旬食材の現場」のロケ先で玉巻が新たに取り組んだ料理のレシピを放送後に順次公開している。
  - 隔週での放送に移行してからの「旬食材の現場」では、旬の食材を「加工」する現場（食品の工場や日本酒の酒蔵など）でもロケを随時実施。紹介する食材によっては、「料理のプロ」からのレシピに沿って調理された料理を、当日出演のパネラーが放送中にスタジオで試食するようになった。
  - 2023年に入ってからは、金曜日の「きょうの現場」内（17時台前半の第4項目）に月1回のペースで編成。2022年の途中から第1子を懐妊している玉巻に代わって、後輩の女性アナウンサーから1名（2023年1月 - 3月は海渡→4月以降は山崎）が、エプロンを身にまといながら調理を伴うロケ取材とスタジオ報告を担当している。2023年1月・2月分では「旬食材の現場」というタイトルで放送していなかったが、「旬食材の現場」専用のホームページやinstagram上のアカウントには、当該回で取り上げたレシピも掲載。玉巻が担当していた時期と違って、MBSテレビ公式LINEアカウントなどでのアンケート結果に基づく「（取材のテーマに関する）食品の関西地方における人気ランキング」や、「（当番組独自の街頭インタビューで浮かび上がった）料理や食材の保存に関する悩みを解決するアイデアの紹介」といった要素も盛り込んでいる。

##### 「よんチャンバラエティー」（2022・2023年度）
「アナおび」と「バラおび」を統合したうえで、2022年4月4日から17時台の後半に新設。同年11月28日（いずれも月曜日）から、放送枠を18時台の後半へ移動していたが、2024年に入ってからは「よんチャンバラエティー」というレーベル名を放送で使用しなくなっていた。
☆：2021年度は「バラおび」枠で毎週放送

★：2021年度は「アナおび」枠で毎週放送

月曜日
- 「なんかエエことありました?」「オカンに感謝言えてますか?」☆（隔週に放送）
- 「京都のれん探偵」★（隔週に放送）

火曜日
- 「ロザンの2025年万博まで道案内しよ!」☆（2024年の4月改編以降も放送を継続）

水曜日
- 「祇園のクイズこの町No.1」（2022年10月12日 - 2023年4月5日、リポーター：祇園＜木﨑太郎・櫻井健一朗＞・ 山崎香佳◎、ナレータ－：松本麻衣子◎）

- 番組開始当初から放送されていた「関西2府4県 vs.となり町」（前述）の後継企画で、リポーター・ナレーターとも続投。放送上は「祇園の冠ロケ企画」として編成されているが、祇園は基本としてスタジオへ出演せず、ロケに同行する山崎が赤いブレザーを羽織りながらスタジオで進行していた。
- 関西2府4県の個性あふれる「町」（市町村）から、毎回1つの「町」を対象に、その町の「地元民」（住民や就労者）が誇る「No.1」を祇園と山崎が「地元民」への聞き込みを通じて調査。さらに、このような調査によって探り当てた「No.1」にまつわる「地元民」（店舗の代表者など）から、「町のNo.1クイズ」を2問ほど出題していた。ちなみに初回は、「祇園」の芸名の由来になった京都市東山区の歓楽街でロケを実施した。
- 祇園と山崎が、調査中に出会った「地元民」へ「『じもちず』（『No.1』が存在するスポットへの道順や目印などを記した地図）書いて下さい」と依頼したうえで、手書きの「じもちず」を頼りに当該スポットを探すことが特徴。「町のNo.1クイズ」については、ロケ中に出題された際の祇園と山崎のリアクション映像から、当日のスタジオパネラーに正解を推測させていた。また、「No.1」を紹介するVTRには、『アタックNo.1』（関西地方では関西テレビで放送されていたフジテレビ制作のテレビアニメ版）の主題歌からサビの音源を使用。
- 平日夕方版の開始当初から水曜日のロケ企画を担当してきた祇園は、この企画の終了に伴って当番組を卒業。山崎は、「きょうの現場」内の生中継リポーター（隔週金曜日担当）へ異動した。

- 「ぶら参道」（2023年4月12日 - 、2024年の4月改編以降も放送を継続）

木曜日
- 「Lilかんさい×村瀬先生の　どれだけ知ってる?人気モン検定」（2022年4月7日 - 2023年12月21日、リポーター：嶋崎斗亜・西村拓哉・當間琉巧・大西風雅・岡﨑彪太郎＜いずれもLilかんさいのメンバー＞、講師：村瀬哲史、スタジオ進行：河田直也◎・玉巻映美◎→河田◎・上田悦子◎→河田◎・前田春香◎、ナレーター：松本麻衣子◎）

- 「ジャニーズ事務所（→SMILE-UP.）の次代を担うLilかんさいのメンバー（嶋崎・西村・當間・大西・岡崎）が、関西の『人気モン』（人気の高いスポットや店舗など）から人気の理由を学ぶ」という趣旨のロケ企画。上記のメンバーから週替わりで2名と、雑学に詳しい村瀬が、「人気モン」にちなんだ場所からスタジオのパネラーに対して「人気モン検定」（人気の秘密に関する三者択一式のクイズ）を5 - 6問出題していた。なお、パネラーの人数が通常より少ない日には、河田も解答に参加させている。
- 村瀬は東進ハイスクール地理科講師（前職は大阪府立の高校の社会科教諭）で、『ミント!』でも2020年度の木曜日に、「村瀬先生の街Goo! 関西深掘りニュース」というロケ企画を単独で担当。当コーナーでも、放送上「村瀬先生」と称している。
- スタジオでは、進行役（基本として玉巻）がパネラーによる成績を1問ごとに○か×で集計したうえで、最終問題（6問目）の正解VTRに続いて全問の成績を発表。2022年12月1日放送分までは、正解の数が最も少なかったパネラーに対して、「次回の好成績に向けて頭をスッキリさせる」という名目で村瀬が勧める酸味や苦味の強い食品を試食・試飲することを求めていた。
  - 2022年9月29日放送分までは、「『学問の神様』として名高い菅原道真は、生前に梅を愛していた」という故事にちなんで、「紀州の赤本」（およそ120個もの南高梅の実を凝縮させた刺激の強い梅肉エキスで酸味がレモンのおよそ8倍）を出していた。翌週（10月6日）から「考える力の土台になるのは『健康なカラダ』」という名目で「世界一苦い健康茶」（苦丁茶）の試飲に変更していたが、放送時間を18時台の後半に変更した12月1日放送分で「紀州の赤本」を再び試食。12月8日放送分からは、成績の発表だけにとどめていた。

- 「ありがとう! 縁の下のマイスター」（2021年度に「バラおび」枠で放送されていた嶋崎・西村・當間の取材ロケ企画）に続いて、放送済みのロケ動画を、放送日の20:00からMBS動画イズムとTVerで配信。MBS動画イズムでは、無料版で翌週木曜日の16:00まで1週間、有料登録制の「見放題コース」で1年間閲覧できる。また、この企画からGYAO!でも上記動画の「見逃し配信」サービスを実施。
- 木曜日では他曜日に先駆けて、2024年1月から「よんチャンバラエティー」枠自体を廃止。第1部で「ドキュメント　カツめし」の放送を開始したほか、第2部では「憤マン!ニュースランキング」を試験的に発表していた。ただし、MBS動画イズムによる「見放題コース」では、「人気モン検定」のロケ動画を同年12月まで配信。

金曜日
- 「関西クーポン散歩　絶対1,000円得するねん!」（2022年4月8日 - 2023年9月29日、リポーター：吉田裕・松浦真也→吉田・松浦・すっちー、スタジオ進行：河田直也◎、ナレーター：松本麻衣子◎）

- 商店街や商業施設を中心に、関西地方の自治体から毎回1か所で収録されるロケ企画で、ら放送。吉本新喜劇の人気座員である吉田と松浦が、ロケ先の地元の人々の協力を得ながら、放送日以降もロケ先の店舗で利用できるクーポン券（またはロケ先の店舗で放送日以降も提供している割引サービス）を探し出していた。
- 「（ロケ中に探し出したクーポン券や割引サービスをすべて利用することを前提に）1,000円以上得すること」をロケ終了の条件に定めている関係で、番組スタッフが吉田・松浦に電卓を貸与してからロケを始めていることが特徴。放送週によっては、ロケにゲストを迎えることがあった。
- 河田曰く「当番組で最もコテコテの（大阪色の濃い）企画」とのことで、吉田・松浦とも吉本新喜劇での舞台公演さながらの出で立ちでロケに参加。同僚座員の森田まりこと「ヤンシー&マリコンヌ」というお笑いユニットを組んでいる松浦は、「ヤンシー」に扮する時と同じくギターを携えていて、ロケ中に弾き語り系の歌ネタを随時披露していた。
- 実際にはすっちー（吉本新喜劇の座長の1人）もロケへ随時登場していて、2023年4月から吉田・松浦と同格（レギュラーリポーター）の扱いを受けていた。また、松本によれば、「ナレーションではすっちー・吉田・松浦が『よしもと新喜劇』（毎日放送が土曜日の13時台に放送している吉本新喜劇の中継録画番組）で醸し出している明るい雰囲気を高めの声で表現していた」とのことである。

- 「笑いの殿堂発　笑顔を世界へ　関西怒りゼロ党」（2023年10月7日 - 2024年3月15日、リポーター：すっちー・吉田裕・松浦真也、スタジオ進行：河田直也◎、ナレーター：松本麻衣子◎）

- 商店街や商業施設を中心に、関西地方の自治体から毎回1か所で収録されていたロケ企画。前週（9月29日）まで1年半にわたって放送されてきた「関西クーポン散歩　絶対1,000円得するねん!」に続いて、吉本新喜劇から座長のすっちー・座員の一部（吉田や松浦など）が出演している。
- すっちーを「党首」に据えた「関西怒りゼロ党」（「吉本新喜劇のメンバーが『お笑いの街・関西はもっと笑顔にあふれているべき!』とのスローガンを掲げて結党した」という架空の政党）の一行が、選挙運動さながらにロケ先を練り歩きながら、出会った人々の怒りや不満を解消させることが特徴。一行は「関西怒りゼロ党」と染め抜かれた幟と小さなサンドバッグをロケに持参していて、怒りや不満を聞き取った人々にボクシンググローブでサンドバッグを打たせている。ちなみに、サブタイトルに「笑いの殿堂発」という文言を入れているのは、最初のロケ先がなんばグランド花月（吉本新喜劇の本拠地で通称「NGK」）の楽屋ロビーだったことによる。
- ロケには、吉本新喜劇の座員から若干名が、「秘書」という肩書で同行している。タイトルロゴにはすっちー・吉田・松浦の似顔絵を使用しているが、「関西怒りゼロ党」と違って吉田と松浦がロケに毎回登場するとは限らず、他の座員（信濃岳夫など）が「秘書」を務めることもある。
- 毎日放送では、『ミント!』の初年度（2019年度）にも、吉本新喜劇の座員から若干名が登場する再現ドラマ企画（「モメゴト～あなたならどうする?～」→「吉本アメイジング劇場～AMEGEKI～」）を毎週金曜日にレギュラーで編成していた。吉田・松浦もこの企画へ随時参加していたが、新喜劇の舞台公演や関連イベント・番組を告知する場合を除けば、当時から生放送中のスタジオへ出演していない。
- 第103回全国高等学校ラグビーフットボール大会の開幕前週に当たる2023年12月22日には、毎日放送が制作する大会ハイライト番組『花園魂』（はなぞのソウル）のキャスター陣（大谷亮平・廣瀬俊朗・海渡）をスタジオに迎えていたことに合わせて、すっちーと今別府直之（吉本新喜劇座員）が関西大学北陽高校（ラグビー部が第103回大会で「大阪第1代表」として全国大会初出場）の校内で生徒を相手に実施したロケの映像を特別に放送した。

松本は「なんかエエことありました?」と「道案内しよ!」以外の企画のナレーションを一手に担っているが、実際には、企画ごとに異なる声色でナレーションを付けている。本人によれば、番組スタッフからの要望を受けて、以下のように自分（または担当のディレクターと共同）で設定を細かく変えながらナレーションの収録に臨んでいるという。
- 「京都のれん探偵」：「のれん探偵」（後輩アナウンサーの福島）が営む探偵事務所に事務員として勤務している40代中盤の女性。2時間ドラマやサスペンスドラマ（関西地方ではかつて読売テレビで放送されていた日本テレビ制作の『火曜サスペンス劇場』など）をテレビで見ることが好きで、（「のれん探偵」がロケで立ち寄った）店舗でハプニングが起きることをひそかに期待している。
- 「ぶら参道」：推定500歳で、心の底が他人には窺い知れないような化け猫の「ぶらにゃん」。松本によれば、担当のディレクターから年齢を設定されたことを受けて、『モアナと伝説の海』（ウォルト・ディズニー・アニメーション・スタジオの3Dアニメーション作品）に登場するタラ（日本語版では夏木マリの声で台詞を吹き替えられた「おばあちゃん」役）のイメージで声を当てているという。

#### その他の企画
- 「みんなでやろう!SDGs」（2021年度に実施していた5秒間の啓発企画）
  - 毎日放送が在阪局でいち早く国際連合の「SDGsメディア・コンパクト」へ参加していることを背景に、国際連合が定める「SDGs17の目標」を、同局のアナウンサーから17名が1名につき1つの目標を啓発する企画の一つで、平日版の開始から数か月間放送。毎日1名がSDGsに関する1つの標語を紹介する映像（事前収録）を16時台に2回（いずれもCM明けに）流していた。
  - 放送開始時点での参加アナウンサーについては、当該項に詳述。「SDGsのススメ」（2020年10月19日から2021年3月1日まで『ちちんぷいぷい』で毎週月曜日に放送されていた調査ロケ企画）の流れを汲んでいるが、当番組で放送された映像は「らいよんチャン」のアニメーション（「SDGsらいよん」）と合成されていて、「SDGsらいよん」（オカノ）の声が標語紹介の前後に流れていた。

## 平日早朝版（『よんチャンTVモーニング in THE TIME,』）

### 概要
『THE TIME,』（本来の放送時間は5:20 - 8:00）6時台のパートから40分間を、2024年6月24日（月曜日）から同年7月12日（金曜日）までの3週間限定で関西ローカル向けに差し替えたうえで、平日夕方版と同じスタジオセットから生放送。関西地方にこだわったニュース・天気予報、「関西の交通情報」（列車の運行に関する情報）、阪神タイガース関連が主体のスポーツ情報を伝えていた。
MCは河田と海渡で、当日の平日夕方版におけるスタジオパネラーの一部も日替わりで出演。放送期間中の平日夕方版と同じく、天気予報には「きょうのそらいろ」、スポーツ関連の情報・解説パートには「よんスポ」というタイトルを使用している。その一方で、画面左上の時刻表示については、平日早朝版の時間帯にも『THE TIME,』仕様の字幕を毎日放送の本社から送出している。

#### 「3週間限定の生放送」へ至るまでの経緯
毎日放送では1996年6月3日（月曜日）から、自社制作による情報番組（『朝イチバン!』→『朝ダッシュ!』）を平日の早朝（5時台）に生放送。『朝ダッシュ!』の終了（1999年3月26日）を機にこの時間帯をTBS（テレビ）が制作する生放送番組の同時ネットへ転換してからも、当該番組の一部を関西ローカル向けに差し替える方式で、生放送の情報番組（『あさやん!』→『あさトラ!』→『あん!』）を一時編成していた。『あん!』が内包先の全国ネット向け番組（『ウォッチ!』）と共に2005年3月25日（金曜日）で終了してからは、平日の早朝における生放送番組の自社制作から撤退したうえで、『ウォッチ!』の後継番組（『みのもんたの朝ズバッ!』→『朝ズバッ!』→『あさチャン!』→『THE TIME,』）のフルネットへ移行している。
『THE TIME,』では、福島が「列島リアルタイム中継」の近畿広域圏・徳島県担当キャスターへ起用されたことを機に、他のエリアの視聴者にも名前やキャラクターを広く知られるようになっている。しかし、同番組が2024年6月24日から3週間限定で6:10 - 6:50の時間帯を「ネット局による差し替えが可能なゾーン」に設定する方針を打ち出したことを受けて、毎日放送ではこのゾーンを平日早朝版の生放送に充てることを決めた。なお、福島は平日早朝版でも、「旬を届ける関西列島中継」と銘打って木曜日にリポートを担当している。
毎日放送が期間限定ながら平日早朝版の編成へ踏み切った背景には、『THE TIME,』が近畿広域圏の地上波テレビ局における平日早朝帯のレギュラー番組としては最後発で、番組の開始（2021年10月1日）当初から視聴率の面でこのエリア内での裏番組に大きく水を開けられていることも挙げられる。現に同局では、平日早朝版の放送期間中に「MBS推しチャン乗り換えキャンペーン」を展開するとともに、河田をキャンペーンの「宣伝隊長」に任命。このキャンペーンにはMBSテレビLINE公式アカウント登録者に対する（総額で100万円以上の）プレゼント企画を組み込んでいて、登録者によるプレゼントの応募に際しては、平日早朝版と平日夕方版の放送中に発表されるキーワードをキャンペーン専用の応募フォームへ記入することを求めている。また、河田は平日早朝版の放送期間中に、早朝版の進行と「河田の関西2府4県PR旅」（「宣伝大使」としての活動を兼ねた街頭インタビュー企画）のロケに事実上専念していた。

### 放送時間
- 月曜日 - 金曜日 6:10 - 6:50（JST）
  - 時刻は目安で、『THE TIME,』側の進行状況や、重大ニュース・自然災害の発生などへの対応によって前後することがあった。
    - 毎日放送では、「全力TIMEライン」（『THE TIME,』6時台のニュースパート）第2ゾーン（スポーツニュース）の途中から平日早朝版の関西ローカル放送へ切り替えた後に、「全国!中高生ニュース」が始まるタイミングで同番組のネットを再開していた。
      - 実際には、第2ゾーン内で最初にスポットCMが流れるタイミングでネットを一旦飛び降りた後に、6:15頃から早朝版の放送を開始。このCMの直前（毎日放送以外のネット局でCM明けに放送する予定の項目を告知する映像）には、画面の右上に表示される「NEXTテロップ」を、毎日放送側で独自のテロップに差し替えていた[注 55]。逆に、早朝版の生放送を終了する間際には、河田が「この後は（TBSテレビから）『全国!中高生ニュース』をお送りします」というコメントを入れている。

#### タイムテーブル
- 6:15頃　オープニング→「前田智宏のきょうのそらいろ」→「関西の交通情報」（関西地方のJR・私鉄各社における列車の運行情報）
  - 編成上の放送開始時刻は6:10だが、実際には『THE TIME,』側（「全力TIMEライン」）の進行状況に依拠しているため、この時刻より数分遅れで本編の放送を始めていた。
  - 関西地方か徳島県で自然災害が発生している場合や、京阪神地区の公共交通機関のダイヤが大雨などの影響で乱れている場合には、毎日放送報道情報局（または支局駐在）の記者による関連地点からの生中継リポートを「前田智宏のきょうのそらいろ」の前後に挿入していた。
- 6:20頃  「総額100万円超! 朝も!お昼も!プレゼントキャンペーン」応募用キーワードの発表
  - 当日出演のパネラーから1名が、手書きのフリップで提示。当日の夕方版では、早朝版と違うキーワードが出されるため、両方のキーワードをMBSテレビLINE公式アカウント内の応募フォームに記入することを応募の条件に定めている。
  - 7月4日（木曜日）・5日（金曜日）には、夕方版との合同企画として、「河田の朝カツめし」（夕方版の木曜日第1部におけるレギュラーコーナー「ドキュメント　カツめし」の早朝版）を早朝版のキーワード発表前後に放送。河田が「朝活（あさかつ）」と称して早朝版の本番後に朝食を取っている飲食店から、視聴者に来店を勧めたい店舗を「早朝版の視聴者限定の特典」と合わせて紹介している。夕方版では前日（3日）から放送していたが、上記の特典を付けている関係で、取り上げる店舗は翌日の早朝版と同じであった。なお、10日（水曜日）の早朝版では、海渡の勧めで河田が朝食を取っていた店舗を「河田・海渡の朝カツめし」と銘打って紹介。
- 6:30頃　「よんスポ」
  - 阪神タイガースの話題に加えて、野球選手以外で関西地方と縁の深いアスリートの活躍も随時紹介。阪神の公式戦が前日に催されていた場合には、試合のダイジェスト映像を流している。
  - 当コーナーの初回（6月24日放送分）は、阪神OBの掛布による解説企画に充てていた。当日に掛布を早朝版限定の「スタジオパネラー」に迎えていたことに加えて、前日（23日）に阪神甲子園球場で予定されていた横浜DeNAベイスターズとのナイトゲームが、雨天のため中止になっていたことによる。また、前日に阪神の公式戦が組まれていなかった7月9日（火曜日）・12日には、当コーナーを放送しなかった。
  - 早朝版を放送していた期間の夕方版では、通常は「月よんスポ」（月曜日）を交互に進行する三ツ廣と大村が、火 - 金曜日の「よんスポ」にも河田の代役として日替わりで出演していた。
- 6:35頃　
  - 月・火・水・金曜日：「けさの関西ニュース」（4項目の関西ローカルニュース）
    - 金曜以外の曜日の「けさの関西ニュース」では、前日の夕方版で放送された「5時ニュース」「6時ニュース」から一部の項目の映像を流用している[注 56]ほか、前日の「山中／大吉プレゼン」で扱った情報を河田が改めて紹介。放送日と前日の阪神戦の結果によっては、この試合のダイジェストを、「よんスポ」扱いで最後の項目に組み込むこともあった。
    - 毎日放送の通常編成では、『THE TIME,』内で6時台の後半と7時台の終盤に設けられている「エリア情報」（ネット局によるローカル差し替え）枠において、前夜から宿直勤務に就いている同局のアナウンサー（海渡など）が関西ローカル向けのストレートニュースと気象情報を伝えている。平日早朝版の放送期間中は、6時台の「エリア情報」枠が早朝版の時間帯に含まれることから、上記の体制による「エリア情報」枠を7時台に限定。
    - 火曜日にはニュースに続いて、「かんさいオトク最終日」（早朝版オリジナルのミニ企画）を放送している。「イベントへの来場者・飲食店への来客者向けに特典を付けているサービスや、商業施設の期間限定セールは、水曜日から始まって火曜日に終わりがち」という傾向を踏まえた企画で、「かんさい」（関西地方）で放送の当日が「最終日」に定められているセールやサービスから、「視聴者がトク（得）をする」という観点で番組側が厳選した4項目の情報を海渡が紹介していた。

  - 木曜日：「旬を届ける関西列島中継」
    - 関西地方で「旬」の食材を栽培している現場からの生中継企画で、福島がリポートを担当。大阪府泉佐野市で栽培されている芋茎を紹介する目的で7月4日に放送された生中継は、早朝版本番後の7時台にも、同じ趣旨で『THE TIME,』の「列島リアルタイム中継」向けに実施された。
- 6:40頃
  - 主に月・火曜日：「河田の関西2府4県PR旅」
    - 河田が早朝版の本番後に、「MBS推しチャン乗り換えキャンペーン」の一環で関西地方の全府県へ赴く姿に密着したロケ企画。本人は、「らいよんチャン」の顔がケースに描かれたポケットティッシュをロケ先で配りながら、当番組の出演者・放送内容や毎日放送に対する率直な感想・印象・意見を行く先々で訊いて回っていた。なお、実際には「関西2府4県」に加えて、徳島県内でもロケを実施。
    - ロケ映像の放送に際しては、河田がロケ先で話を訊いた相手が早朝版の裏番組のタイトル・毎日放送以外のテレビ局のチャンネル名を挙げていたシーンや、「テレビ番組自体を普段から見ていない」と明言していたシーンも極力採用していた。また、河田は三条会商店街（京都市中京区）でのロケ中に、KBS京都（地元の独立局）が制作するテレビ番組向けのロケで商店街を回っていた森脇健児と遭遇。森脇から「テレビ界で長く活躍する秘訣」を教わっていた。このロケの模様を7月2日（火曜日）・3日（水曜日）放送分で紹介した際には、河田が森脇と遭遇してからの一部始終を収めた映像も流している。
    - 金曜日では、第1週（6月28日）に編成しなかった一方で、第2週（7月5日）には6:35頃に放送。最終週（12日）には、河田が洲本市（兵庫県の淡路島内）と徳島市内でPR活動へ臨んでいた様子や、洲本市内のロケで出会った高校生に市内でのPRを依頼した様子を6:30頃から紹介していた。水・木曜日では、第1週（6月26日・27日）と第2週（7月3日・4日）に放送する一方で、最終週（10日・11日）には他の企画・コーナーとの兼ね合いで放送していない。

  - 木曜日：「けさの関西ニュース」
  - 金曜日：「朝景色ドローン生中継」
    - 雨天でも飛行しながら映像を撮影できるほど性能の高いドローンを、関係者からの承諾の下に活用した生中継企画。上空からの全景や、普段は関係者しか立ち入れないエリアなど、早朝でしか撮影できない映像をリアルタイムで流していた。
    - 「旬を届ける関西列島中継」と違ってリポーターを出していないため、放送に際しては、河田が上記の映像をスタジオで見ながら進行。さらに、上記の中継先における放送当日の「ピンポイント天気予報」を前田が伝えていた。
    - 第1週（6月28日）には壺阪寺（奈良県高取町）、第2週（7月5日）には磯ノ浦海水浴場（和歌山市）で早朝にだけ設けられている「サーフィンエリア」、最終週（12日）には竹田城跡（兵庫県朝来市）から中継。朝来市役所が夏季の観覧時間を9:00 - 18:00に定めている竹田城跡からのドローン中継に際しては、観覧時間外での撮影に対して市役所が特別に許可を出していたことや、一般の観覧客によるドローンの操縦が城跡の一帯で禁じられていることを河田が強調していた。
- 6:45頃　「前田智宏のきょうのそらいろ」
  - この時間帯には、「おでかけ天気・ただいま天気」（大阪における当日の午前7時・正午・午後6時の気象概況）と称して、当日の天気・気温に見合った服装と持ち物を前田・海渡の似顔絵イラスト[注 57]を交えながら視聴者に提案していた。
- 6:49頃　エンディング
  - 早朝版の放送枠には『THE TIME,』6時台の「エリア情報」枠が含まれていたため、毎日放送における同枠のスポンサーが早朝版も提供。早朝版の放送期間中は、このスポンサーが社名のサウンドロゴだけを流す方式で「エリア情報」枠向けに出稿している5秒CMを、「全国!中高生ニュース」の直前にはさんでいた。

### 出演者
「MC」（総合司会）
- 河田直也
  - 平日早朝版の放送期間中は、平日夕方版へ出演しなかったため、夕方版のメインパーソナリティ（河田のポジション）を「進行担当」の女性アナウンサー（月・金曜日：前田春香／火曜日：玉巻／水・木曜日：清水）が代行している。ただし、「河田の朝カツめし」（前述）を夕方版第1部のオープニングパートに組み込んでいた7月3日（水曜日）・4日（木曜日）には、朝食中の姿を写した静止画像を通じて夕方版にも登場している。
- 海渡未来（「よんスポ」「けさの関西ニュース」のキャスターを兼務）
  - 7月4日（木曜日）・5日（金曜日）には、体調不良を理由に休演したため、河田が「よんスポ」と「けさの関西ニュース」も担当。

「『きょうのそらいろ』担当」（気象キャスター）
- 前田智宏（月 - 水曜日には夕方版の「きょうのそらいろ」「あしたのそらいろ」にも出演）
  - 『THE TIME,』の初期（2021年10月1日 - 2023年3月22日）にも、当時の通常編成で6:05頃に設定されていた「エリア情報」枠内の気象情報を、一部の曜日（2021年10月のみ月 - 水曜日→翌11月以降は月・火・木曜日）に担当していた。
  - 当番組では、関西地方の天気予報に加えて、「関西の交通情報」も伝えている。その一方で、早朝版の放送期間中に木・金曜日で夕方版の気象キャスターを担当している広瀬は、早朝版の担当を兼務しなかった。

「『旬を届ける関西列島中継』担当」（木曜日に出演）
- 福島暢啓

「スタジオパネラー」
番組表では「よんチャンTVレギュラーメンパー」との総称が用いられていて、早朝版へ出演するパネラーについては、初日（6月24日）を除いて早朝版の生放送が始まるまで伏せられていた。◇印の人物は「ゲスト」で、☆印の人物は当日の夕方版にも出演。
- 6月24日（月曜日）：掛布雅之、牛窪恵☆[人 70]
- 25日（火曜日）：沢松奈生子[人 71]☆
- 26日・7月10日（いずれも水曜日）：てつじ☆[人 72]（シャンプーハット）、豊田真由子☆
- 6月27日（木曜日）：徳井義実☆（チュートリアル）、立岩陽一郎☆
- 28日（金曜日）：武田一顕☆、萩原智子◇
- 7月1日（月曜日）：矢野燿大[人 73]☆、ナジャ・グランディーバ☆
- 2日（火曜日）：沢松奈生子☆、吉田朱里☆
- 3日（水曜日）：恋さん☆[人 72]（シャンプーハット）、豊田真由子☆
- 4日（木曜日）：福田充徳☆（チュートリアル）、立岩陽一郎☆
- 5日（金曜日）：武田一顕☆、馬淵優佳☆
- 8日（月曜日）：能見篤史[人 74]☆、牛窪恵☆
- 9日（火曜日）：吉田朱里☆
- 11日（木曜日）：小山慶一郎☆、立岩陽一郎☆
- 12日（金曜日）：黒田有（メッセンジャー）、武田一顕☆
  - 放送期間中の平日夕方版におけるレギュラーパネラーのうち、浅尾は毎週水曜日・REINAは毎週木曜日に『おはよう朝日です』（朝日放送テレビにおける裏番組）の第2部（午前6・7時台）でコメンテーターを務めている。第2部の時間帯は平日早朝版と重複しているため、浅尾とREINAは夕方版にのみ出演。その一方で、『おはよう朝日です土曜日です』のメインコメンテーターでもあるシャンプーハットは、同番組が放送されない水曜日に早朝版へ登場していた。

## 土曜版（『土曜のよんチャンTV』）

### 概要
平日夕方版と同じスタジオセットから、基本として3時間にわたる生放送を実施。「関西2000万人と井戸端会議」というテーマで放送週の主なニュースを振り返るほか、平日夕方版とは異なる企画を放送していた。
通称は「土よん」（どよん）で、土曜版専用twitterアカウントでのハッシュタグなどにも使用。編成上は『MBSウイークエンドスペシャル』（特別番組・再放送・スポーツ中継枠）を引き継ぐため、放送月によっては土曜版を編成しない週があった。
毎日放送では土曜版の開始に際して、「自社制作・ローカル向け・長時間にわたるスタジオからの生放送番組の定期的な編成」という体制を組んでいた。日本国内の民放テレビ局における土曜日午後のレギュラー編成としては「異例」とされる体制で、3時間の「フルバージョン」を編成する週の土曜日には、7:30から10時間にわたって自社制作番組を（全国ネット・一部地域ネット向けの番組を含めて）関西ローカルで放送していた。
もっとも、実際には後述する編成上の事情から放送間隔・時間が定まらず、視聴率の面でも苦戦を強いられていた。このような事情から、毎日放送では土曜版の放送を2022年3月26日に終了させたうえで、『よんチャンTV』を平日版に集約させた。

### 放送時間
- 土曜日 基本として13:54 - 17:00（JST）[13]
  - 編成上は「MBSウイークエンドスペシャル」（特別番組・再放送・スポーツ中継枠）を引き継いでいたが、同枠でも放送されていた番組の一部（スポーツ中継・JNN系列各局が全国ネット向けに制作する特別番組など）の編成を毎日放送が優先した場合には、休止か短縮[注 60]で対応。上記以外の週でも関西ローカル向けの特別番組（前枠で放送されている『よしもと新喜劇』の2時間スペシャルなど）を編成することがあったため、土曜版の放送に際しては、3時間枠・2時間枠・1時間枠から1枠を柔軟に充てていた。
    - スポーツ中継（毎日放送の自社制作による阪神タイガースのデーゲーム中継など）の放送を予定している週には、土曜版を雨傘番組に設定していなかった。このため、中継予定の試合が中止になった場合には、他番組の再放送に切り替えていた。
    - 通算の放送回数は35回で、月に2 - 3回のペースで放送されていたが、放送の頻度や1回分の放送時間は安定しなかった[19]。ちなみに、土曜版の最終回（2022年3月26日）でも本来の3時間枠ではなく、放送時間を2時間15分（14:45 - 17:00）に設定。関西地方の地上波テレビでは、土曜版の終了によって、当該時間帯における生放送基調のレギュラー番組が『土曜スタジオパーク』（NHK総合テレビ）だけになった。
      - 毎日放送では土曜版の終了後も「MBSウイークエンドスペシャル」を編成しているが、同年4月30日から2023年3月25日まで『三度の飯よりアレが好き!』という1時間枠の自社制作番組を、原則として毎週土曜日の16:00 - 17:00に放送。当時同局での社歴が5年目以下の（実際には2018年以降に入社した）アナウンサー（辻沙穂里、三ツ廣、清水、野嶋、川地、山崎、前田春香、中野、大村、海渡）から若干名が、スタジオMCや取材ロケのリポートを交互に担当していた。実際には生放送主体の回と全編収録放送の回が混在していて、16時台にスポーツ中継や全国ネット向けの生放送番組が編成される場合には、土曜版と同様にあらかじめ放送を休止。

### 出演者
◎：当番組の開始まで『ちちんぷいぷい』にレギュラーで出演
「MC」（総合司会）
- 福島暢啓[注 61]

「アシスタント」
- 清水麻椰◎[注 62]

スタジオセットを平日版と併用。上記のアナウンサーに加えて、若干名のゲストが「パネラー」として登場していた（初回は石井亮次とミルクボーイ）。2021年6月までは福島と清水が座りながら進行していたが、同年7月以降の放送では、清水が平日版の河田と同様に立って進行。石井は初回以降も、『ゴゴスマ』のPRや里帰りを兼ねて、月に1回程度のペースで最終回まで出演していた。
2022年1月29日・2月5日には15:24 - 17:00の時間帯に短縮版を編成していたが、福島・清水とも1月28日までに新型コロナウイルスへの感染が確認されたことを受けて、両日とも山中◎をMC代理・山崎をアシスタント代理に立てている。

#### コーナー担当
「とびだせ!えほん」
- 長谷川義史◎（絵本作家、『ちちんぷいぷい』時代に続いてロケVTRにのみ出演）

他のコーナーでは、福島・清水以外の毎日放送アナウンサーが、生放送やロケVTRに随時登場した。

### 放送終了時点での主なコーナー・企画
- 「今週のしゃべりたいニュース」（ナレーター：玉巻映美）
  - スタジオの出演者と「お茶の間コメンテーター」（視聴者代表と福島・清水以外の毎日放送アナウンサー）が生放送で井戸端会議を展開するコーナー。放送週に報じられたニュースや直近の話題から、週末に思わず他人としゃべりたくなるようなトピックスを振り返った。
  - 一部のトピックのロケ取材を、アシスタントの清水が担当。「お茶の間コメンテーター」として出演するアナウンサーは、タブレットからインターネットへ接続しながら、放送中に視聴者から寄せられたツイートや、トピックに関連したインターネット上の情報源（ホームページやSNSなど）を随時紹介していた。
  - 「お茶の間コメンテーター」は、卓袱台を置いた別室からの生中継で出演。当初は視聴者から「お茶の間コメンテーター」を募集していたが、新型コロナウイルス感染症が再び流行したことを背景に、2021年4月下旬からは「お茶の間コメンテーター」を事実上アナウンサーだけで賄った。
- 「まわしっぱ」（ナレーター：松本麻衣子）
  - 番組が注目する現場にテレビカメラを据え置いたうえでひたすら撮影した映像から、筋書きのない現状を覗き見る企画。『ミント!』で放送されていた「ナゼトキ!」と同じく、取材ディレクターがリポーターを兼ねていた[注 64]。
  - コーナー名の「まわしっぱ」は、テレビカメラを"回しっ放し"（まわしっぱなし）にしたまま撮影することを意味する。実際には、週替わりのテーマに沿って、取材先の了承と協力を得たうえで撮影を開始。通常の番組であれば「NG」と扱われそうな映像（決定的瞬間の撮影ミスやディレクターの失言など）も、可能な限り放送している。2021年8月からは、福島・清水・松本以外のアナウンサーによる体験リポート（生中継による挑戦企画）と連動した「生まわしっぱ」も随時編成。
- 「とびだせ!えほん」（2021年5月8日から2022年3月12日まで放送、ナレーター：寺田有美子）
  - 『ちちんぷいぷい』で2012年4月26日から10年間にわたって木曜日に月1 - 2回のペースで放送されてきたロケ企画を、「ちちんぷいぷい　フィナーレウィーク」の木曜分（2021年3月11日）以来2か月振りに復活。「1日だけの小さな旅で1冊の絵本を作る」というコンセプトで、絵本作家の長谷川がある町を気の向くままに散歩しながら、道中で出会った風景や人々を題材に即興でスケッチを描く。ナレーターの寺田も、『ちちんぷいぷい』時代から続投。
  - ロケVTRを放送した後で、ロケ中やロケ後に長谷川が仕上げた絵をスタジオで披露。『ちちんぷいぷい』の木曜日時代には歴代のスタジオアシスタント（古川→藤林→古川）が紹介していたが、土曜版では、長谷川から腕前を高く評価されるほどペン画の得意な福島が紹介役を担っていた。
  - 土曜版では、和歌山県みなべ町で収録したロケの模様を2022年3月12日に放送した。この時点では「最終回」と紹介されておらず、土曜版を終了してからも、企画としての処遇が明らかにされていなかった。
    - 『ちちんぷいぷい』時代からの担当ディレクターであった吉岡淳一は、土曜版終了後の同年4月14日に、長谷川が出演する動画を「Hayaoki TV Director」（自身がYouTube上で運営するチャンネル）から配信。テレビにおける「とびだせ!えほん」の放送を（『ちちんぷいぷい』時代からの通算で）10年の節目に休止したうえで、「とびだせ!えほん」の企画を「Hayaoki TV Director」が長谷川出演のオリジナル動画コンテンツとして引き継ぐことを正式に発表した[93]。実際には21日（木曜日）から「Hayaoki TV Director」オリジナル版の動画配信を「長谷川義史の『えほん散歩』」というタイトルを始めているが、寺田のナレーター起用や、地上波の放送で流していた楽曲（テーマソングであった「風をあつめて」など）の使用は見送られている。
    - 『三度の飯よりアレが好き!』では、「三度の飯よりあの町が好き!」という企画を同月18日から2023年3月11日まで放送。「とびだせ!えほん」の流れを汲むロケ企画（初回のロケ地は姫路市）で、長谷川に加えて前田春香がロケに同行しているほか、亀井希生（前田の先輩アナウンサーで『三度の飯よりアレが好き!』のナレーター）がロケの映像にナレーションを付けていた。
    - 『三度の飯よりアレが好き!』が2022年度限りで放送を終了したことから、2023年度には、土曜版時代までのタイトル（「とびだせ!えほん」）と出演者（長谷川と寺田）に戻したうえで『グッジョブ!』（同年4月15日から毎週土曜日の7:00 - 7:30に編成されている関西ローカル向けの生放送番組）内の企画として5月13日から不定期で放送中。

  - 姫路文学館（兵庫県姫路市）を皮切りに2022年6月25日から日本各地を巡回している長谷川の作品展には、毎日放送が後援。長谷川が「とびだせ!えほん」のロケ中に描いたイラストや、放送で紹介された絵も多数展示されることから、「とびだせ!長谷川義史展」という名称が付けられている。
- 「今週のコレナニ?」
  - エンディングへ直結するコーナーで、意外な使い道のある便利グッズを、スタジオ出演者へのクイズ仕立てで紹介。基本として清水が進行とクイズの出題を担当したが、このコーナー限定のゲストが紹介することもあった。
- 「勝手に三食三番対決」（ナレーター：三ツ廣政輝）
  - 清水が柔道着を身にまとって臨む対決ロケ企画で、2021年10月23日から月に1回のペースで放送。勝手に「ライバル」と想定した著名人（主に女性の芸能人や元・アスリート）3名の下へ出向いたうえで、自分の得意なジャンル（兵庫県立夢野台高等学校への在学中に女子の兵庫県大会で準優勝を経験したサッカーなど）を中心に「三番勝負」へ挑んだ模様を放送した。
  - 「勝負事に負けない身体を三食（3回の食事）で作る」というテーマを設けていることから、清水がいわゆる「勝負メシ」を食べたうえで「勝負」に臨むことが特徴。初回の「三番勝負」では、大喜利のお題をめぐる福島との対決が「三番目」に組み込まれていた。

以下の企画では、放送済みの本編の動画を、放送後に 毎日放送の公式YouTubeチャンネル から配信。未放送シーンを収めた「特別版」や、次回放送の予告動画が流れることもあった。
- 「あなたの代わりに!いっちょかみ」
  - 毎日放送のアナウンサー（主に武川・松川・松井愛◎など）から2名が取材に赴くロケ企画で、トレンド（流行の商品やサービス）の現場へ赴きながら、その魅力や利便性などを関係者に遠慮なく聞き出すことを想定[13]。「あなたの代わりに」は『ちちんぷいぷい』が2020年度の当初に掲げていたテーマで、コーナー名の「いっちょかみ」は「何にでも首を突っ込む人」や「何にでも口を挟む人」というニュアンスの関西弁である。
  - 福島は宮崎県宮崎市の出身で、2022年3月10日（木曜日）に宮崎県から「みやざき大使」を委嘱されている。同日には宮崎県庁で河野俊嗣知事からの委嘱式へ出席したため、関岡香（MBSラジオ『福島のぶひろの、金曜でいいんじゃない?』で福島のパートナーを務めるチーフアナウンサー）[94]を伴って、宮崎市内で当コーナーを収録。その模様や河野からのビデオメッセージが19日に放送された[95]ほか、土曜版のtwitter公式アカウントで宮崎牛のプレゼント企画が実施された。
- 「全力キャンプ飯!」（ナレーター：三ツ廣政輝）
  - 清水がキャンプどころか手料理の経験もない状態から始めたロケ企画で、京都府城陽市の ロゴスランド で収録した映像を、月に1回のペースで放送。ロゴスコーポレーションの製品（最新のキャンプグッズ）を駆使しながら[注 65]、山口浩（神戸北野ホテルの再建に従事した洋食のシェフ）や王憲生◎（ワン・ケンセイ）・松下平◎（まつした　ひとし、いずれも「キッチンぷいぷい」シリーズでスタジオへ定期的に出演）といった料理人がVTRで伝えるアドバイスを頼りに、いわゆる「インスタ映え」を想定した極上の「キャンプ飯」（キャンプグッズを使った料理）作りに挑んでいた[13]。
  - 2021年10月以降は、「勝手に三食三番対決」を放送しない週に編成。2022年2月19日放送分では、清水の新型コロナウイルス感染に伴う療養期間中にロケの日程が組まれていたため、清水に代わって山崎が「キャンプ飯」作りに挑戦した模様を紹介した。

新型コロナウイルスへの感染状況によっては、「とびだせ!えほん」を屋外ロケ抜きの企画だけで構成することや、平日版の「バラおび」「アナおび」枠で放送されたロケ企画から数本のダイジェストを、「とびだせ!えほん」以外のロケ企画に代わって放送することもあった。

#### 休止を経て復活しなかった企画
- 「クイズ小学生!」
  - 街頭ロケによる小学生からのクイズ企画。福島が小学生が集まりそうな場所（小学校・公園・塾など）へ出向いたうえで、そこで出会った小学生から流行、地元ならではの遊び、好きな芸能人などを聞き出す。さらに、小学生がスタジオの出演者に向けてクイズを出題した[13]。ただし、新型コロナウイルス感染拡大の影響で街頭ロケ自体が困難な状況が続いていたため、2021年6月頃から放送されなくなった。

## お天気カメラ設置ポイント
毎日放送が制作する他の報道・情報番組でも随時使用。
- 大阪府
  - 北浜 NEXU BUILD（高麗橋）、大阪駅、天保山（大阪府咲洲庁舎）、関西国際空港。
- 兵庫県
  - 東遊園地付近、大阪国際空港、明石海峡舞子ビラ、王子動物園（臨時）、姫路城（臨時）、豊岡市内・城崎温泉（春季・夏季限定）、竹田城跡（秋季・冬季限定）。
- 京都府
  - 三条京阪駅付近、舞鶴市内。
- 滋賀県
  - 彦根インターチェンジ付近、グランスノー奥伊吹（冬季限定）。
- 和歌山県
  - 和歌山城（和歌山県庁付近）、白浜海岸、潮岬、新宮市内。
- 奈良県
  - 興福寺（近鉄奈良駅）、吉野山（春季限定）。

厳密には毎日放送の放送対象外地域だが、県内の民放テレビ局がJNNに加盟していない福井・徳島両県でも、毎日放送の番組を地上波やケーブルテレビなどで視聴できるエリア（徳島県の徳島空港や福井県嶺南）にカメラを常設している。

## テーマソング
いずれも、大石昌良が当番組のスタートに合わせて書き下ろしている。
- 「嗚呼、素晴らしき日常」（平日早朝版・平日夕方版・土曜版共通のオープニングソング）
  - メロディの一部の音源は、スポンサーが切り替わるタイミングで提供クレジットの映像を放送する場合にも、サウンドステッカー（ジングル）として流れている。
- 「ただいま」（平日夕方版のエンディングで使用[注 68]）
  - 平日夕方版関西ローカルパートの第2部終盤に「あしたのそらいろ」や「6時ニュース」が編成されてからは、第2部のスポンサーが切り替わるタイミングで流れる提供クレジット映像のBGMにも使用。土曜版では、大石以外のアーティストによる楽曲を、「今週のテーマ曲」として週替わりでエンディングに流していた。

## 特別番組

### 番組内企画からのスピンオフ番組
- 2022年5月8日（日曜日）『桜舞い、戻るあの日』（5:00 - 5:30、ナビゲーター：河田直也、ナレーター：上田悦子）
  - 同年4月の平日版リニューアル直後に、大吉の進行によって第2部で6日間にわたって放送された同名の追跡取材シリーズを、30分番組として再構成。再構成に際しては、河田が当番組のスタジオセットから進行する映像や、毎日放送本社内の報道ライブラリー（同社が過去のテレビ放送で使用した約3万本の映像素材を保管しているスペース）を紹介する映像を新たに収録したほか、桜に関する1970年以降の素材映像を活用した。
  - 毎日放送では1990年代から、関西地方や徳島県内で桜に想いを馳せる人々の「物語」を、桜をめぐる風景と合わせて紹介する映像を5,000本以上撮影。その一部を、平日夕方のローカルニュース（『MBSナウ』→『VOICE』→「Newsミント!」→「4chanニュース」）で毎年春先に放送してきた。当番組の平日版では、このような番組で取り上げた「物語」を厳選したうえで、過去の撮影映像に登場していた人々への追跡取材を2022年の春先に企画。報道ライブラリーで管理している記録媒体の映像を手掛かりに、報道情報局の映像取材部から8名のカメラマンが本人や関係者へ改めて接触したうえで、再取材に応じた人々と桜の現状を映像に収めていた。
- 2023年3月12日（日曜日）『よんチャンTV特別編 クイズ世界のソモソモ 出題者は池上彰です』（15:00 - 17:00に関西ローカルで放送、MC兼クイズ出題：池上彰、進行：河田直也・山中真・大吉洋平・野嶋紗己子・前田春香、ナレーター：松本麻衣子）
  - 『ちちんぷいぷい特別編 池上彰さんに聞く世界のハテナ?』（『ちちんぷいぷい』での海外取材企画をベースに2010年から2020年まで15回にわたって放送された特別番組）を、当番組のスタジオセットで事実上復活させた収録番組。当番組で2022年6月から2023年の初頭まで実施していた海外での取材先（タイ、グアム、台湾、アメリカ）や、収録に合わせて前田が取材に赴いた韓国の「ソモソモ」（根源的）な疑問に関するクイズを、池上がスタジオゲストの小山慶一郎（明治大学への在学中に東洋史を専攻）、REINA（出生地・出身地がアメリカ）、鈴木紗理奈（収録の時点で子息がイギリスに留学中）に向けて出題しながら世界情勢を解説していた。なお、前田は当番組のスタジオセットではなく、韓国からの中継で出演。

### 国政選挙の開票特別番組
国政選挙投・開票日の夜に生放送。編成上は、TBSテレビが制作するJNN報道特別番組の内包（関西ローカル向け差し替え）番組に当たる。
- 2021年10月31日（日曜日） 第49回衆議院議員総選挙：『よんチャンTV×選挙の日2021』
  - 『選挙の日2021 太田光と問う!私たちのミライ』（19:57 - 翌2:00[注 69]）のうち、10月31日の20:02頃から11月1日の0:54までのパートを関西ローカル向けに差し替えて放送[注 70][97]。河田と大吉がメインキャスター、玉巻がサブキャスター、三澤が解説、山中・野嶋・川地が中継リポートを担当したほか、ロザン・中間淳太と「4chanニュース」へのゲスト出演を経験している中林美恵子（早稲田大学教授・元民主党衆議院議員）をパネラーとしてスタジオに迎えた[98]。
    - 中間とロザンは、関西地方の選挙区からの立候補者へのインタビューも担当。TBS担当分の全国向けパートでも、太田と二階俊博・高市早苗（いずれも自由民主党から関西地方の選挙区に出馬→小選挙区で当選）による生中継での対談企画の放送中に、上記のスタジオパネラーを写したワイプ映像を毎日放送側で独自に挿入している。
    - 『よんチャンTV』の他のレギュラー陣からは、東京都内での街頭演説を終えたばかりの小泉進次郎（自由民主党の衆議院議員で自身も神奈川県第11区から出馬→小選挙区で当選）への直撃取材（公示期間中に収録済みの）企画に、小山慶一郎が「フィールドリポーター」という肩書で出演[98]。その一方で、『VOICE』『ちちんぷいぷい』『ミント!』時代の開票特別番組で関西ローカルパートのキャスターを務めてきた西は、アナウンサーとして『MBSラジオ 2021総選挙開票特別番組　ほんで何選挙やったん?』（20:00 - 翌0:00に生放送）の総合司会（メインパーソナリティ）に専念した。
      - 小山は翌11月1日（月曜日）の平日夕方版にスタジオパネラーとして出演したことから、当日の「4chanニュース」では、小泉との対談企画の完全版を特別に放送している。

  - 放送に際しては、有権者が投票を済ませたことを（写真や動画の撮影が一切禁じられている投票所以外の場所で）示している画像を、MBSテレビのLINE公式アカウントと平日夕方版のtwitter公式アカウントで10月22日（金曜日＝期日前投票の期間中）から募集。両アカウントから投稿された画像の一部を開票速報などの合間に紹介する企画、「なおやの部屋」（当時の『よんチャンTV』で金曜日　に編成されていたゲストコーナー）の特別編（中間を交えた「なおやの部屋withじゅんた」）、ロザンがメインで進行する企画「ロザンの野党に言いたい!」などを組み込んだほか、平日夕方版と同じく上記のLINE公式アカウント登録者向けのアンケートを放送中に実施している。
    - 投票済み画像の投稿企画では、日本国内で関西地方（毎日放送の放送対象地域）以外の都道府県からの投稿にも対応。10月31日がハロウィーンと重なることを踏まえて、投票を済ませたことをハロウィーン向けの扮装で証明した画像の投稿も認めていた[97]。
    - 関西2府4県と徳島県内の小選挙区（全49区）における関西ローカル向けの開票速報では、「選挙区がどのエリアに該当するのか分からない」という疑問を解消すべく、ドローンや特殊なテレビカメラで撮影した「ご当地美映像」（紹介する選挙区を象徴する風景映像）に選挙区名の字幕をCG合成で組み込んで背景に使用。平日夕方版のオープニングテーマソングである「嗚呼、素晴らしき日常」をBGMに、開票状況や、毎日放送の報道情報局が公示期間中の情勢調査や当日の出口調査などから「当確（当選確実）」と判断した候補者を選挙区ごとに伝えている[98]。
      - 上記の映像には「絶景49×開票速報」という共通のタイトルが付けられていていて、『VOICE』×『ちちんぷいぷい』→『ミント!』時代の名物だったカードバトル風の演出までは盛り込まなかったものの、当時の演出を彷彿とさせる玉入れ風のCG合成映像を冒頭に組み込んでいた。また、関西2府4県と徳島県に限らず、小選挙区の開票速報ではJNN加盟局から「当確」と判断された候補者の字幕へ打ち上げ花火のアニメーション映像を独自に入れていた。

    - 「なおやの部屋withじゅんた」では、放送の時点で開発の途上にあるVR技術とAIを生放送で活用。毎日放送を初めとするJNN加盟局から「当確」と公表されたばかりの候補者の滞在先と当番組のスタジオを生中継でつないだうえで、その候補者のアバターをスタジオ映像に組み込みながら、河田と中間を候補者との質疑応答に臨ませた[98]。

  - TBSテレビ系列の国政選挙開票特別番組で『VOICE』×『ちちんぷいぷい』時代から関西ローカルパートのプロデューサーを務めている小野智也（毎日放送報道情報局）は、放送の前に受けた『週刊TVガイド』からの取材に対して、「毎日放送では、『（有権者でありながら自分には）難しくて縁遠いとの理由で国政選挙を敬遠しがちな将来世代にこそ、選挙へ参加して欲しい』との願いを込めながら、『どのような手段を使っても将来世代に向けて（開票状況を）明るく前向きに伝える』というオンリーワンの挑戦を開票特別番組で続けている。今回の『よんチャンTV×選挙の日2021』はハロウィーンの夜に放送されるので、『選挙テーマパーク』のような世界観を（醸し出すことを演出で）目指している」と語っていた[98]。
- 2022年7月10日（日曜日） 第26回参議院議員通常選挙：『よんチャンTV×選挙の日2022　政治の壁をしゃべりたおせ!参院選開票フェススペシャル』
  - 『選挙の日2022 私たちの明日』（19:57 - 翌1:00）から、大部分（翌0:00まで）の時間帯を関西ローカル向けに差し替えながら、『よんチャンTV』のスタジオセットを中心に生放送。大吉がメインキャスター（MC）と進行キャスターを兼務したほか、玉巻と「ニュース解説者」（元・アナウンサー）の三澤がスタジオでの開票速報、清水・野嶋・川地が生中継でのリポートを担当した。その一方で、『よんチャンTV』の「ニュース解説者」から三澤以外に豊田真由子と立岩、『よんチャンTV』のレギュラーパネラーから沢松、『よんチャンTV×選挙の日2021』にも出演した中林がスタジオに登場。いわゆる「Z世代」の代表として、春名風花もゲストに迎えた。
    - 当初の計画では、河田がメインキャスター（MC）、大吉が進行キャスターとして出演することを想定。河田・大吉・玉巻が揃って登場する告知CM映像の関西ローカル向けテレビ放送や、『よんチャンTV』のTwitter公式アカウントからの告知動画配信も実施していた[99]。しかし、河田は所轄の保健所から新型コロナウイルス感染者への濃厚接触者に指定されたことを受けて、前週（7月4日以降）の『よんチャンTV』を休演。さらに、河田に対する自宅での待機措置が当番組の放送日（10日）までに解除されないことが確定したため、大吉がMCと進行キャスターを兼ねることになった。
    - 放送の前週まで『よんチャンTV』への出演経験があるアナウンサーのうち、西村・金山・前田春香と「ニュース解説者」の西は、MBSラジオの開票特別番組『厳選!選挙ジャーナル』（2022年4月から西と前田がキャスターを務めている『厳選!月イチジャーナル』をベースに21:00 - 24:00で生放送）への出演を優先した。
    - 豊田は『よんチャンTV』への出演を始める前に衆議院議員（自由民主党所属→無所属）を2期務めていたが、（毎日放送以外の放送局の制作分を含めて）選挙特別番組へ出演することは、埼玉県第4区から無所属で出馬した第48回衆議院議員総選挙（2017年10月22日執行）での落選をきっかけに政界を離れて以来初めてである[100]。

  - サブタイトルの「政治の壁」には「日本の政界に古くから立ちはだかっている慣習・不文律・言説・思考様式の総体」というニュアンスを込めていて[99]、「『女性の国会議員が他国に比べて少ない』という実態や、年功序列などの慣行が衆議院議員時代の『壁』になっていた」という豊田と中林の体験も反映されていた。
    - 放送前週の『よんチャンTV』第2部（18時台）でも、「参院選2022 みんなで考える!政治の壁」と称する特別企画を、「ニュース解説者」による「深読み」（独自の分析）を交えながら7月7日（木曜日）まで4日間にわたって放送。当該選挙での争点になりうる日常生活での課題を考察しながら、近畿2府4県から1つの選挙区を対象に、その課題に対する主要政党・候補の主張や公約を紹介していた。

  - 『よんチャンTV×選挙の日2021』から関西ローカル向けの開票速報に採用された「ご当地美映像」については、地方公共団体や観光関連団体などから提供された風景映像や特産品・「ご当地料理」などの映像を組み込みながら、参議院の選挙区分（基本として都道府県単位）に合わせて地域ブロック別に制作。いずれの映像にも、当該ブロックを代表するご当地キャラクターの着ぐるみを複数体登場させている。
    - 選挙区別の開票速報については、「絶景47×開票速報」と称して、番組のサブタイトルにも入れている「フェス」（音楽関連のフェスティバル）風の演出を施しながら放送。「ご当地美映像」を地域ブロック別に流す一方で、紹介する選挙区内出身の歌手（または出身者が所属しているバンド・ユニット）の代表曲や、出身アーティストの作品に使われたことで知られる楽曲を「選挙区ごとのBGM」としてメドレー方式で使用した。さらに、楽曲のタイトルやアーティスト・バンド・ユニットの名称を紹介した字幕を「選挙区名」「議席（定数）」とのセットで「ご当地美映像」の上部に表示したり、「ご当地美映像」が切り替わるたびに選曲の理由や楽曲・アーティストに関する情報を玉巻が紹介したり、『よんチャンTV』のtwitter公式アカウントに寄せられたツイートの一部を「当選確実」と判断された候補者の情報と並べて（または交互に）「ご当地美映像」の下部に出したりするなどの工夫も凝らしていた。

放送2日前の7月8日（金曜日）には、安倍晋三（自由民主党所属の衆議院議員で元・内閣総理大臣）が奈良県選挙区の候補佐藤啓（同党所属の参議院議員）への応援演説中に銃撃を受けて奈良県立医科大学病院に搬送。搬送後（当日中）に安倍の死亡が確認される事態に至った（当該項で詳述）。当番組ではタイトルを変更せず、上記の企画も予定どおり実施したが、当初計画していた放送内容の一部を銃撃事件の続報に変更。事件現場（大和西大寺駅前）からの生中継を組み込んだほか、この選挙に出馬していた自由民主党参議院議員の青山繁晴（比例区から出馬）・松川るい（大阪府選挙区から出馬）と立憲民主党元・副代表（元・衆議院議員）の辻元清美（比例区から出馬）が中継で出演した（いずれも出演後に当選が確定）。
『よんチャンTV×選挙の日2021』に続いてプロデューサーを任された小野は、放送当日の『毎日新聞』（大阪本社発行分の関西版）朝刊に寄せたコメントで、「普段の『よんチャンTV』のように、『きょうとあしたをしゃべりつくす』というコンセプトに沿って、視聴者が知りたい新たな情報を丁寧に分かりやすく伝えることを目指す」との姿勢と、「（『公示期間中に内閣総理大臣の経験者が、毎日放送の放送対象地域内での街頭演説中に銃撃を受けて死亡する』という）前代未聞の状況の下で執行される選挙（の開票状況）の伝え方について、本番の直前まで検討を続けることになりそう」との見通しを示していた。実際には、日本維新の会代表の松井一郎（放送の時点では大阪市長）が代表職を任期満了（2022年10月）までに辞任する意向を当日の開票前に示したことを受けて、松井の代表辞任に関する記者会見の中継も急遽組み込んでいる。
『よんチャンTV×選挙の日2022』をめぐっては、放送から2か月近く経過した2022年9月6日に、毎日放送の第671回番組審議会で取り上げられた。その際には、番組全体の雰囲気が重くなり過ぎないようにするために襲撃事件関連の報道を番組内のワンブロックにとどめた一方で、事件の影響が当初予定していた企画などに及んでいたことを小野などの番組関係者が報告。前面に押し出すことを当初想定していた「音楽フェス路線」から「襲撃事件の報道に接することが辛い人でも、選挙に興味のない人でも見やすい『絶景×音楽』路線」に切り替える一方で、スタジオの出演者が「政治の壁」について女性の候補者・当選者に質問する生中継企画を事実上断念したことや、スタッフ・出演者・担当のアナウンサー全員が情報を伝えるトーンに悩みながら生放送に臨んでいたことも明かされた。同席していた審議委員からは、『よんチャンTV×選挙の日2021』に続いて「ご当地美映像」を開票速報に盛り込んだ演出が高く評価された一方で、「出身地のアーティストや楽曲を紹介することは良いとしても、視聴者が歌や音楽に引き込まれることで情報が伝わりにくくなるのではないか」「（制作に際してとりわけ強く意識されていたはずの）Z世代を初めとする若者の声を生かし切れていなかったのではないか」といった疑問も呈された。
- 2024年10月27日（日曜日） 第50回衆議院議員総選挙：『よんチャンTV×選挙の日2024 あすから変わるお金と暮らし』
  - 『決戦! 緊急W中継 SMBC日本シリーズ2024×選挙の日』（18:30 - 翌1:00）から、22:40以降のパートをおよそ1時間半にわたって関西ローカル向けに差し替えて放送。放送時点でのレギュラーアナウンサーから、河田と前田春香がMC、玉巻が開票速報、大吉が生中継のリポートを担当した。その一方で、『VOICE』のメインキャスターやJNNパリ支局長などを歴任した大八木友之（毎日放送東京支社駐在の解説委員で元・アナウンサー）が、三澤に代わって開票速報を初めて解説。当番組のスタジオセットには、かつてTBSラジオの国会担当記者だった武田、ロザンの菅・宇治原、豊田に加えて、放送時点でのレギュラー陣以外の人物からゆめぽて（滋賀県出身）を迎えていた。なお、総選挙の開票特別番組に日本シリーズ（横浜DeNAベイスターズと福岡ソフトバンクホークスによる横浜スタジアムでの第2戦）の生中継が組み込まれた経緯や、差し替え対象外の時間帯における放送体制については当該項で詳述。
  - 放送に際しては、『よんチャンTV×選挙の日2022　政治の壁をしゃべりたおせ!参院選開票フェススペシャル』に続いて、「注目度の高い選挙区の開票速報・結果を、『ご当地美映像』と『ご当地ゆかりソング』と共に伝える」という演出を独自に実施することが告知されていた。実際には、毎日放送での差し替えが可能な時間帯が『選挙の日2022』から大幅に短縮されたことに加えて、大吉による日本維新の会本部からのリポートや小泉進次郎（放送の時点では自由民主党選挙対策委員長）・吉村洋文（放送の時点では大阪府知事で日本維新の会共同代表）・泉健太（京都3区からの出馬を経て当選した立憲民主党の前・代表）への独占インタビューを生放送に挿入。このような事情から、毎日放送が「激戦」と判断した関西地方・徳島県内の選挙区（全6区）の情勢を、「衆院選開票フェス」と称して「ご当地美映像」と「ご当地ゆかりソング」と共に紹介するだけにとどまった。

### 他のレギュラー番組との共同制作による特別番組
- 2021年5月5日（水曜日・こどもの日）の20:00 - 21:57（JST）[注 75]『魔法のよんチャンTV  売る良!買う良!地球良!? SDGsショーミの話』（水曜日の後枠番組『魔法のレストラン』とのコラボレーション番組）
  - 「地球を笑顔にするWEEK」（毎日放送などのTBSテレビ系列局全体で同年4月26日から5月5日まで展開していたSDGs啓発プロジェクト）の一環として、毎日放送エリアプロデュース局のSDGsプロジェクト室が企画。近江（毎日放送の放送対象地域である滋賀県出身の）商人の哲学として知られる「売り手よし、買い手よし、世間よし」に範を求めながら、「衣」「食」「住」「動物」をめぐるSDGs達成への取り組みを「関西人の目線」で伝えた。
  - スタジオパートの収録に当番組のセット、出演者の紹介などに『魔法のレストラン』仕様の字幕を使用したほか、「SDGsらいよんチャン」のアニメーションを随所で挿入。当番組平日夕方版の「なんで?らいよん」でも、「地球を笑顔にするWEEK」の期間中に、SDGs関連の調査ロケ企画を後半に放送している。
  - スタジオ出演者
    - MC：河田直也（『魔法のレストラン』でも2017年4月19日から2021年3月10日放送分までロケ企画で進行を担当）
    - 進行：宇治原史規（ロザン：『魔法のレストラン』にも相方の菅広文と揃ってレギュラー出演）
    - パネラー：水野真紀、長野博（20th Century）、菅広文（ロザン：いずれも放送の時点で『魔法のレストラン』のレギュラー出演者）、渋谷凪咲（NMB48）
    - 解説：須田慎一郎[注 76]（当番組のセット内で上記の出演者から離れた場所からリモート出演）

  - ロケリポーター
    - 「食」のパート（ナレーター：福島暢啓）ヤナギブソン×ますみ（天才ピアノスト）／藤林温子／西村麻子（別々の取材先からリポート）
    - 「衣」のパート（ナレーター：松本麻衣子）ナジャ・グランディーバ×白間美瑠（NMB48）[注 77]×杉本青空（からし蓮根）[注 78]
    - 「住」のパート（ナレーター：福島）アンミカ[注 79]×奥田修二（学天即）[注 80]
    - 「動物」のパート（ナレーター：松本）間寛平[注 81]×鰻和弘（銀シャリ）[注 82]
    - 「大阪発のロングセラーにまつわるSDGs」（ナレーター：松本）：三ツ廣政輝[注 83]（毎日放送アナウンサー、『魔法のレストラン』に同年4月7日放送分から河田の後任で出演）
- 2023年9月15日（金曜日）0:31 - 2:05（14日の24:31 - 26:05）『阪神AREしたよん!～18年ぶりの優勝やねん!～』（自社制作による土曜日の生放送番組『せやねん!』とのコラボレーションによる阪神タイガースのセントラル・リーグ優勝記念特別番組）[107]
  - 阪神が14日の対読売ジャイアンツ（巨人）戦（阪神甲子園球場でのナイトゲーム）での勝利によって2005年以来18年ぶりのセントラル・リーグ優勝を決めたことを受けて、当番組のスタジオセットから放送。タイトルの「ARE」は、2005年にも2023年にも阪神の一軍を指揮していた岡田彰布監督が優勝するまで多用していた隠語（アレ＝ARE）および、阪神の2023年チームスローガン「A.R.E.」（Aim. Respect. Empower）にちなんでいる。なお、地上波（毎日放送）では関西ローカル向けに生放送を実施したが、GAORA（毎日放送グループがCS放送で運営するスポーツ専門チャンネル）でも生放送の録画映像を9月15日の11:30 - 12:55に放送。
  - 当番組メインパーソナリティの河田が司会を任されたほか、毎日放送グループの野球解説者から、阪神OBの能見・亀山つとむ・狩野恵輔がスタジオに出演。また、雑踏事故や道頓堀川への飛び込み行為などが阪神の優勝決定直後から生じることが懸念されていた戎橋（大阪市中央区）からの中継リポートを、大吉が担当した。さらに、当番組と『せやねん!』における放送時点でのレギュラー出演者から、阪神のファンであることを自認している以下の人物が出演。
    - 『よんチャンTV』：中野雅至、牛窪恵、中江有里（阪神が優勝を決めた対巨人戦を甲子園球場で観戦後に出演）
    - 『せやねん!』：トミーズ雅、小嶋花梨（NMB48のキャプテン）、アキナ（秋山賢太・山名文和）、新山（さや香）

  - 放送中には、岡田が試合中に7 - 8粒は舐めるほどパインアメを好んでいることを井上雅雄（毎日放送のスポーツアナウンサー）による『せやねん!』でのインタビュー（同年7月22日に「せやねん!スポーツ」内で放送）で初めて明かした（後に製造・販売元のパイン株式会社が公認した）こと[108]を背景に、「毎日放送とパイン株式会社が『ARE』に向けて水面下で開発を進めてきた」という数量限定の非売品（「パインアレ」）を初めて公開。岡田をはじめとする阪神のチーム関係者に配られるほか、当番組か『せやねん!』のX（twitter）公式アカウントへのフォローなどを条件に、希望する視聴者から抽選で100名に進呈する企画を実施している。ちなみに、「パインアレ」のパッケージには「18ねんぶりアレ味」というフレーズが記されているが、パイン株式会社によれば「『パインアレ』の味は（市販品の）パインアメと全く同じ」とのことである[107][109]。
  - 河田・能見・中江は、15日の午後に関西ローカルで急遽放送された『よんチャンTV5時間ぶち抜き! 祝・阪神優勝  能見&糸井&鳥谷&掛布超豪華リレースペシャル』にも出演。この番組では、「パインアレ」に関する特別企画なども改めて放送されている。
- 同年11月6日（月曜日）0:50 - 2:20（5日の24:50 - 26:20）『59年ぶりの関西ダービー　阪神アレのアレしたよん　38年ぶりの日本一やねん』（『せやねん!』とのコラボレーションによる阪神タイガースの日本シリーズ制覇記念特別番組）
  - 阪神が5日にオリックス・バファローズとの日本シリーズ第7戦（京セラドーム大阪でのナイトゲーム）での勝利によって1985年以来38年ぶりの「日本一」（日本シリーズ制覇）を達成したことを受けて、大阪府内の祝勝会場に設けられた毎日放送向けのブースから生放送。河田が司会を任されたほか、毎日放送グループの野球解説者から、阪神OBの掛布雅之と能見が出演した。『せやねん!』からも、前述した『阪神AREしたよん!』に続いて小嶋と新山が登場[110]。新山は祝勝会の「ビール掛け」でインタビュアーを任されていたが、参加した選手からギャグの披露を求められたところ、本人曰く「鬼滑り」という目に遭っていた[111]。なお、生放送を同録した映像の一部（「ビール掛け」や岡田・主力選手へのインタビューなど）は、6日午後の『よんチャンTV 5時間緊急生放送スペシャル　祝!!阪神タイガース38年ぶり日本一だよん』内で改めて流されている。

## コラボレーション企画
- 2021年10月25日（月曜日）からは、エースコックとのコラボレーション商品として、「よんチャンTV×ワンタンメン　4種の海鮮だし塩ラーメン 5食パック」「よんチャンTV×ワンタンメンどんぶり　4種の海鮮だし塩ラーメン」が同社から関西地方のスーパーマーケット・コンビニエンスストア限定で販売されている[18]。
  - いずれの商品も、「エースコック　ワンタンメン」に独自開発のスープ（アサリ・ホタテ・牡蠣・しじみから取れた出汁に隠し味としてウスターソースを加えたスープ）を入れていることが特徴。実際には平日夕方版の開始前から開発が進められていたが、放送上は10月1日から、発売に至るまでの経緯を毎週金曜日のオープニングパートで紹介していた。
  - 開発に際しては、河田が「隠し味」の提案から試食まで関与。また、「もったいないレストラン」のロケに出演した経験を持つ料理研究家が、「5食パック」（袋麺タイプ）を使ったオリジナルレシピを3パターン考案している。
  - 毎日放送では、『ちちんぷいぷい』の放送期間中にも、メインパーソナリティやレギュラーアナウンサー（西・河田・大吉・福島など）のプロデュースによる期間限定商品を山崎製パンや味覚糖と共同で開発（当該項で詳述）。当番組平日夕方版の開始5日目（4月2日）からは、山崎製パンとのコラボレーションによって開発された「らいよんチャンメロンパン」（カスタードクリーム味）と「ランチパック　4種の野菜入りカレーとビーフカレー」が、期間限定商品として近畿2府4県の主なスーパーマーケットやコンビニエンスストア（約1,000店舗）で発売されていた。「らいよんチャンメロンパン」は「らいよんチャン」の名を冠した初めてのタイアップ商品でもあったが、当番組から誕生したコラボレーション商品は、前述した「よんチャンTV×ワンタンメン」シリーズが初めてである。
- 男子バレーボールのセミプロリーグ（V.LEAGUEのDIVISION1）では、本拠地を大阪府箕面市に置くサントリーサンバーズがおおきにアリーナ舞洲で主催する公式戦（舞洲ホームゲーム）から2試合を、2022/23シーズン（2022年度）から「『よんチャンTV』MATCH DAY」（当番組とのコラボレーションマッチ）に充当。開催時点での当番組のレギュラー陣の一部と「らいよんチャン」の着ぐるみが試合前のイベントに参加しているほか、「らいよん号」をアリーナの一角で展示している。
  - 2022/23シーズンは、2023年1月21日（土曜日）・22日（日曜日）に組まれていたVC長野トライデンツとの2連戦を充当。21日には川地とLilかんさいの嶋﨑・當間、22日には河田と海渡が試合前のトークイベントと始球式に参加した[112][113]。結局、サンバーズは両日とも勝利を収めている。
  - 2023/24シーズン（2023年度）は、2024年3月9日（土曜日）・10日（日曜日）に組まれていたウルフドッグス名古屋との2連戦を充当。9日には浅尾と山中、10日には河田と山崎が試合前のトークイベントと始球式に参加した。当初は9日に前田春香の参加を予定していたが、前週から体調不良で当番組などへの出演を見合わせていたため山中に変更[114]。また、サンバーズは9日の試合に勝った一方で、10日の試合に敗れている。
- 河田は2023年2月24日（金曜日）に、当番組のロゴ入りTシャツを身に付けた「らいよんチャン」の着ぐるみを伴いながら、当番組の本番前（午前5時台）に『朝生ワイド　す・またん』（読売テレビの関西ローカル向け生放送番組）の「大阪マラソンスペシャル」へゲストで出演。当番組では、出演前後の河田に密着した映像を17時台の後半に流したうえで、この日の『す・またん』のMC陣から佐藤佳奈（読売テレビアナウンサー）を『Nスタ』全国ニュースパートの直前までスタジオセットに招いていた。2日後（26日）の第11回大阪マラソンで2人ともフルマラソン・一般の部へ参加することに伴うコラボレーション企画[115]で、佐藤の出演中には、野嶋による毎日放送本社M館1階エントランス（大阪マラソンの開催に合わせた健康グッズの展示会場）からの生中継リポートを挿入していた。また、大会翌日（27日）の「Well Beランキング!」では、当日のスタート前に佐藤が河田に挨拶したシーンの映像も放送された。ちなみに、佐藤もフルマラソン初挑戦ながら5時間7分58秒で完走している。
- 2024年には、当番組とファミリーマートによるコラボレーション企画で、「4」にちなんだ3種類の商品（河田のプロデュースによる「4色俵おむすびとおかずセット」、玉巻のプロデュースで開発に半年を要した「しらすとベーコンの4種だしパスタ」、前田春香のプロデュースによるサンミーの4個セット「よんチャンミー」）を開発。大阪府・兵庫県・滋賀県・京都府・奈良県の全域と和歌山県・三重県の一部エリアで営業しているファミリーマート（約2,600店）を対象に、11月19日（火曜日）から12月9日（月曜日）まで販売している[116][117]。
- 同年には、『地球の歩き方 大阪　2025～2026』（大阪・関西万博が大阪市内の夢洲で開催される2025年の1月にGakkenから発売される旅行ガイドブック）の企画にも番組ぐるみで参加。河田に加えて、スタジオ進行やニュース解説をレギュラーで担当する後輩アナウンサー（山中・大吉・玉巻・清水・前田春香）と一部のスタッフ（いずれも2024年の時点）が、大阪府内に所在するグルメ・娯楽スポットの案内や「半日で完結する府内観光のモデルプラン」の立案を一部のページ向けに任されている。

## スタッフ
- チーフプロデューサー：森岡紀人（MBS、元・JNN上海支局長）
- プロデューサー：松井宏文（MBS）
- 編集長：米沢飛鳥（MBS）
- 特集デスク：長冨剛（以前は土曜版プロデューサー、MBS）・高田裕介（MBS）
- ディレクター：宮田大（MBS）、辻本賀一・秋山英一・広部裕子・衣笠将大（ブリッジ）、進藤康幸（東通企画）
- チーフディレクター：関谷祐輔（MBS）
- 製作著作：MBS

### 過去のスタッフ
- プロデューサー：向功（平日夕方版、MBS）